# 古希臘神廟

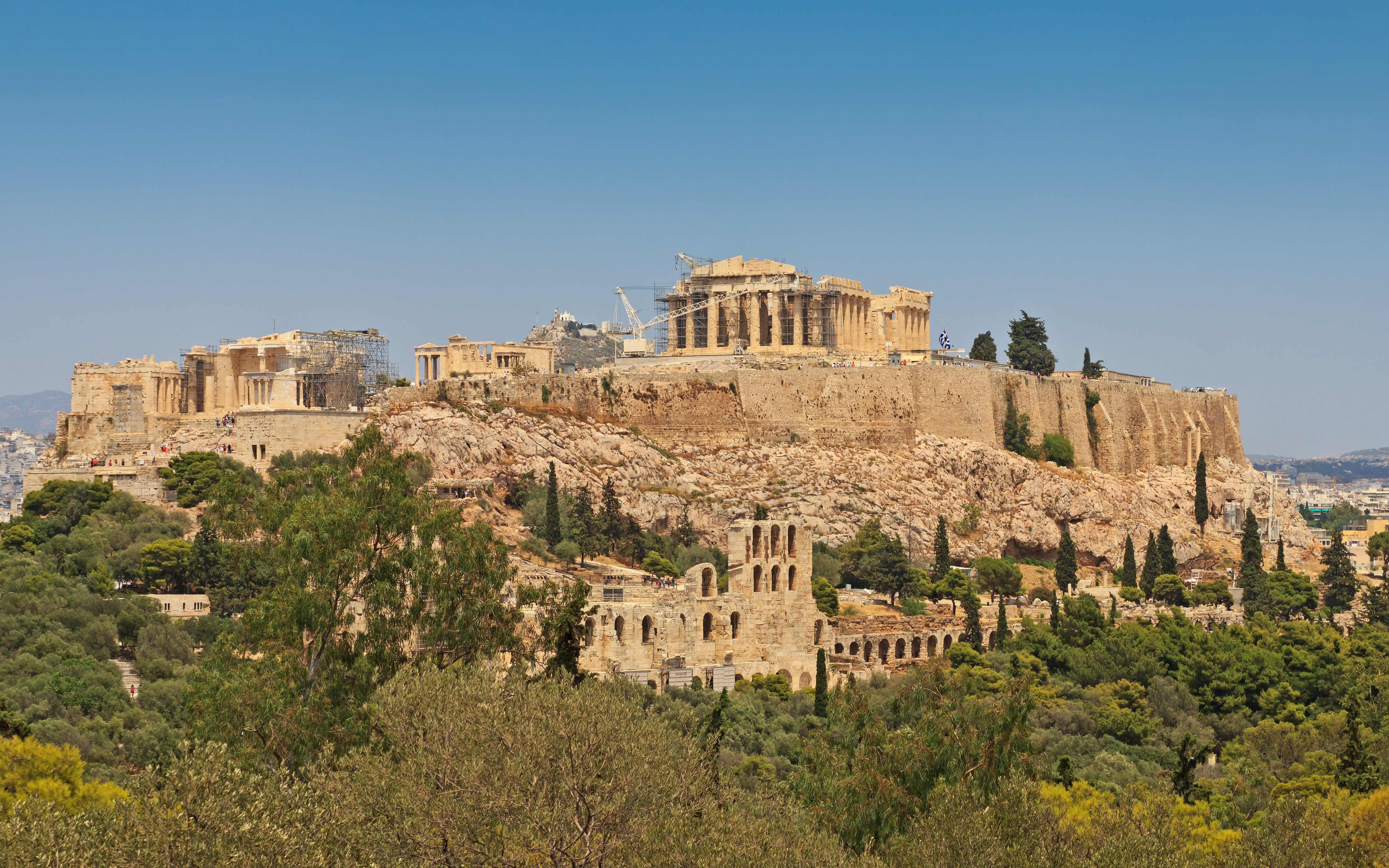
位於希臘雅典衛城的帕德嫩神廟。

希臘神廟（“居所”；語義有別於拉丁文以及英文“temple”（“神廟、寺廟、廟宇”），也名為希臘神殿。在古希臘宗教中的希臘聖所內是為安座眾神神像的神聖建築結構。神廟內部不是做為集會的空間，因為奉獻給諸尊神明的供奉與儀式是在神廟外面舉行得。神廟常常必須使用到祈願奉獻物。在希臘建築中祂們是具有很重要的地位以及很廣泛普及的建築形式。此外西亞以及北非在希臘化時代中的王國，一座神廟搭建完成的宗教意向通常是為了延續遵循著當地的文化傳統。甚至連在當地的一個希臘人所受到當地文化的影響力也是明顯可見得，像這樣的建築結構一般認為是與希臘神廟分屬不同的建築系統。這些不同於希臘神廟建築採納的典範方面，譬如說，關於希臘─帕提亞以及巴克特里亞的神廟即是，或是關於埃及托勒密時代的神廟之典範，埃及托勒密時代的神廟祂是遵循古埃及宗教的傳統。還有一個重點是很多傳統的希臘神廟方位都是朝向著東方的天象。

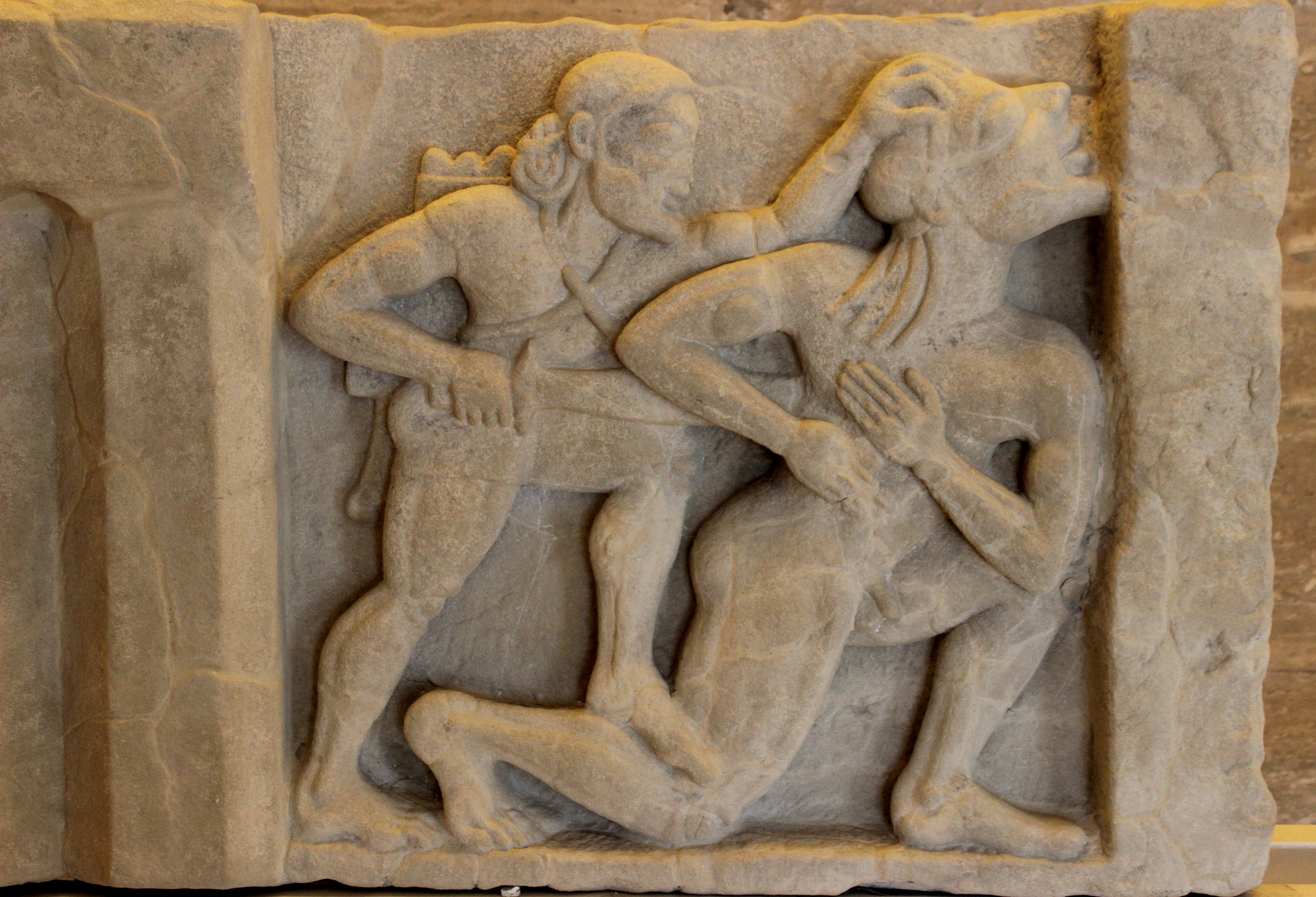
早期的排檔間飾（metope）橫飾帶浮雕，現今珍藏於帕埃斯頓（Paestum）的博物館。

## 概述

### 地理環境

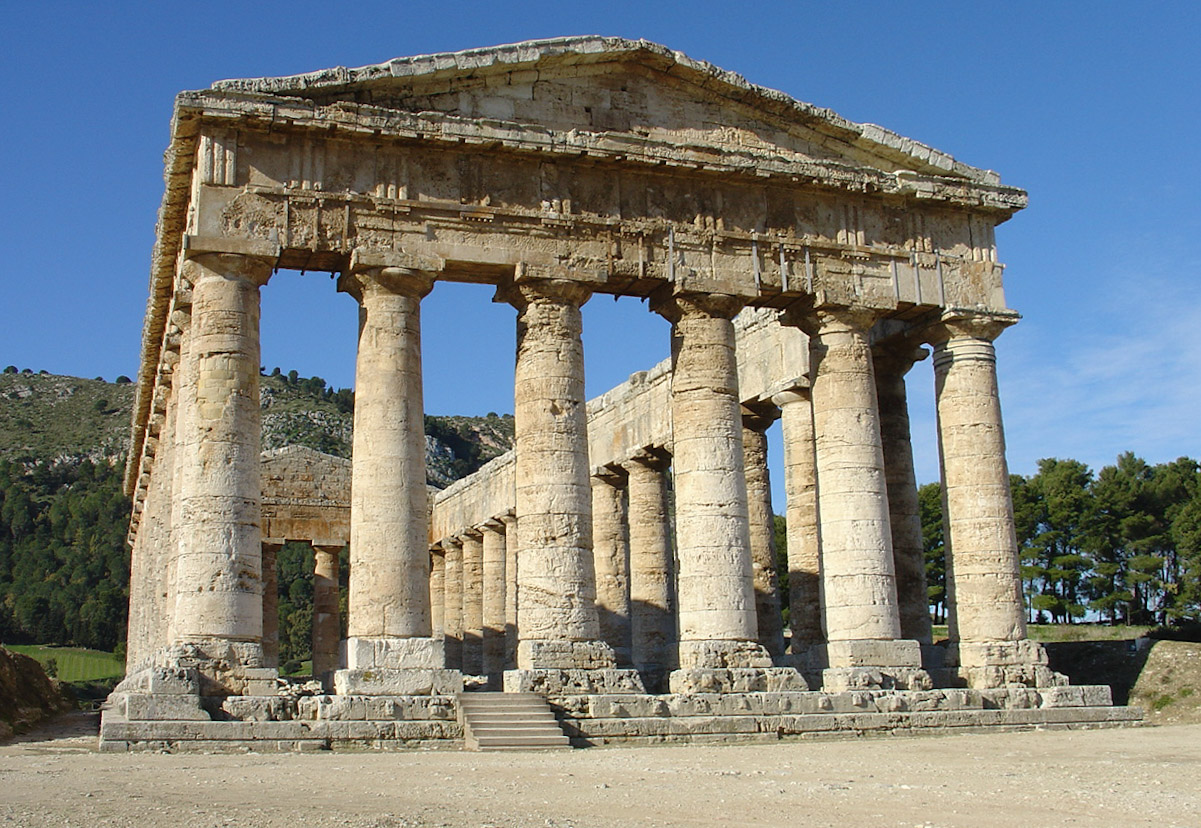
座落在塞吉斯塔的赫拉神廟，西西里岛。

希臘大陸本土以及環愛琴海一帶各個島嶼皆屬於多岩石的地形，這地區還伴隨著極為曲折的海岸線在一起，並且加上崎嶇的山脈几乎是没有豐沛的森林覆被著。也因此在這裡最直接方便且合宜的建築材料即是石材了。石灰岩在當地是容易取得並且易於用做建築神廟的。在希臘大陸與愛琴海諸島還蘊藏著豐富的高品質白色大理石，尤其是在帕羅斯島與納克索斯島兩地。無論是在神廟建築或是雕塑，這種有細密紋理的白色大理石建材，對於其細節的精確度與縝密性而言是起著主要的影响因素，這項特質使得古希臘神廟建築增色不少。優質的陶土礦藏也被發現在整個希臘和愛琴海群島上，而且主要的礦藏是靠近雅典一帶。這種陶土不僅可以用於陶器的製作，而且還用於神廟屋頂瓦片以及建築裝飾方面的營造。
希臘地區是屬於海洋氣候，既有冬季的寒冷又有夏季的炎熱並且由海風進行了適度的調節作用。這天候因素也導致了希臘人的生活方式呈現出一種現象，即許多活動都是在戶外舉行得。因此希臘神廟往往是被安置在山頂上得，祂們的外觀被設計成作為一種宗教集會與遊行的視覺焦點，古希臘神廟鄰近的建築規畫也會有劇場、浴場、競技場的相關設置，其中以劇場的設置而言通常藉以自然造成的斜坡場地輔之以建築上的工程增进，是露天的階梯式廣場而非覆蓋性的建築物。由柱廊環繞的神廟、或者是周圍的庭院提供了防護炎炎夏日的酷曬以及冬季時驟然發生的暴風雨之遮蔽處。
希臘神廟的明亮色調之設計可以說是古希臘建築學上最獨特的發展特徵中之一項重要因素。神廟建築的明亮色調搭配使整個神廟看起來相當光輝明亮，既有天空生動的蔚藍又有大海鮮明的湛藍一般。以灰白色的石頭顯露在海濱的視覺藝術工法，其明晰的光線與銳利的陰影提供了建築景觀細節方面的精確感。這種光線色調上的明晰度是伴隨著希臘地區在陰霾季節期間輪流產生光線上的顏色變化。在這樣特徵的生活環境中，古希臘時代的建築師在營造神廟建築時，他們在細節上的精確度是讓人感到最醒目的一項藝術成就。閃閃發光的大理石表面為光滑的、具弧形曲線、有凹槽的狀態，或是雕刻華麗的情形都是能反映陽光照射時對光線造成的色調變化，這種大理石所投射出的陰影等級和顏色變化乃是伴隨著白晝之明光而呈現出千變萬化的美麗姿態。

### 建築沿革大要

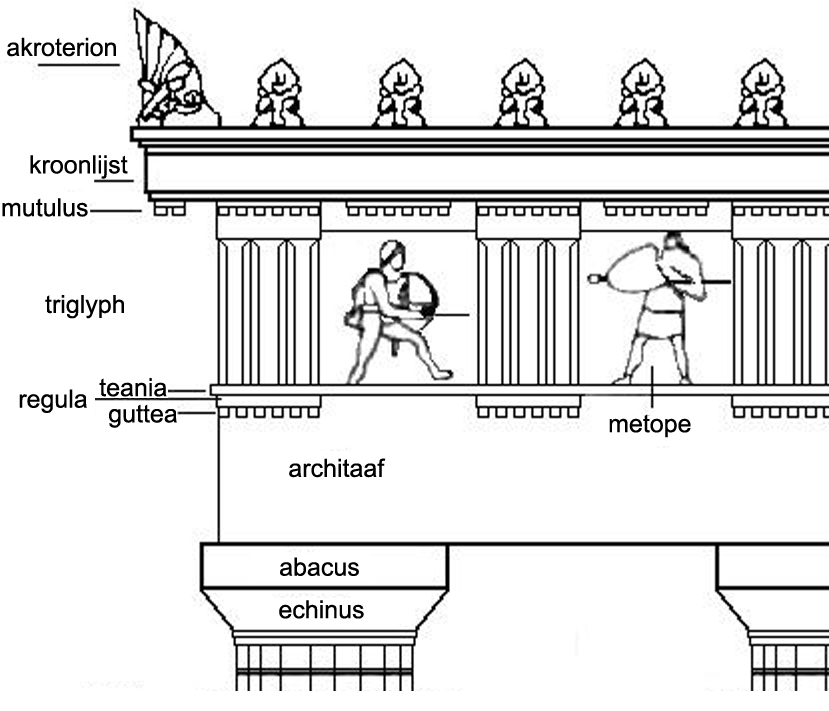
建築構件圖。

西元前九世紀到西元前六世紀之間，古希臘神廟的發展由小型泥磚（mudbrick）建築結構進入到非凡的雙門廊大型神殿，通常高度可達到大於20米（不包含屋頂的部分）的范围。風格上，希臘神廟祂們是由明顯的地區性之柱式（architectural orders）特色來主導建築結構。原本，在一開始只有多立克柱式和愛奧尼柱式兩種特色之間的分別，而關於科林斯柱式則在西元前三世紀晚期為希臘建築提供了第三種柱式風格之選擇。許多不同的建築平面圖也被發展出來了，祂們各自的上部構造都可以結合不同的柱式。從西元前三世紀起，大型神廟的建築變得不太常見；在西元前二世紀短暫的蓬勃發展之後，在西元前一世紀大型神廟建築幾乎全部不再見到了。此後，唯有小型神廟建築是最新開始發展的，古老的神廟則繼續進行翻新或者（如果尚未完成的話）完成竣工。
希臘神廟是按照固定的比例進行設計和建造，大多是以圓柱底下部位的直徑或是以地基水平面的大小來決定。近乎嚴格的數學運算之基本設計從而由視差矯正方面達到了减轻的效果。儘管希臘神廟仍然普遍存在理想化全部白色的形象，希臘神廟原本是有著以顏色的，以便使明亮的紅色和藍色對比著白色建築石材或是斯達科（或稱灰泥）。許多精心建造的神廟在浮雕與山形牆雕塑上面配置了許多豐富人物形象裝飾。神廟的建構通常是經希臘城邦或是由聖所的行政部門來規劃與資助的。個人性質的建造神廟方面，尤其是希臘化時代的統治者，也可能贊助這樣的建築。在希臘化時代晚期中，他們金融財富的递减，隨著這局勢的發展希臘世界納入羅馬國境裡，羅馬的官員和統治者接任成為神廟的贊助者，導致希臘神廟建構的結束。新建造的神廟此刻成為羅馬建築的傳統，羅馬神廟，儘管祂是受到希臘神廟的影響，但主旨在於羅馬神廟是朝著不同的目標和追求不同的審美原則。（為了方便對照，請參閱另一篇條目）
主要的神廟建築是座落在一個較大的管轄區域或者是神廟區（temenos）之中，通常是被庙宇庭院（peribolos）的圍欄或者是牆所圍住；整體上通常被稱為一個“聖所”。雅典衛城就是最著名的範例，雖說在那裡建造一座神廟之前，這裡似乎是以牆圍繞的堡壘。這可能還包括許多附屬建築、聖林或是泉水、獻給神靈的動物們，以及有些時候因為法律因素留而在聖所的人，其乃是有些神廟會提供對這方面人士的庇護，例如逃亡的奴隸。

## 發展

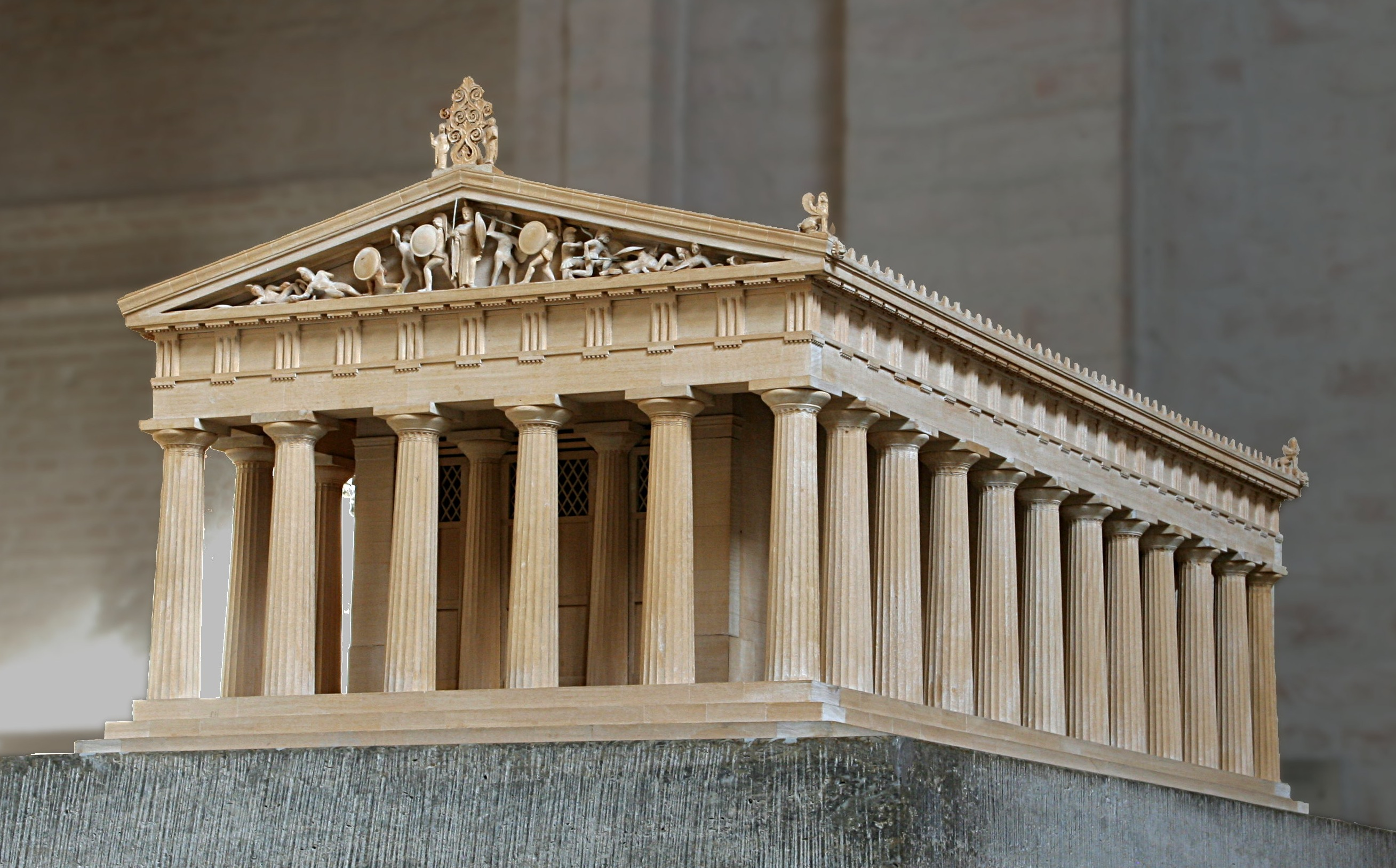
一座典型的多立克神廟模型，其復刻於位在埃伊納島的阿法埃婭神廟，現今珍藏於慕尼黑的古代雕塑展覽館。

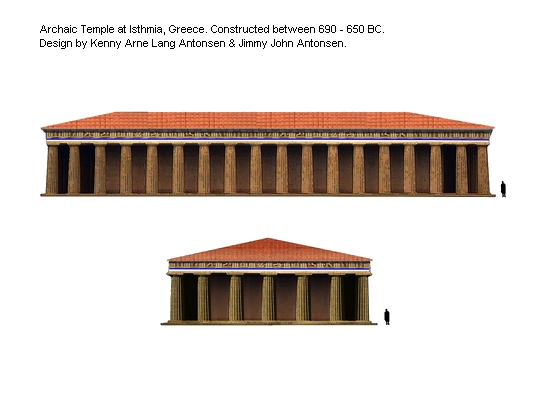
希臘伊斯米亞神廟，興建於西元前690年～西元前650年之間。

### 起源
迈锡尼中央大廳（Megaron，又稱大殿，西元前十五到十三世紀）是古風時代晚期與古典時代希臘神廟的前身，但希臘的黑暗時代中的建築變得更小並且很少有巨型神廟了。
西元前十世紀與西元前七世紀希臘神廟建築發展的基本原則他們已在這時開始紮下基礎了。在祂最簡單的形式裡是作為內殿（naos），這神廟乃為簡單的矩形神龕伴隨著突出的側壁（建築學專門術語作：anta，複數形態為antae；漢譯為壁角柱、壁端柱、门廊柱或是端柱列），形成小型走廊（porch）。直到西元前八世紀，也有或多或少的半圓形後壁拱線結構（apsidal structures），但是長方矩形樣式的神廟比較盛行。通過添加圓柱到這座小型的基本結構上，希臘人引发了他們神廟建築發展與多種多樣的風格。
伊斯米亞神廟（Temple of Isthmia），建於西元前690年～西元前650年連同祂的巨大規模或許是最早真正古風時期的神廟，堅實的圓柱柱廊和平鋪磚瓦的屋頂設置在伊斯米亞神廟上與同時代的建築相距甚遠。

### 木結構建築：早期古風時代

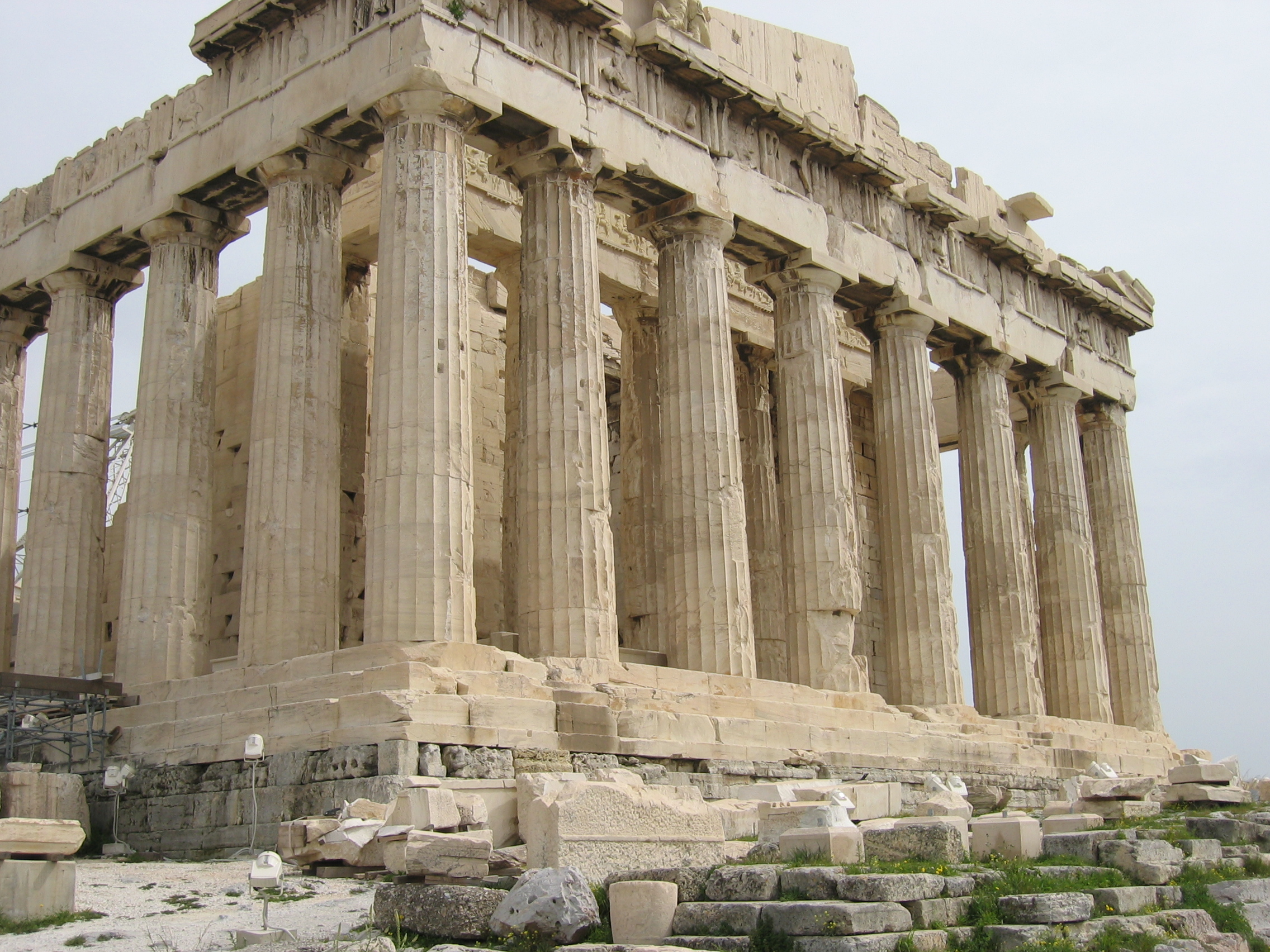
從近距離仰望希臘雅典帕德嫩神廟的宏偉。

最初的神廟大多是由泥、磚，還有大理石在石基上建構而成的。圓柱與上部构造（柱頂，英文建築術語為entablature）是木頭材質，門孔和端柱列受到木板的保護。泥磚牆經常被木樁加固，這是在一種木骨架技術裡邊的運用。這個簡單而一目了然的木結構建築中的元素產生的所有重要的設計原則是確定希臘神廟數百年以來的發展。
接近西元前七世紀末，這些簡單的建築規模顯著的增大了。位於瑟美斯（Thermos）的C神廟是第一座多列柱神廟（也譯為千牆基，希臘文拉丁轉寫：Hekatompedoi、Hekatompedos或是Hekatompedon，古希臘原文為百足之意），神廟長度有30米（100英呎）。因為在那個時代祂並非是在技術面可行之下而能夠加蓋屋頂的一個廣闊空間，這些神廟依然很窄，寬度在6到10米。
要強調接受膜拜的神像之重要性並且讓神廟建築能夠護持祂，在內殿配備了一頂天篷（canopy，或稱為遮篷），由圓柱支撐著。由此產生門廊围住著神廟的四周（四边拱廊，英文建築術語為peristasis）之設置結構這是專門用在希臘建築中的神廟設計上。
神廟伴隨在周圍門廊（翼廊，英文建築術語為ptera或者pteron，亦稱之為飞柱廊）之組合為建築師與信众游客引發了一項新的審美學需求上的刺激：建築結構已經被建為能從各個方向來鉴赏。這導致了圍柱式建築（peripteros）的發展，連同祭壇前面的門廊（英文中可以寫作pronaos亦或Portico，內殿前方作為走廊的隔間），在神廟建築的後方也反映出類似的設計安排，此即為後殿（opistodomos），為了完整地美學緣故這成為必然的條件了。

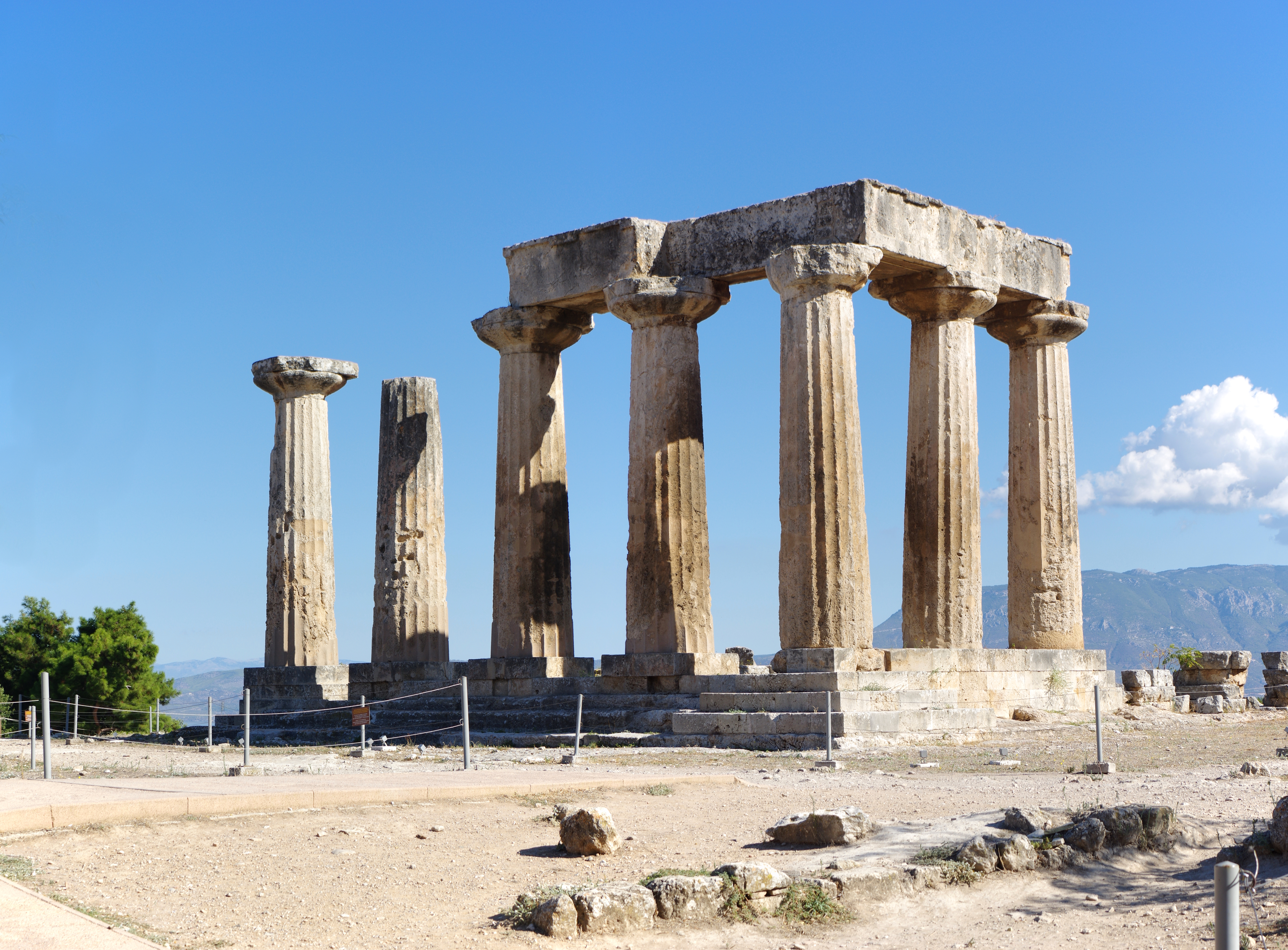
座落於科林斯的阿波羅神廟，最早期的石造多立克柱式神廟之一。請注意祂是整体式柱（monolithic column）。

### 石造建築採用的傳入：古風時代和古典時代
在石造建築結構的再引入之後，每座神廟的基本要素和形式，像是圓柱的數目與圓柱的行列，在整個古代希臘歷經不斷的變化。
在西元前六世紀，薩摩斯島的愛奧尼亞人發展了雙列圓柱的柱廊之雙列柱廊式建築（dipteros）作為替代單一的圍柱式建築。這個概念後來被蒂蒂瑪（Didyma）、艾菲索斯以及雅典所沿襲。在西元前六世紀與西元前四世紀晚期之間，無數的神廟被建築修造；幾乎每個城邦、每個希臘殖民地都會建有一座或數座神廟。也有神廟是座落在城邦以外的位址並且位於主要的聖所，如奧林匹亞與德爾斐。
尋求观察得到之神廟型式變化為所有建築元素協調感的演化：發展的導向從最早期的簡單型式，是由經常出現的粗造與厚重到美學上的完善並且讓建築結構後來成為了精緻優雅的終極典範；另一方面地基規劃與上部構造（上层建筑）的建築工程也從簡單的试验法進步到嚴謹複雜的數學運算的程度了。

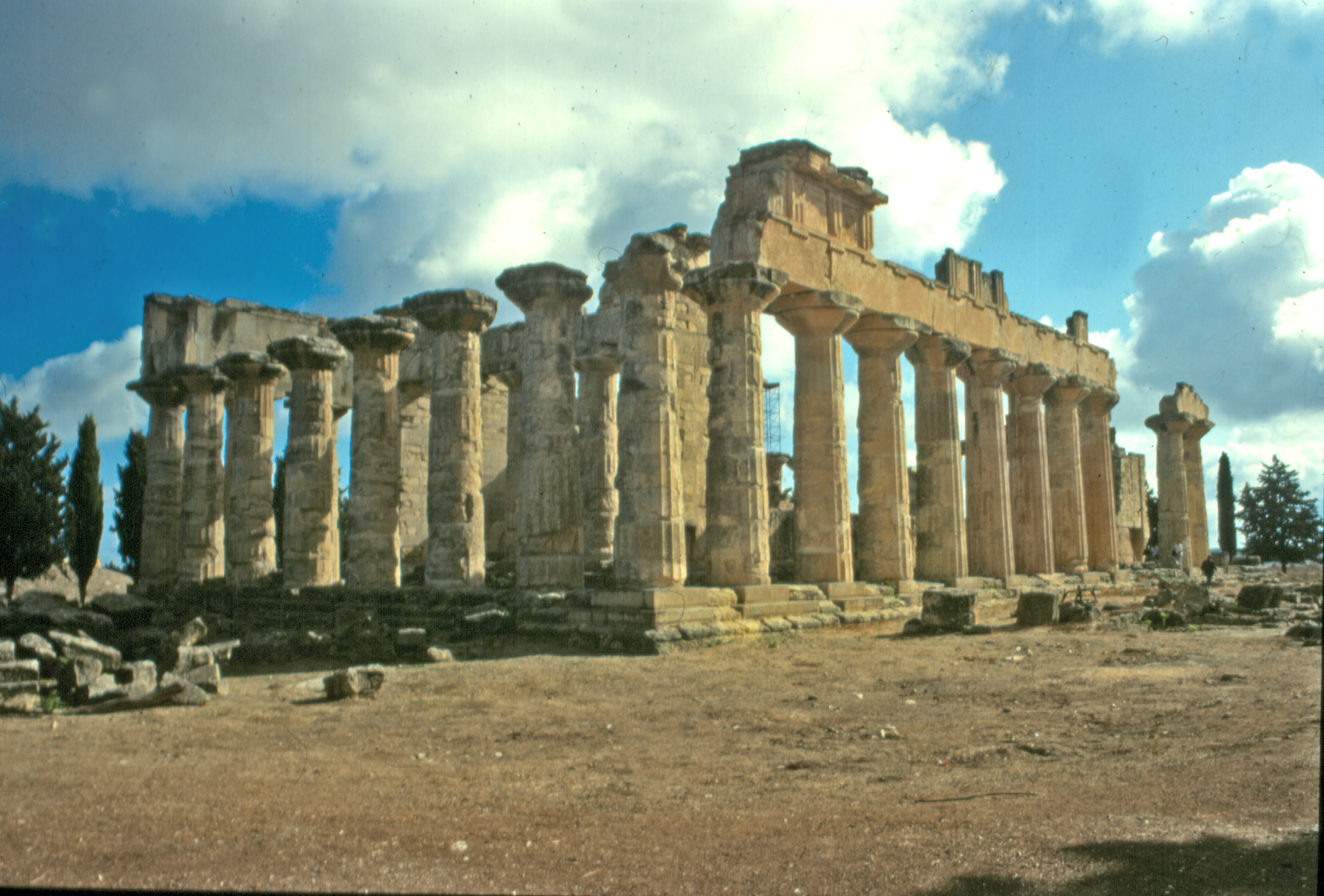
在昔蘭尼的宙斯神廟。

### 希臘神廟建築的沒落：希臘化時代

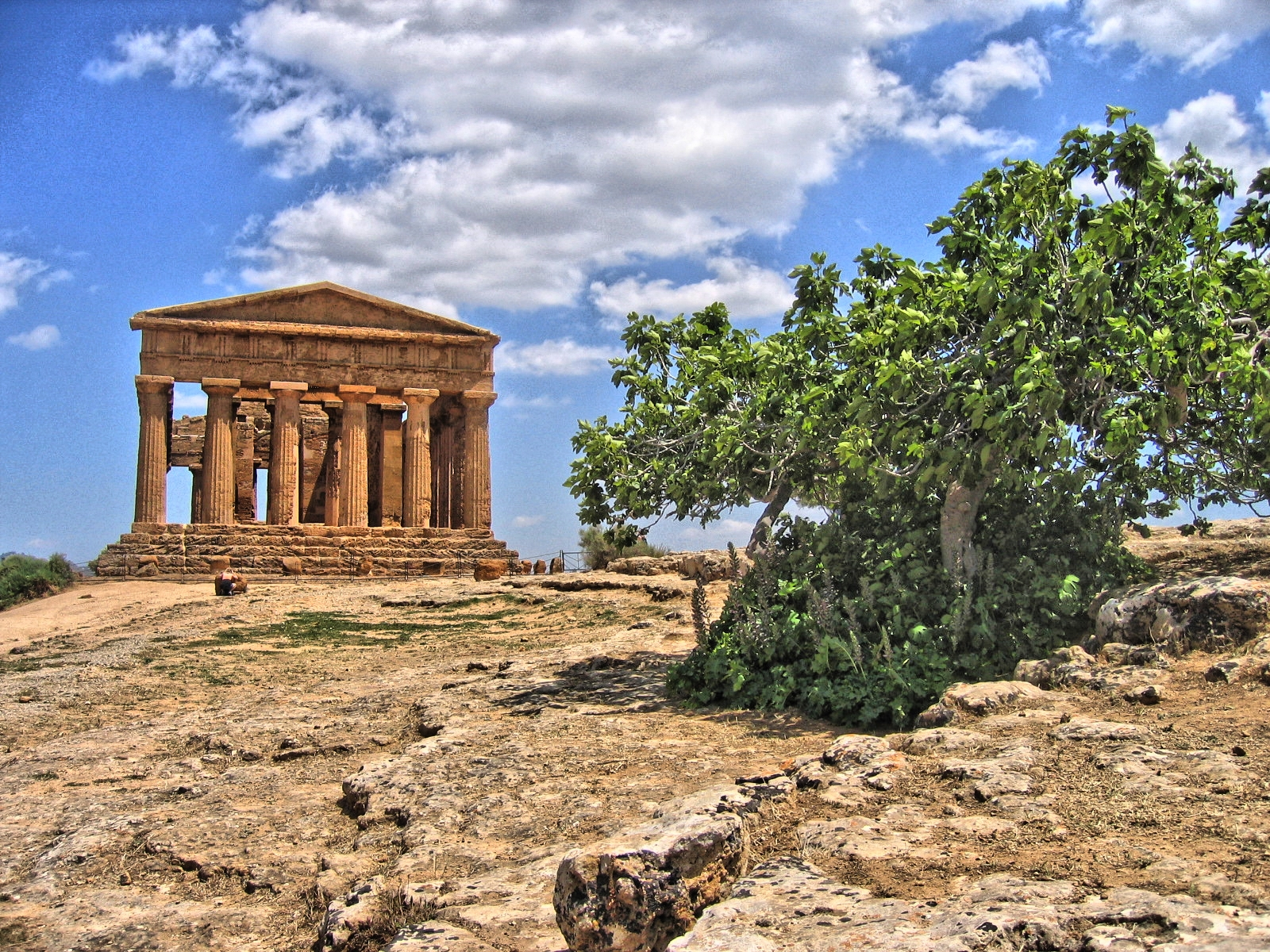
座落於阿格里真托的康考迪亞神廟（Temple of Concord，也名為协和神廟、和平廟），西西里岛。

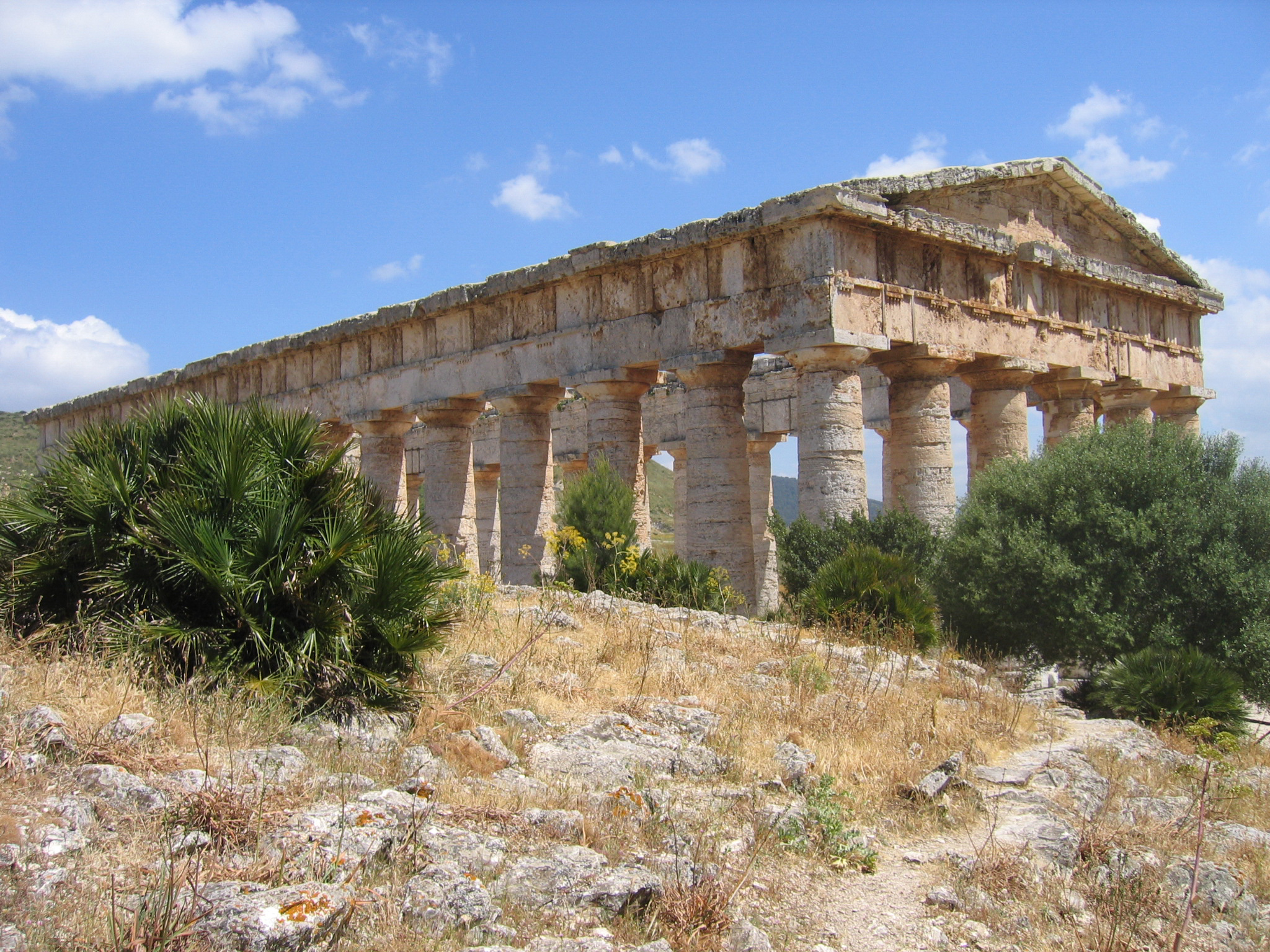
從另一個視點仰望著塞吉塔斯赫拉神廟，西西里岛。

從希臘化時代早期開始，希臘圍柱式（peripteral）神廟已丧失了祂的重要性。除了極少數的例外，無論是在希臘化時代的希臘中以及於意大利半岛南部的希臘殖民地裡，古典神廟建築工程已辍止了。西元前三世紀期間，只有在小亞細亞西部维持着低階層級（小型建築規模之工程）的神廟建築。大工程建設，譬如比鄰著米利都且位於蒂蒂瑪的阿波羅神廟和位於薩第斯的阿耳忒彌斯神廟（Artemision，也名為月神庙）建築工程並沒有取得多大進展。
西元前二世紀能看到的神廟建築的復興，包括圍柱式神廟。這部分是由於建築師普里埃內的赫莫傑尼斯之影響，他重新定义了愛奧尼柱式神廟建築結構的原則既具實踐性並又透過理论來施工。同時，希臘化時代各个王國的統治者也提供了豐富的財務資源贊助神廟建築工程的進行。他們的自我擴張、競爭、希望鞏固他們的勢力範圍，以及與羅馬的衝突不斷地增加（有一部分情況是在文化領域中發揮出來得），結合了大量的精力投入到繁複的希臘神廟建築之復興。在此階段期間，希臘神廟成為在小亞細亞南部、埃及以及北非一帶廣布的宗教建築。
但是在西元前第三世紀和西元前第二世紀之中，儘管這樣的範例以及受到了經濟情勢好轉與技築技術的高度革新之下所產生的積極條件，希臘化時代的宗教建築主要是透過多數小型神廟中的牆角柱間（in antis）和前柱式神廟（prostyle temples）來作為代表，以及小型神龕（微型神廟，英文文獻中為naiskoi）也是這時代的建築特色之一。後者已被豎立在重要的地方，像是位在在市場廣場，靠近噴泉以及附近的道路，然而自從古風時代發展以來，此刻已經達到祂們具優勢的蓬勃發展之階段。這種局限於較小結構建築的工程導致著一種特殊形式的發展，此即為偽圍柱式（pseudoperipteros，亦曰仿周柱式），祂採用嵌牆柱（engaged column，或稱為附牆柱、半露柱）列沿著內殿（也譯為主殿）牆壁造成一種圍柱式神廟的錯覺。一個這方面的早期範例是位於埃皮達魯斯的L神廟，其次是許多杰出的羅馬神廟典範，像是位於尼姆的方形神殿（Maison Carrée）。

### 希臘神廟建構的結束：羅馬時代的希臘
在西元前一世紀初期，米特里達梯戰爭便導致了建築習慣作風的變化。由羅馬的東方行省之政務官（Magistratus or magistrates）越來越多地取得了神廟建築贊助者的角色，他們很少通過建立寺廟展示了他們的慷慨大方。然而尽管如此，有些神廟是被興建在這個時候的，比方說，位於阿佛洛狄西亚的阿芙洛狄忒神廟（Temple of Aphrodite）。
元首制的出台导致一些新宗教建築的產生，大多數的神廟主要為君主崇拜（或稱為皇帝崇拜）或是供奉羅馬諸神，比方說，位於巴勒貝克的朱庇特神廟。雖然供奉希臘眾神的新神廟仍繼續地建造著，比方說，位於塞尔盖（Selge）的堤喀神廟祂們往往遵循發展著羅馬帝國之建築風格典型的樣式或者維持當地非希臘特质的庙堂风貌，像是位於佩特拉或巴爾米拉的神廟。隨著帝國境內東部日益羅馬化，使得希臘神廟建築的歷史發展必須畫下句點，虽然直到西元二世紀晚期繼續完成未竣工的大型宗教建築工程，像是位於蒂蒂瑪的阿波羅神廟或者是位於雅典宙斯神庙（亦名為宙斯神殿、天帝廟）。

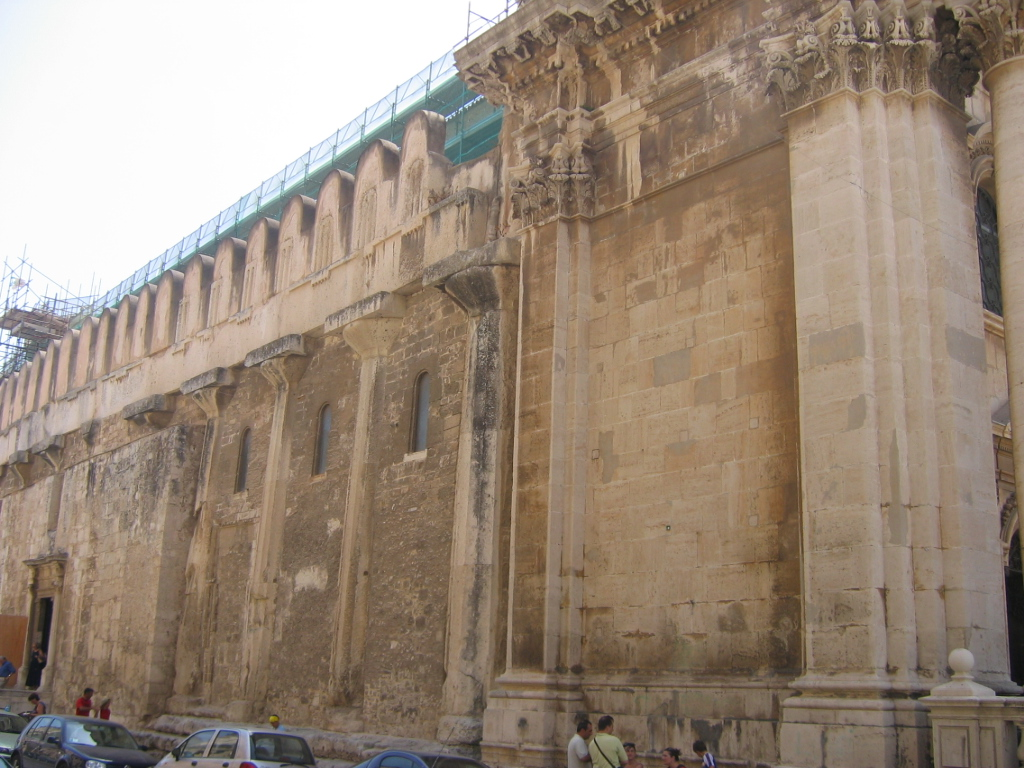
西西里島上的城市锡拉库萨：西元前五世紀的多立克柱式雅典娜神廟，在中世紀期間已轉變成為了一座莊嚴的基督教堂。由教會來接手教化世人的神聖職責，西西里岛。

### 棄置和改宗的神廟：近古時代
狄奧多西一世和他的繼任者在羅馬帝國宝座中的詔書明令，禁止異教崇拜，導致希臘神廟的逐步關閉，或者祂們轉化成基督徒的教堂。
希臘神廟的發展歷史至此結束，儘管祂們很多仍然在使用了很長一段時間之後。譬若，雅典的帕德嫩神廟，第一座重新奉为神圣（reconsecrated）而作為一間教堂的希臘神廟，在鄂圖曼帝國統治希臘之後也轉化為清真寺並且維持建築結構完好無恙直到西元十七世紀。不僅僅威尼斯人的砲彈不幸地影響到建築，然後還用於存儲火藥，導致很多這樣重要的神廟被毀，這座神廟在营造之後已超過2,000年以上而巍巍矗立著了。

## 建築結構

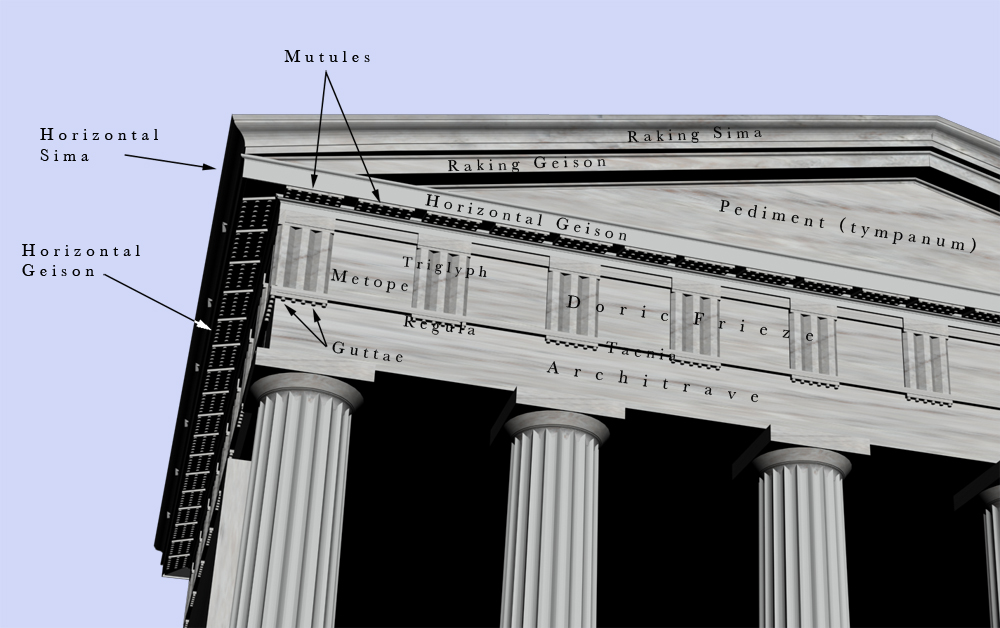
多立克柱式柱頂的标签图像，圖中有各建築構件的專門術語。

贯穿許多世紀以來，典型的希臘神廟始終保留相同的基本結構。希臘人使用少數有限的空間分量，影响到平面布置图，以及建築構件、立視圖（elevation）的確定。

### 平面布置图

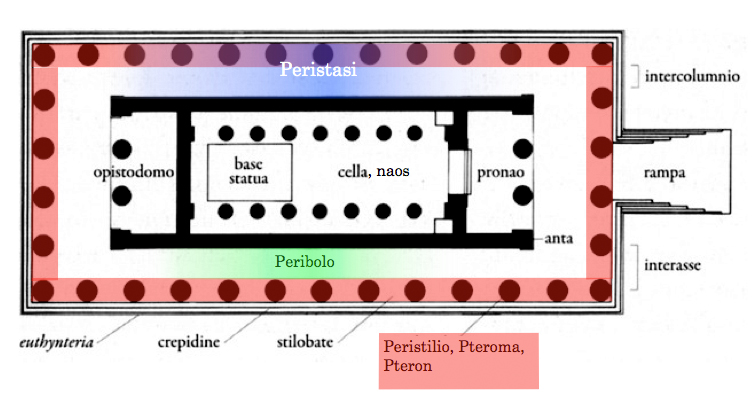
希臘神廟的整體平面圖轮廓总览（依此情況而言這座神廟有双重牆角柱間，六柱圍柱式）。

#### 內殿
神廟的中央格局結構曰為內殿（英語文獻中寫法有兩種，其一乃naos；之二為Cella），祂通常包含代表神明的神像（cult statue）。在古風時期的神廟中，還有一個隔離的房間，所謂的密室（adyton）有時被包含在內殿的後方，祂的用意即在此。位在西西里島上，這個習慣一直持續到古典時期。

#### 門廊和后殿
位在內殿的前方，那裏是一個走廊，此即門廊，藉由內殿（壁角柱）突出的側壁所製造得，以及在這側壁之間安置著兩根圓柱。由門廊之處有门扉允許進入內殿參訪。一處類似門廊的空間位在內殿的後方被稱為後殿。後殿那兒並沒有門與內殿相連接著；祂的存在於藝術美學的考慮上是完全必要的：對於保持圍柱式神廟的一致性並要確保來自各方面的可視性，內殿前方所實行建設的格局必須在祂後方重複再構築一個相似的格局。還有一個禁制的空間，此即密室，祂能夠被涵括在內殿的末端，也能作為後殿备用的空間。

#### 四边拱廊
四边拱廊的希臘文為Περίστασις，英文為Peristasis，因此也被音譯為派力斯塔西斯建筑。這是由內殿、門廊、後殿加上可能在四邊被封閉的密室所組成的複合式格局，以此作為四边拱廊的結構基準，關於圓柱的排列方面，通常為一種單一排圓柱列排列，很少是雙排圓柱列一致的排列。這將產生一個围绕門廊的狀態，稱之為翼廊，其能提供來到聖域參訪的信众、游客一個防護的屏障並且作為祭祀列队而行的空間。

平面布置圖元素
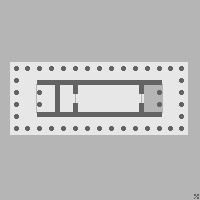
門廊，英文建築術語為Pronaos。
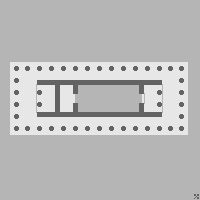
內殿，英文建築術語為Cella或是naos。
密室，英文建築術語為Adyton（特殊、謝絕參訪的房間）。
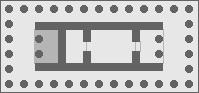
後殿或是後室，英文建築術語為Opisthodomos（有時省略而沒有設置）。
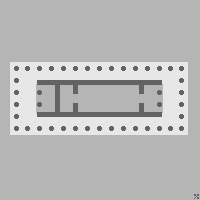
四边拱廊 = 內殿 + 密室 + 門廊 + 後殿。

#### 設計類型

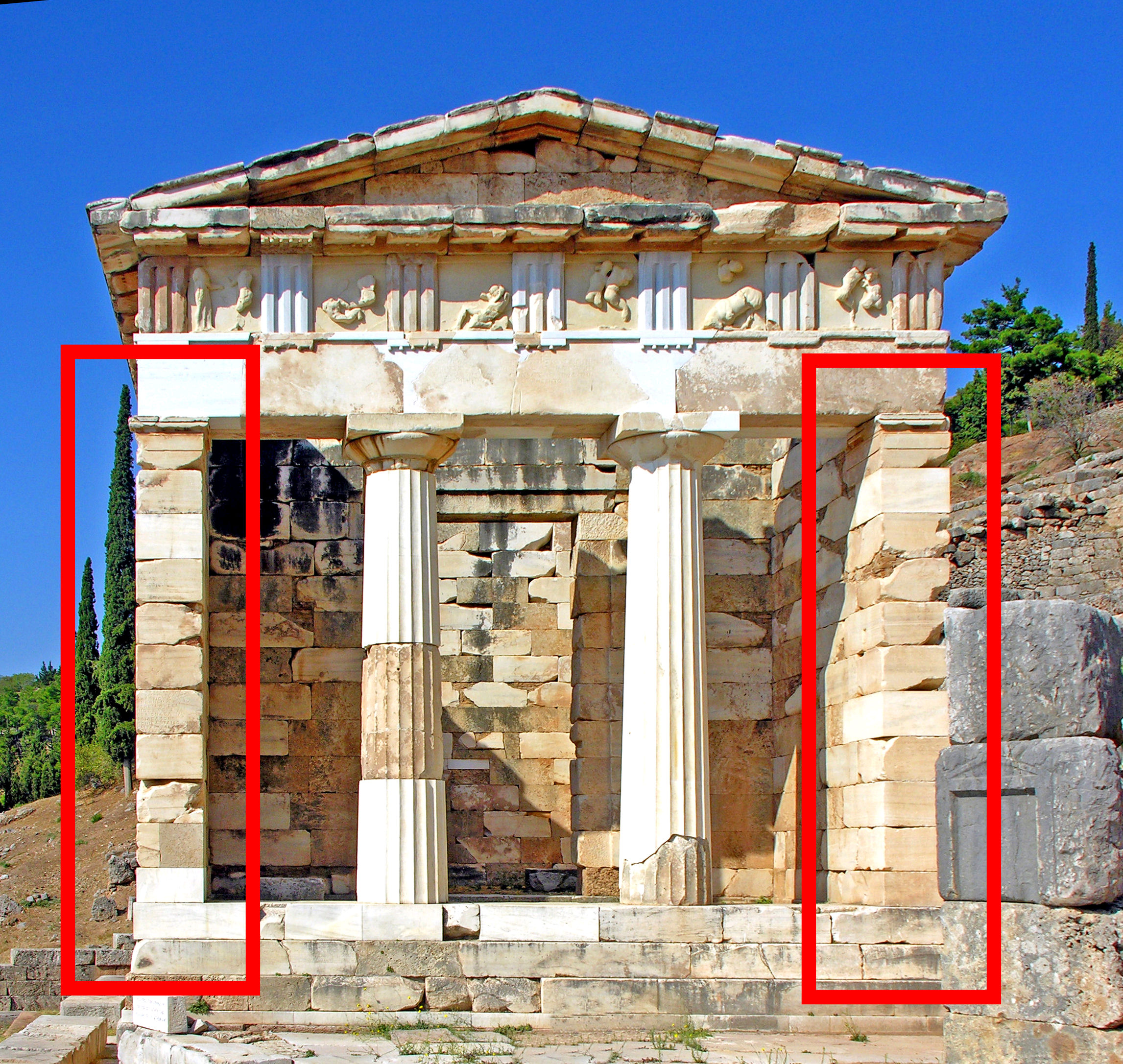
在德爾斐境內的雅典金庫（Athenian Treasury）連同兩堵側壁架構、兩根圓柱在一起。

這些神廟格局（門廊、內殿、密室、後殿；總和為四边拱廊）的組成，祂們容許讓在希臘神廟建築中之各種不同類型的平面圖得以實現。希臘神廟最簡單的範例即是壁角柱式神廟，一個小的矩形結構格局護持著神像。位於內殿的前方，一個小走廊亦或是門廊是由內殿突出的牆壁所成形之，此即曰壁角柱。該門廊是藉由一扇門扉與內殿相通連著。為了支撐上部構造，兩根圓柱被設置在壁角柱（牆角柱間）的前沿之間。當配备著一間後殿時，這樣的類型名為雙重壁角柱式神廟（double anta temple）。該類型的變化格式乃為位在內殿背面的後殿具有著由半圆柱（half-columns，或曰半柱、半立柱）以及縮短的壁角柱作僅僅象徵性標示的類型，這樣如此的格局可以被描述為一個擬似後殿（pseudo-opisthodomos）。

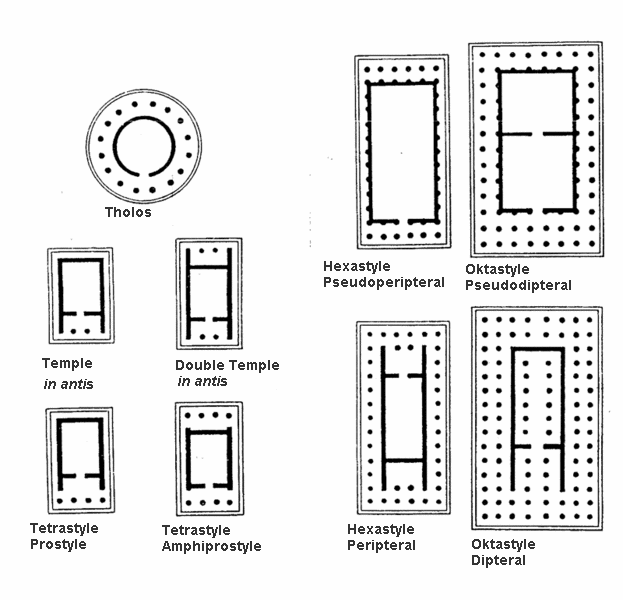
各種不同的神廟平面圖。

假若一座神廟走廊的牆角柱間常常會有一排四根或六根圓柱列在這座神廟整體寬度的前端，那麼這座神廟將被形容為是屬於一座前柱式（希臘文拉丁轉寫：prostylos）神廟。整個門廊有可能在前述這種情況下省略弗設亦或正好撤離壁角柱沒有圓柱列設於其中。一座兩向拜式（希臘文拉丁轉寫：amphipróstulos，又曰前後列柱式）的神廟是重複設立相同的圓柱列於建築末端，這是一種前後兩端有圓柱列而兩傍則沒有佇立圓柱的宗教建築。
與之對照，這西洋建築術語──圍柱式建築（英語：peripteral）將之定義为一座神廟被翼廊（柱廊）在整個四周外緣所圍繞著，每一邊通常由單排圓柱列矗立形成得。如此即產生了一個環繞神廟內部格局且通暢的門廊，此為四边拱廊的一個外圍柱廊形式，圓柱是位於神廟的整個四邊。這種建築型態在希臘化時代與羅馬時代有一種新的變化格式為伪围柱式，其中四边拱廊周邊的圓柱列僅僅是由嵌牆柱或是壁柱（pilasters）直接地附著到內殿外部的牆壁上作為象徵性标示。
一座雙列柱廊式（拉丁語：dipteros；英語：dipteral，又名四周雙列柱廊式）建築是於整個神殿周圍配備有雙倍柱廊，有些時候連同神廟的前端與末端還會進一步加設一排圓柱列。若形式是為仿雙重周柱式（pseudodipteros，另曰伪周柱式）位於的神廟周邊內側的一排圓柱列即為嵌牆柱之設置。
圓形神廟的構成為希臘宗教建築的一種特別型態。設若祂們由一排柱廊所圍繞著，祂們即被稱為圍柱式圓形建築（tholos；複數形態為：tholoi）。纵然圓形建築具備著神聖性質，但往往不能被斷言祂們的功能用否作為一座神廟。有一種可以比得上的建築結構是圆形外柱廊式建筑（monopteros），英語文獻裡亦作cyclostyle（漢譯：圓形圓柱列建築）此一術語，不過，後者則缺乏一個內殿的設置就是了。
為了闡明地基平面圖的類型，這些明確定義過的術語亦也可以進行合併再組，創造出的術語譬如：圍柱式雙重壁角柱神廟、前柱式牆角柱間建築、圍柱兩向拜式建築，等等......。

平面圖說明
圆形外柱廊式建筑（英语：Monopteros），英文建築術語為Monopteros，請注意祂是沒有內殿之設置的。
雙排八柱圍柱式建築，Oktastyle Dipteral亦作為Dipteral Octastyle。
偽圍柱式建築，英文建築術語為Pseudoperipteros，請注意在前後兩端有設立的圓柱列的同時，內殿牆壁是屬於嵌牆柱。
仿雙重周柱式建築，英文建築術語為Pseudodipteros。
標準的圍柱式建築，英文建築術語為Peripteral。
這裡是圍柱式建築的一個變化形態，請注意祂的門廊前方又多設置一“匚”形圓柱列。
前柱式建築，英文建築術語為Prostyle，請注意門廊前端有加設一排圓柱列。
兩向拜式（英语：amphiprostyle）的建築，英文建築術語為Amphiprostyle，請注意前後兩端都有設置圓柱列。

#### 圓柱數目術語
另外一個定義，業已經過了維特魯威（IV, 3, 3）的使用且藉由圓柱在門廊前端的數目來確定之名稱。現代學術上也跟著使用以下的術語：
| 建築技术术语         | 門廊前端的圓柱數目               |
| -------------------- | -------------------------------- |
| 雙柱式（distyle）    | 2 根圓柱。                       |
| 四柱式（tetrastyle） | 4 根圓柱，由維特魯威使用的術語。 |
| 六柱式（hexastyle）  | 6 根圓柱，由維特魯威使用的術語。 |
| 八柱式（octastyle）  | 8 根圓柱。                       |
| 十柱式（decastyle）  | 10 根圓柱。                      |

十二柱式（dodekastylos）這術語僅用於位於蒂蒂瑪神廟（Didymaion，或曰光明神廟）配置12根圓柱的門廳。沒有任何一座神廟有關於祂建筑的正面寬度數據是已知得。
很少有神廟在門廊前端的圓柱數目是不相等得。範例是位於帕埃斯頓的赫拉一世神廟，位於麦特蓬托姆（Metapontum）的阿波羅A神廟，兩座神廟都具有的9根圓柱的寬度（九柱式，英文建築術語為enneastyle），以及位於瑟美斯的古老神廟有5根圓柱的寬度（五柱式，英文建築術語為pentastyle）。

### 立视图

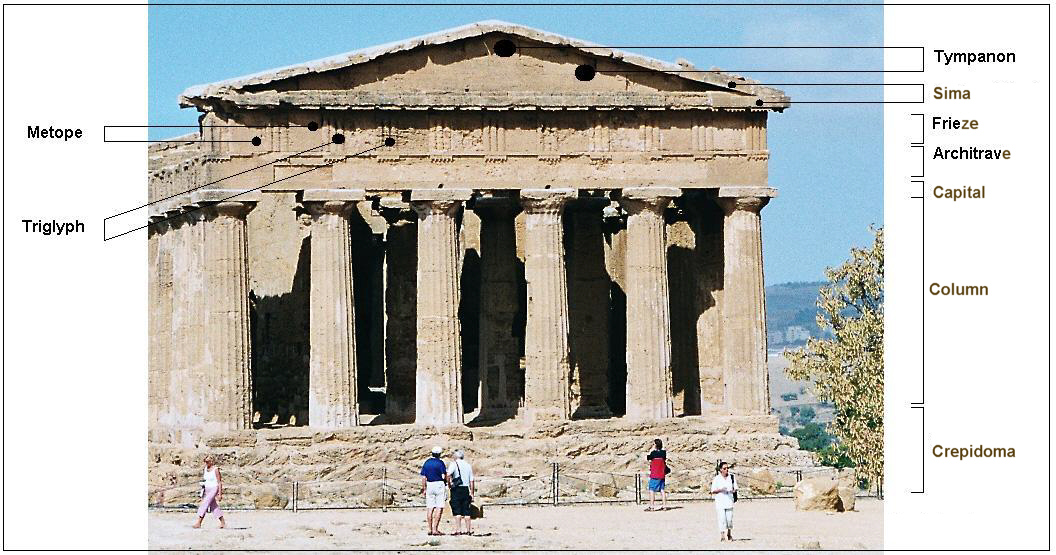
位在阿格里真托的孔科耳狄亞神廟立視圖，西西里岛。

希臘神廟的立視圖素來是能夠細分為三個區域：梯状基座（crepidoma）、圓柱以及柱頂。

#### 地基和梯狀基座
无柱底基（Stereobate）、基座承載面（euthynteria）以及梯狀基座形成神廟建築的底层结构。希臘神廟建築地表下方的地基被稱之為无柱底基。祂由方形石塊砌成數個層級。最上面的一層，即為基座承載面，是由地基往上延伸突出高於地表水平面的一部分所形成的。祂的表平面是經過精心打造成光滑與平整的。祂支撐著更進一步工程的三階梯地基，即為梯狀基座。梯狀基座的最上一層提供了一表平面作為在其上配置著圓柱與牆壁；祂被之稱為柱基平台（stylobate，或稱為柱列腳座）。

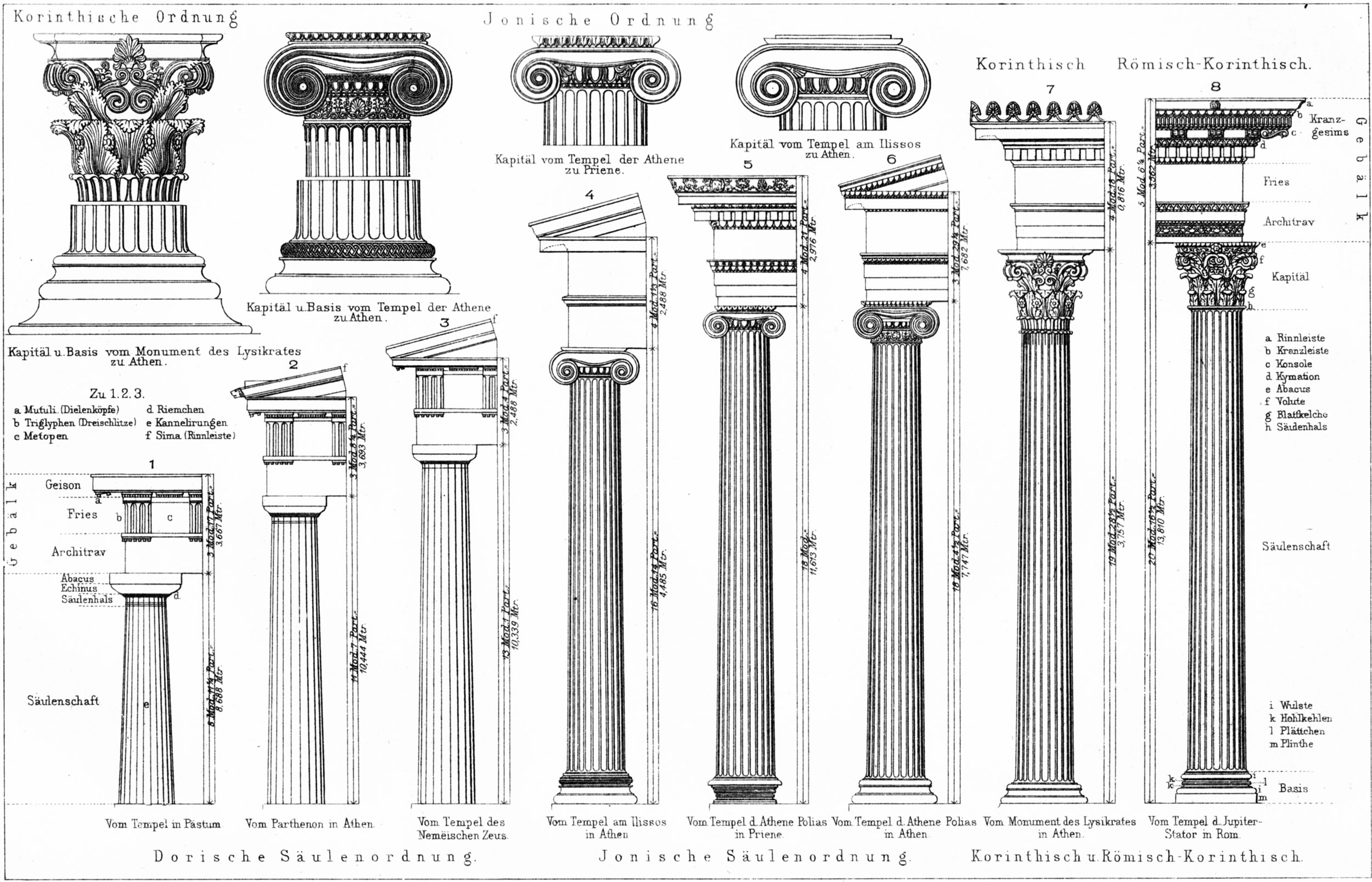
由左自右依序為多立克柱式（前三根）、愛奧尼柱式（中間三根）以及科林斯柱式（最後兩根）圓柱圖示。

#### 圓柱
安置於柱基平台上的是垂直的圓柱列柱身（shafts），越朝向頂端柱身直徑面積會逐漸變細。祂們按理而言通常由數個單獨分割的柱筒（column drums，亦曰石鼓）架構而成。根據建築的柱式之不同，削凿在圓柱柱身之上的凹槽（flutings，亦曰柱槽）數量也會有所不一樣：多立克圓柱擁有18到20條凹槽，愛奧尼圓柱與科林斯圓柱這兩種柱式通常擁有24條凹槽。早期的愛奧尼圓柱有多達48條凹槽。然而多立克圓柱列是柱身直接地矗立在柱基平台上而沒有柱礎（base）的，而愛奧尼圓柱與科林斯圓柱這兩者則具有一個圓柱的柱礎，不過這是就只有圓柱底下柱盤的圓環面（torus）而不含方形底座的情況來說；但是有些時候這兩種類型圓柱的圓環面則又會同時安置在一個方形底座（plinth，中文譯名有：柱腳、矩形柱基）之上。這邊順帶一提，在西洋古典建築的圓柱概念裡，方形底座也是包含在柱礎之中，差別是有的柱礎沒有這個構件的設置。請參見左圖，唯最右邊的科林斯圓柱底下有方形底座。羅馬時代將多立克柱式改良為沒有凹槽且加上柱礎的新類型圓柱，此即為塔司干柱式（亦名托次坎柱式）。
在多立克圓柱之中，頂部的構成是由一個內凹的彎曲頸部，此即柱颈转迹线（hypotrachelium或是hypotrachelion，另曰之柱顶凹槽），以及柱頭（capital）兩者所組建的，於愛奧尼圓柱裡，柱頭是直接安座在柱身上方的。在多立克柱式中，柱頭由圓形環面隆起所構成的，原初是相當平坦的，即所謂的钟形圆饰（echinus，或曰柱帽），以及一片方形石板，這就是所謂的顶板（abacus）。在祂們發展的過程中，钟形圆饰的拓展是越來越多了，臻至绝顶的終極之作是在一個線性對角線中，對於垂直面上相距為45°角。愛奧尼圓柱的钟形圆饰是與一條卵锚饰（egg-and-dart）縶帶一起裝飾著，其次是一個雕塑為枕頭狀而形成的雙盤蝸飾（volutes，中文譯名有：螺旋饰、涡卷形饰）造型，輔助支撐著單薄的頂板。科林斯柱式同名的科林斯柱頭顶部飾以極具風格的芼茛葉（acanthus，亦名為莨苕叶，是爵床科下的一个属，为直立亚灌木植物）葉環，形成卷鬚狀和渦形花樣的裝飾，並且其以延伸至頂板的邊角。

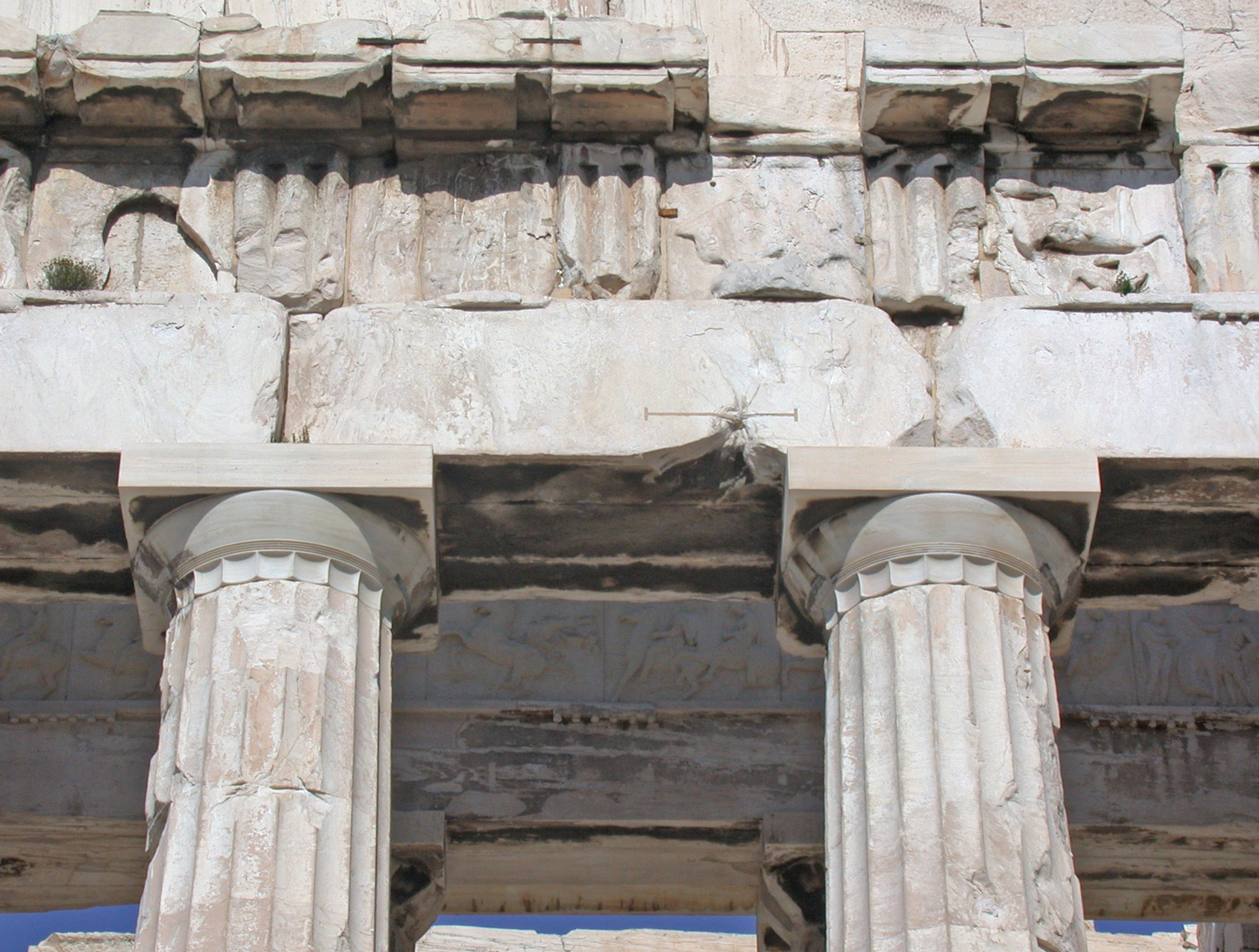
位於帕德嫩神廟西側的柱頂。

#### 柱頂

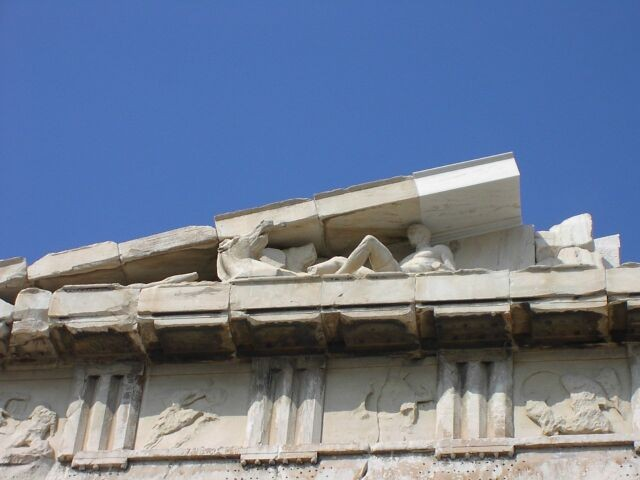
從帕德神廟的柱頂向上觀看，可以見到明顯的三角槽排檔橫飾帶以及雕塑與屋頂。

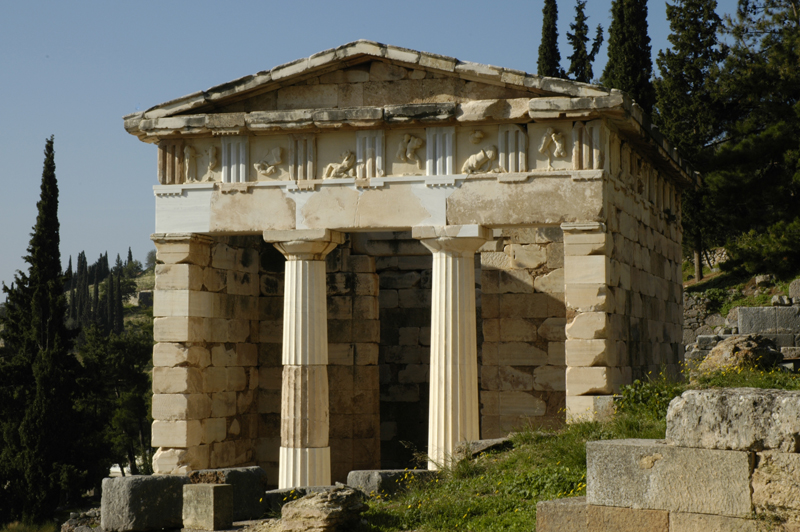
德爾斐神廟柱頂上的隴間壁可以見到當時的浮雕藝術。

圓柱列的柱頭支撐著柱頂。在多立克柱式建築之中，這柱頂始終是由兩部分所構成，即楣樑（architrave）與多立克橫飾帶（frieze，也名為雕带、带饰）──或者也可以稱為三角槽排檔（triglyph，中文譯名有：三豎線花紋裝飾、三隴板）橫飾帶。雅典與基克拉澤斯群島的愛奧尼柱式也是採用橫飾帶配置在楣樑上方，然而一直到西元前四世紀的時候，關於在小亞細亞的愛奧尼柱式建築中的之橫飾帶仍然是不得而知的情況。在小亞細亞那邊的愛奧尼柱式建築裡，楣樑后面直接配有齒狀飾（dentil，亦曰齒飾）。橫飾帶在最初是被放置在頂樑（roof beams）的前面，這一建築特點僅僅能夠在早期小亞細亞早期的神廟之外觀上可以見到。多立克柱式建築的橫飾帶是由三角槽排檔所构成的。這些建築構件是安置在每根圓柱軸線（axis）的上方，在分柱法（英語：intercolumniation，意思就是柱子間比率、柱子間距）之中每根圓柱彼此的間距之中心上方。三角槽排檔之間的空間含有隴間壁（metopes），有時繪畫或裝飾以浮雕。在愛奧尼柱式或科林斯柱式裡，祂們的橫飾帶不具備有三角槽排檔並且是簡單地保留著平面，但有些時後會裝飾著繪畫或者浮雕。隨著石造建築的傳入，在這門廊的防護與屋頂結構的支撐下向上移動到檐楣（geison）的水平面，而讓橫飾帶丧失了祂的結構功能並使之成為一個完全的裝飾特性。经常地，在內殿還裝飾有楣樑和橫飾帶，尤其是在門廊的前方。

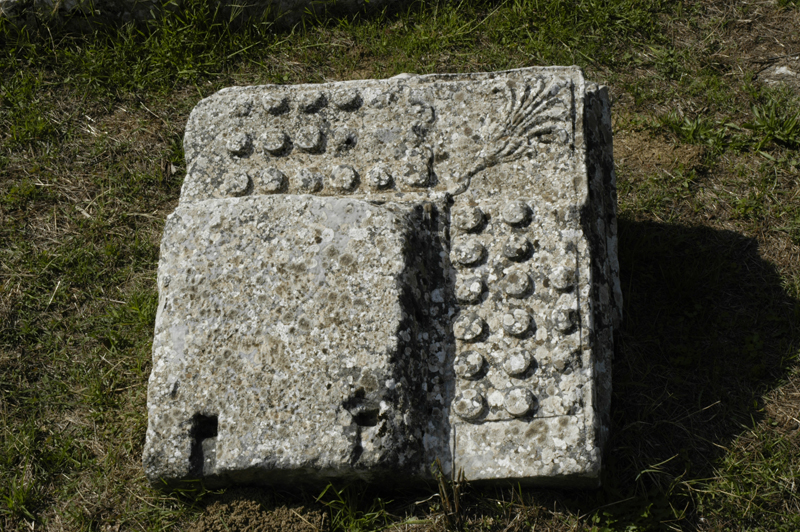
源自神廟上的檐楣（Geison） 石塊，位於吕科苏拉（Lycosura or Lykosoura）。

#### 水平飛簷和檐楣
位在橫飾帶之上，或中間構件，比方說，關於愛奧尼柱式或科林斯柱式的齒狀飾、水平飛簷（cornice）是格外地明顯突出的。祂由檐楣（位在斜邊或是山形牆窄壁的一個傾斜檐楣）所構成，以及這斜簷（sima）也是包含在其中。位在長邊，關於這斜簷，通常會做精心的裝飾，配備了排水槽（water spouts），通常是在獅首造型裡面。這山形牆的三角平面或是山形牆面（tympanum or tympanon）位於神廟的窄邊是由多立克柱式構件主所採用的人字形屋頂（gabled roof）所塑造出來的，早期的神廟通常是擁有四面坡屋頂（hipped roofs）。這山形牆面通常豐富的裝飾著神話或戰爭場景的雕塑。而這水平飛簷和屋脊則裝飾以山牆飾物（acroteria），最初為幾何狀的造型，後來則有花卉或人物形狀的裝飾。

### 視點
至于地形上的可能性而言，神廟是獨立式的建築並且設計上的主旨是在於能夠從各角度來鑑賞的。祂們按裡來說並非一般正規性地為了考慮神廟建築周圍的環境而設計的，但是卻因此形成自主性的結構。從羅馬神廟來視察，祂們通常是設計作為根據規劃好的市區或廣場之一部分以及有著強烈鮮明地強調在祭坛前面的視景鑑賞，與之對照希臘神廟，兩者在這裡即是一個主要的區別的要素。

## 設計與測量

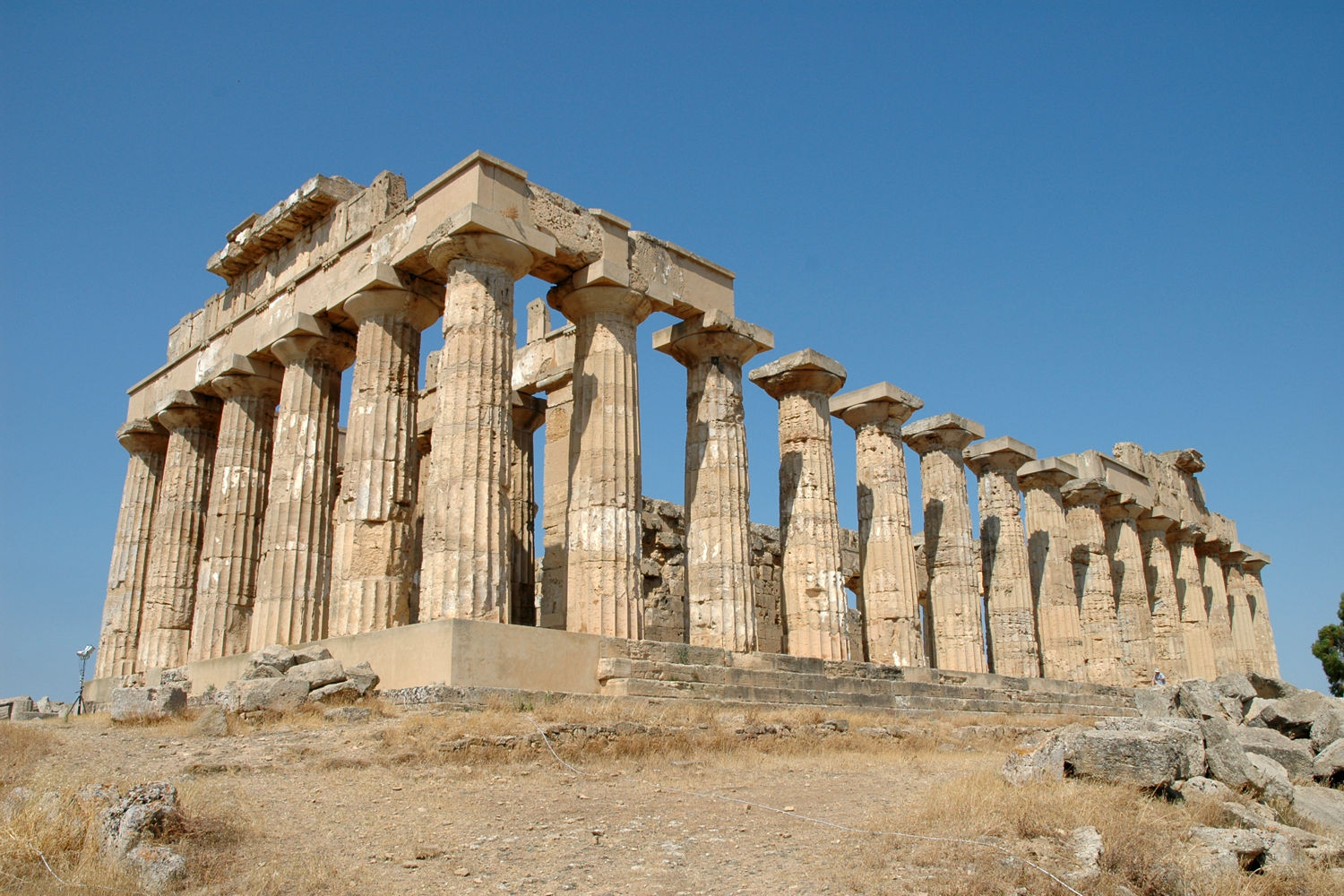
座落於塞利農特（Selinunte）的E神廟。

### 比例
希臘神廟的地基範圍可以由55米高達到115米大小的尺寸，換句話說，這平均為一個足球場大小的規模。圓柱可以達到20米的高度。對於設計如此大型调和地神廟建築群體，一些基本的美學原則業經於小型神廟的发展與受過考驗之後的結論。測量的單位主要是採用英呎，因為地區的不同這量測的尺寸也是會呈現出時大時小的狀況，約是在29與34釐米之間的大小。這些最初的測量是為所有建築部件的基礎以作為判定這神廟形狀。重要因素包括圓柱底部的直徑以及祂們的方形底座之寬度。圓柱軸線（柱子間距或者架間，英文建築術語為bay）之間的距離也可以用來作為基本的單位。這些測量是在設定確立的比例中用來設計其他建築構件的，像是圓柱的高度與圓柱的距離。在圓柱每邊的數目相连接一起之中得到的面積單位，由此祂們也確定了柱基平台與四边拱廊的尺寸，以及內殿应當有的規模。關於垂直比例法則，尤其是在多立克柱式建築之中，從相同的原則上還允許為柱頂的基本設計方案的选项之推定方面做出貢獻。在西元前七世紀晚期到西元前六世紀早期的神廟建築設計中，替代這些非常合理制度正被尋求著，從經過規畫的內殿或是柱基平台的尺寸規模可以看出新的替代制度正在此時企圖發展著基本測量的原則，換句話說，要逆轉上述已有的制度並且從那些大型的部件來推斷小型的部件。由此，舉例而言，這內殿的長度有時候會設置在30米（100英呎），加上所有進一步的測量必須是和這個數字相關連，導致美學上相当不能令人满意的解決方案。此處順帶一提，在內殿的設置方面，與之對照羅馬神廟而言，希臘神廟的內殿只有一間，而羅馬神廟則為三部分類型內殿（tri part type cella），在歷史學與考古學研究上對於二者之間可以從這一原則做出判定。

### 內殿與四边拱廊關聯

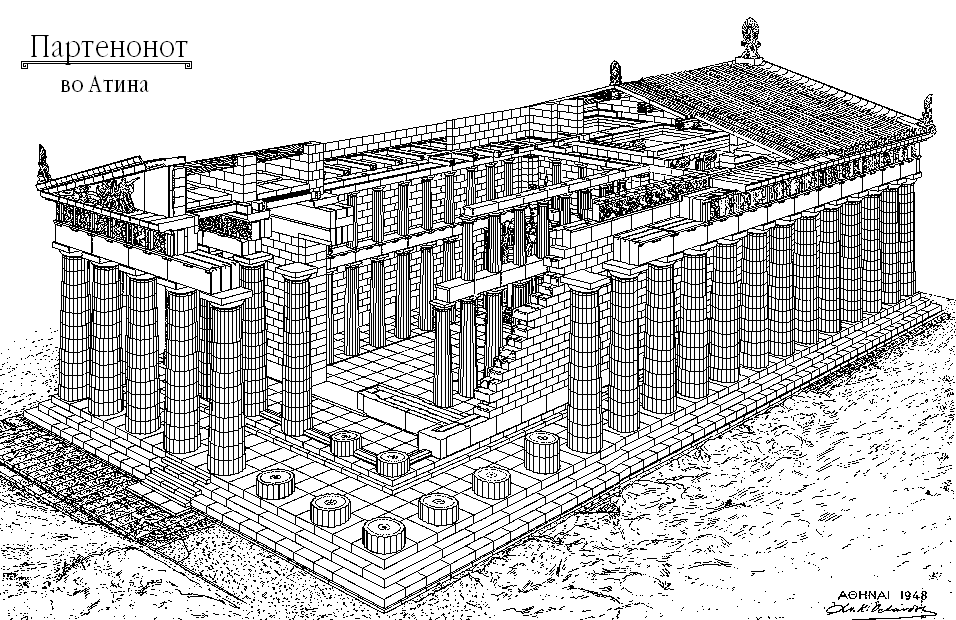
帕德嫩神廟內部結構截圖。

另一個確定的設計特點是內殿與四边拱廊兩者的連接關係。在最初的神廟中，這本來的設計常常是完全從屬於實際需要的格局配置，並且在內殿的牆壁與圓柱列之間始終是以軸向連結（axial links）為基礎得，但是石造建築的傳入便打破了這個聯繫。不過，內殿與圓柱列之間的連接仍然倖存於整個愛奧尼柱式建築之中。在多立克柱式神廟中，無論如何，這木造屋頂的結構，最初地祂是配置在橫飾帶後方，石造建築引入的此刻開始，此結構即再往上昇高至一個層級，位在檐楣的後面。這個最后是处于橫飾帶與屋頂之間的結構性連結的狀態；後面的結構性元件可能在此刻是安置於獨立的軸向關連上。結果是，很長一段時間這內殿牆壁與圓柱失去了祂們之間既定的連接並且能夠自如的配置於四边拱廊之內。建築師只有經過長期研究發展階段之後，選擇外部牆壁面與相鄰的圓柱軸線的校直對準的法規，而為多立克柱式神廟建築上作為一個必須性的原則。多立克柱式神廟在大希臘（Greater Greece or Magna Graecia，義大利南部的希臘人殖民地）之中就很少遵循該制度了。

### 圓柱數目公式
建築物的基本比例是由各圓柱在前後間至這些圓柱位在四邊的数值关系來確定得。由希臘建築師所選擇的古典解決方案公式如下〝祭壇前面的圓柱：周邊的圓柱 = n:(2n+1)〞，這公式也可以用於分柱法的數目運算上面。其結果，古典時期在希臘（大約西元前500年到西元前336年）的眾多神廟擁有圓柱列為 6 x 13 根或是分柱法為 5 x 11 的數值。相同的比例，在一個更抽象的形式中，帕德嫩神廟的測定就更多了，不但祂的四邊拱廊有 8 x 17 根的圓柱列，而且，減少到4:9比值，在所有的其他基本測量之中，包括分柱法、柱基平台、整座神廟建築的寬度與高度的比率，以及檐楣（這裡倒退至9:4比值）。

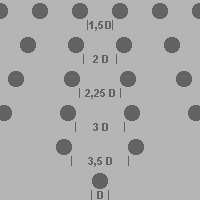
圓柱直徑的比例是以分柱法──柱子間距──的方式來作運算。

### 圓柱間距
自從西元前三世紀以及西元前二世紀百年之交以來，圓柱寬度至圓柱之間的空間比例，此即為分柱法，在建築學的理論方面上發揮了越來越重要的作用，其具體所反映出來的表現情況是看的到的，舉例來說，在維特魯威的著作之中可以找得到相關論述。根据该比例，維特魯威（3, 3, 1 ff）區分出這宗教建築之間的五種不同之設計概念和神廟類型：
| 柱間距术语：漢譯（原文） | 英文意義解釋   | 數值換算                  | 中文數據解釋         | 備註                                                           |
| ------------------------ | -------------- | ------------------------- | -------------------- | -------------------------------------------------------------- |
| 密柱式（Pyknostyle）     | tight-columned | 分柱法 = 1 ½ 圓柱底層直徑 | 一徑又二分之一柱間距 |                                                                |
| 窄柱式（Systyle）        | close-columned | 分柱法 = 2 圓柱底層直徑   | 二徑柱間距           | 或名為集柱式。                                                 |
| 正柱式（Eustyle）        | well-columned  | 分柱法 = 2 ¼ 圓柱底層直徑 | 二径又四分之一柱间距 |                                                                |
| 宽柱式（Diastyle）       | board-columned | 分柱法 = 3 圓柱底層直徑   | 三径柱间距           | 或名為隔柱式，有時中文的建築學翻譯名詞又稱之為長距列柱式建築。 |
| 离柱式（Araeostyle）     | light-columned | 分柱法 = 3 ½ 圓柱底層直徑 | 三径又二分之一柱间距 | 或名為疏柱式。                                                 |

這些基本原則的確定和探討可以回溯到赫莫傑尼斯的對宗教建築貢獻，關於正柱式（拉丁語：eustylos）的發明則要归功于維特魯威的功勞了。位於提歐斯狄俄倪索斯神廟，通常是歸因於赫莫傑尼斯所建造的，實際上進行分柱法的測量有二徑又十六分之一（2 &frac16）柱間距；這是有關於這座神廟圓柱底層直徑測量所得到的數值。

## 视差矫正
當放寬了数学上精确的嚴密性並且消弭人類在视觉方面扭曲的假象，整座宗教建築的一個輕微曲率弧度，用肉眼幾乎是看不見的，本章節即依此视差矫正的功能在這裡進行講述。古代的建築師已經意識到冗长的水平線往往造成了兩端會朝向祂們建築中心下垂的視覺影像。為了預防這種影響，柱基平台以及／或是柱頂的水平線兩端分別朝向神廟建築的中央抬高幾釐米。這樣子的數學直線上之迴避也包括了圓柱伫立方面，這並沒有以直線性的方式讓圓柱由底部向上逐漸變細而成為圓錐狀的，而是藉由一個明顯的柱身“膨胀”（卷殺，英文建築術語為entasis）使之優雅化。此外，圓柱置於帶有輕微的傾角朝向著神殿建築之中心。曲率與卷殺的出現是從西元前六世紀中期開始得。這些原則最一致性的運用被認為是位於雅典衛城之中在古典時代所营造的帕德嫩神廟。神廟的曲率影響到所有的水平建築構件一直到斜簷都是，甚或即內殿的牆壁的整個高度也體現出曲率的作用。神廟圓柱（其中也有一個明顯的卷殺）的傾角，是以楣樑還有三角槽排檔橫飾帶來延伸上去，在內殿外牆也體現了曲率的效用。神殿建築的石塊並非是整體一塊得，沒有一件單獨的楣樑或橫飾帶建築構件可以被鑿成簡單直線性石塊。從正確的角度來觀察所有建築構件的陈列显示會略有不同，必須分別逐個來計算每個石塊的擺放位置。就做為一種側邊效應而言，從帕德嫩神廟保存的各建築石塊，祂的圓柱列、內殿牆垣或者柱頂，今天是可以指定出祂的確切位置。儘管巨大的额外事物之努力使得神廟在此能夠臻致完美，以這座帕德嫩神廟來看，包括祂的雕刻裝飾，是在有記載的十六年時間裡完成的（西元前447年到西元前431年）。

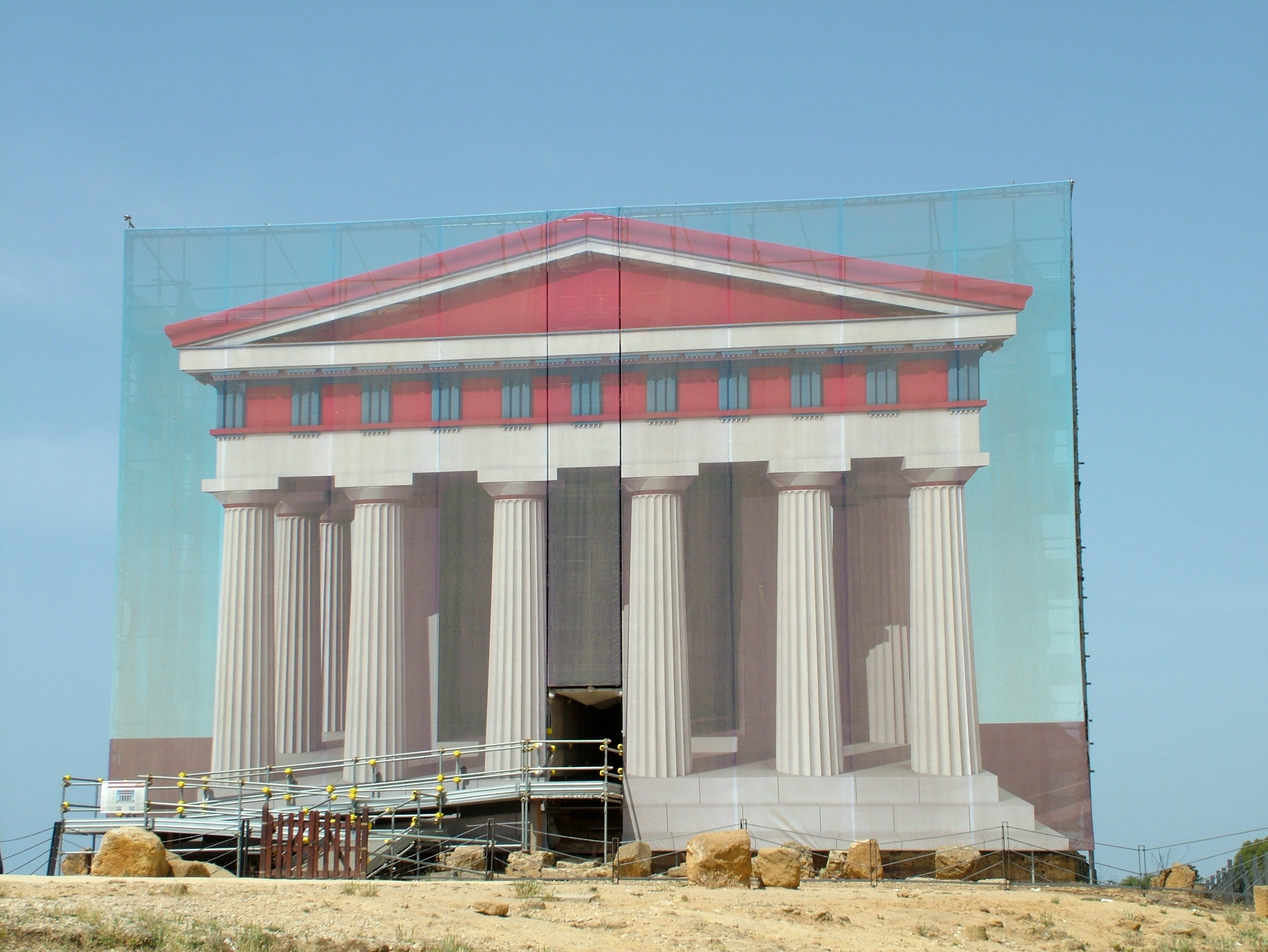
原本著色的狀態，重建於鷹架覆蓋下的孔科耳狄亞神廟，阿克拉戈斯。

## 装饰

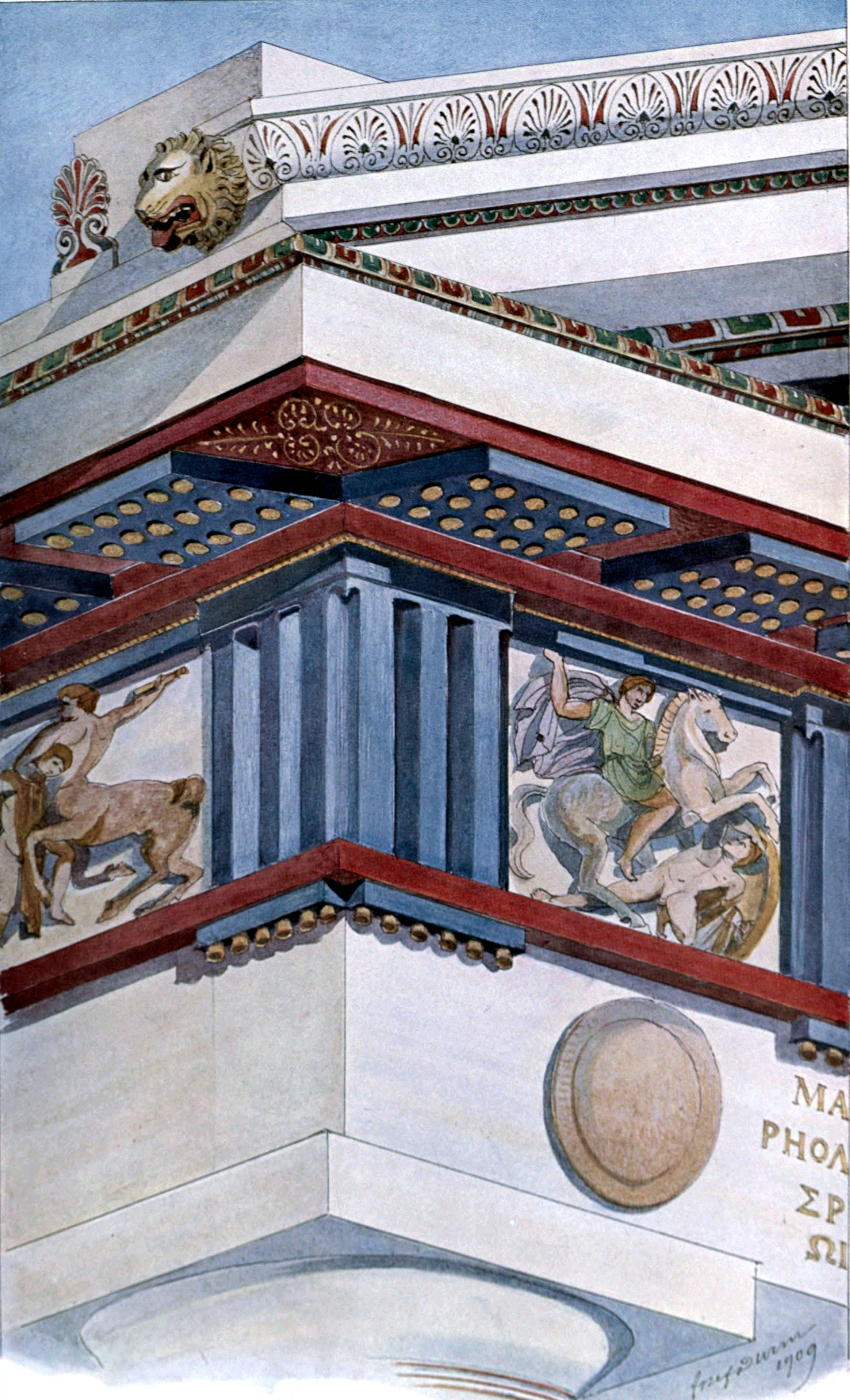
原始的多立克柱式神廟色彩裝飾。

### 上色
著以丰富多彩的鲜艳颜色，做為一種規矩及慣例，希臘神廟正是如此。僅有三種基本颜色，以及沒有濃淡色調變化的運用，使用顏色即為：白色、藍色與紅色，偶爾也有用黑色。在這梯狀基座、圓柱列還有楣樑大多是採用白色。唯有在細節之處，像是位在多立克柱式建築圓柱列柱頭（英文專業術語也使用anuli，是annulus的複數型態，意思是體環、環形）底部的橫向切槽，或者是多立克柱式建築楣樑的裝飾元件（比方說，束帶飾，英文建築術語作taenia和圓錐飾，英文建築術語作guttae、gutta）可能是漆上不同的顏色。藉由顏色的運用使得橫飾帶成為了一件显眼地建築構成。在一件多立克柱式建築的三角槽排檔橫飾帶之中，藍色的三角槽排檔相間以紅色的隴間壁，而後者通常被用作為個別性彩塑的背景底色。浮雕方面，點綴的裝飾物與山形牆雕塑是施以更廣泛的色彩和顏色間的配色方式來實行著。以嵌入式或是以画陰暗顏色要素于其上的方式，像是飞檐托块（mutules，也名為多立克簷飾，位於柱頂與山形牆屋頂之間的扁平並且凸出來的石造構件）或是三角槽排檔的狭长切口可能是塗以黑色的。著色之處主要是應用於零部構件且不具有承重的結構方面，然而承重結構部分像是圓柱列或者楣樑的橫向構件以及檐楣是維持著不上色的狀態（若是選用優質石灰石或大理石）要不然就是採取覆蓋著白色斯達科的方式。

### 建築雕塑

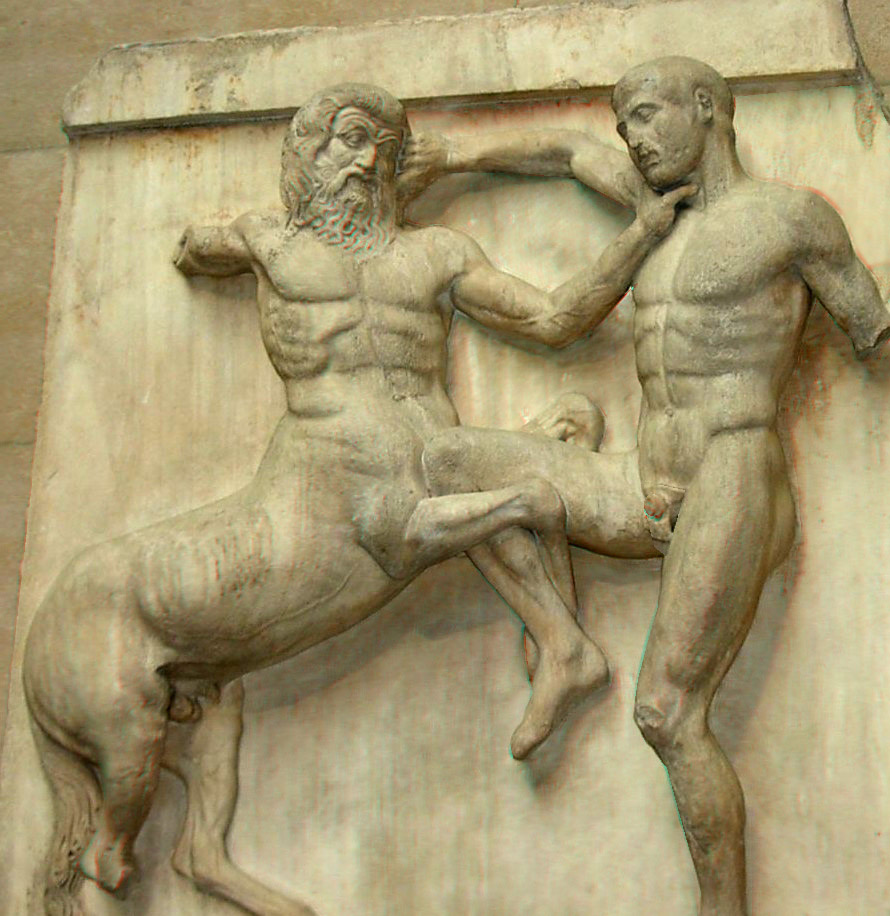
一位半人馬與一位臘皮斯人間的纏鬥 ── 源自於帕德嫩神廟上的隴間壁。

希臘神廟往往增強了人物形象的裝飾品。尤其是在橫飾帶區塊為浮雕與浮雕版提供了空間；而這山形牆的三角平面往往含有獨立式雕塑的場景。在古風時代的期間裡，甚至連在愛奧尼柱式神廟的楣樑可能是有浮雕装饰，這表現在位於蒂蒂瑪早期的阿波羅神廟。這裡，在楣樑角落刻有戈爾貢（gorgons）雕塑，被獅子也許還有其他的動物所圍繞著。在另一方面，位於小亞細亞的愛奧尼柱式神廟並不具備一件個別区隔开的橫飾帶而允許有浮雕裝飾之空間。浮雕裝飾最常見的區塊依然是在橫飾帶，若不是作為一個典型的多立克柱式建築的三角槽排檔橫飾帶，與擁有雕刻品的隴間壁，不然就是作為位於基克拉澤斯群島以及往後位於東方的愛奧尼柱式神廟的連續性的完全平面之橫飾帶。這裡順帶一提，右側隴間壁浮雕《臘皮斯人與半人馬之爭鬥》的神話故事，背後所隱喻的意義其實是在講述文明世界──臘皮斯人與野蠻世界──半人馬之間的衝突；主旨是文明與理性勝於野蠻與非理性。有人認為半人馬是當時未見到過騎兵的希臘人對從中亞來的遊牧民族的反映。

#### 隴間壁

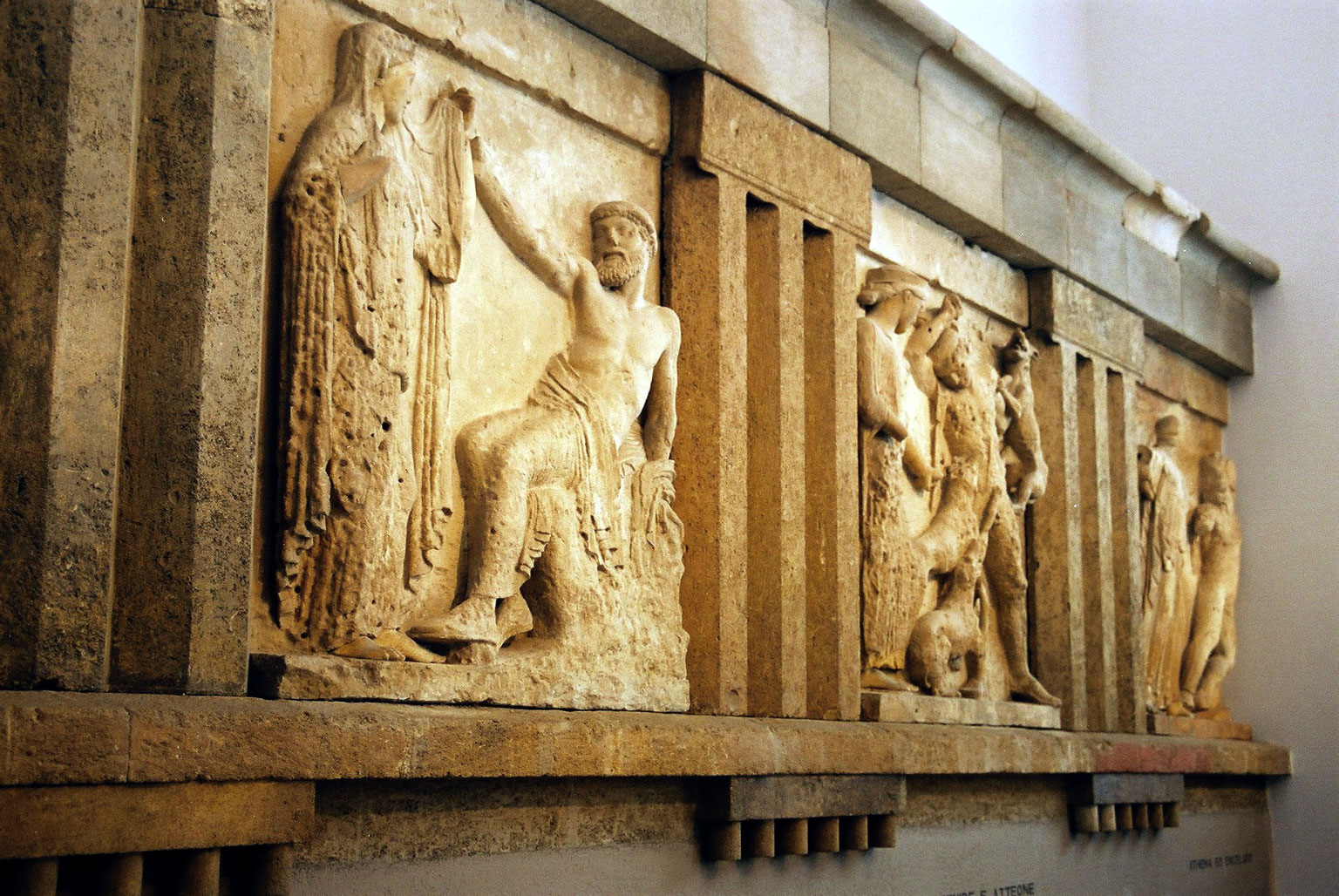
源自於塞利農特E神廟上的隴間壁，西西里島。

在隴間壁方面，個別分开的静态敘述画面其每一場景通常可能不會擁有三位以上的人物，通常被描繪的個別場景是附屬於一個更廣泛的背景上得。而這種是很罕見的場景且被分佈在幾個隴間壁上；反而，一般的敘事情境，通常為戰爭，是由多個相互单独的場景組合創建而成的連續畫面。其他主題性的背景可能也以這種方式被描繪著。舉例而言，位於奧林匹亞的宙斯神廟前後方的隴間壁上描繪有赫拉克勒斯的《十二偉績》之故事情節。在個別的神話場景方面，像是歐羅芭公主的劫持或者以狄俄斯庫里兄弟搜捕牛隻可能如此的被描繪著，從這阿爾戈英雄的航程或者是特洛伊戰爭也是作為可能的場景。以抵抗半人馬和亞馬遜人戰鬥為背景，以及《巨人族之戰》（Gigantomachy）等故事情節，三者全部被描繪在帕德嫩神廟上面的隴間壁，在許多神廟上是反复出現的主題。

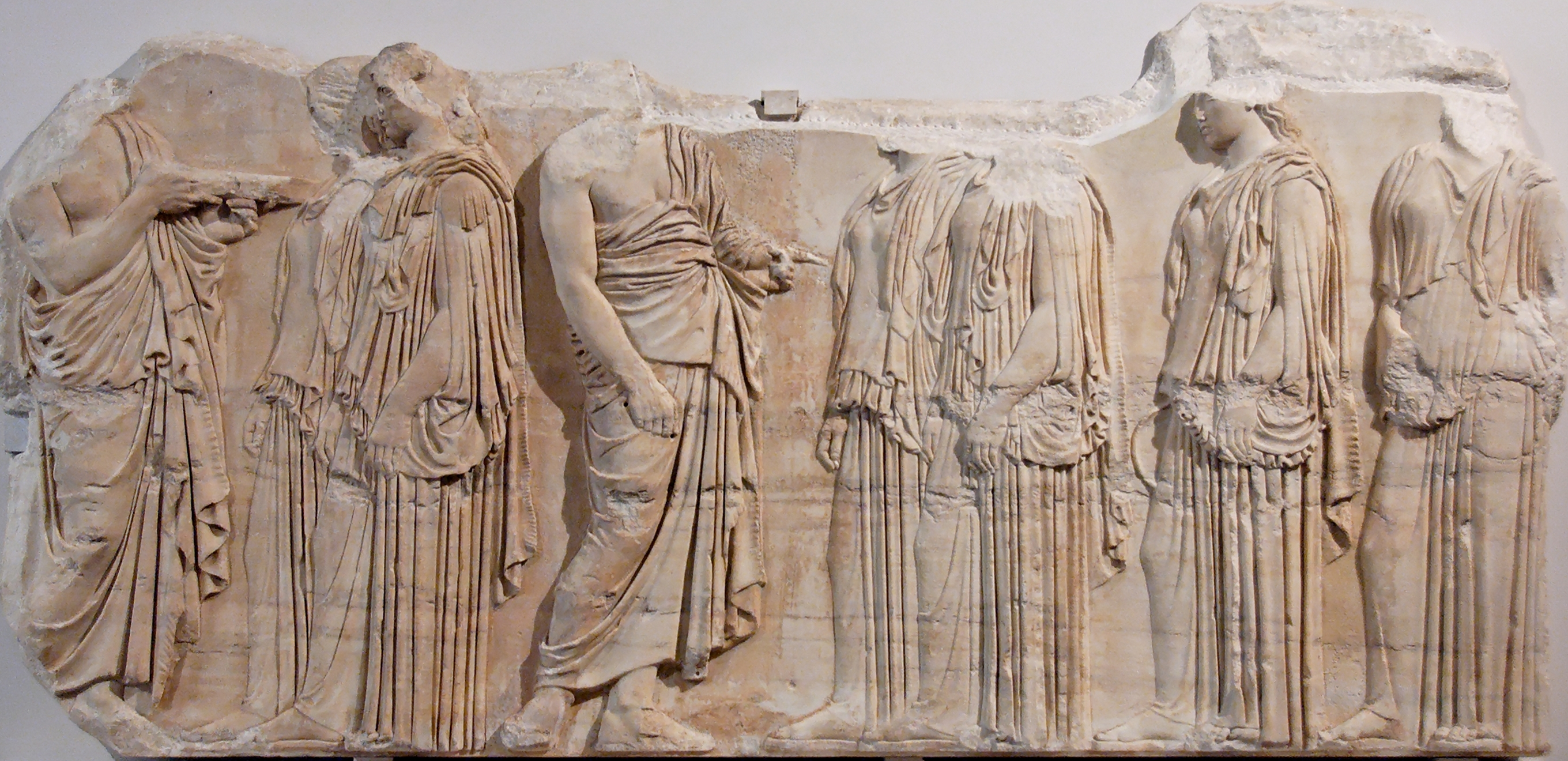
帕德嫩神廟東側的橫飾帶，現今珍藏於巴黎羅浮宮博物館。

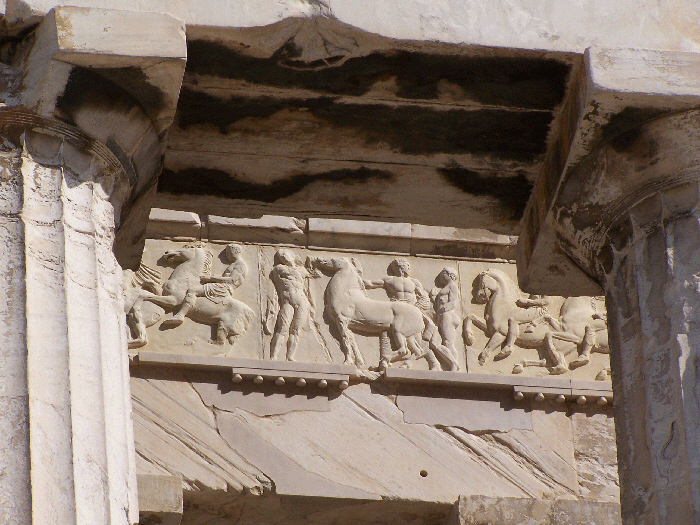
帕德嫩神廟的橫飾帶之部分場景，原本位置（in situ）位在內殿的西側。

#### 橫飾帶

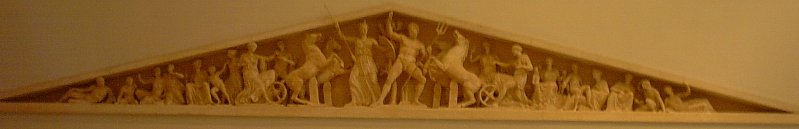
重新復建位在帕德嫩神廟西側的山形牆，現今珍藏於雅典的衛城博物館。

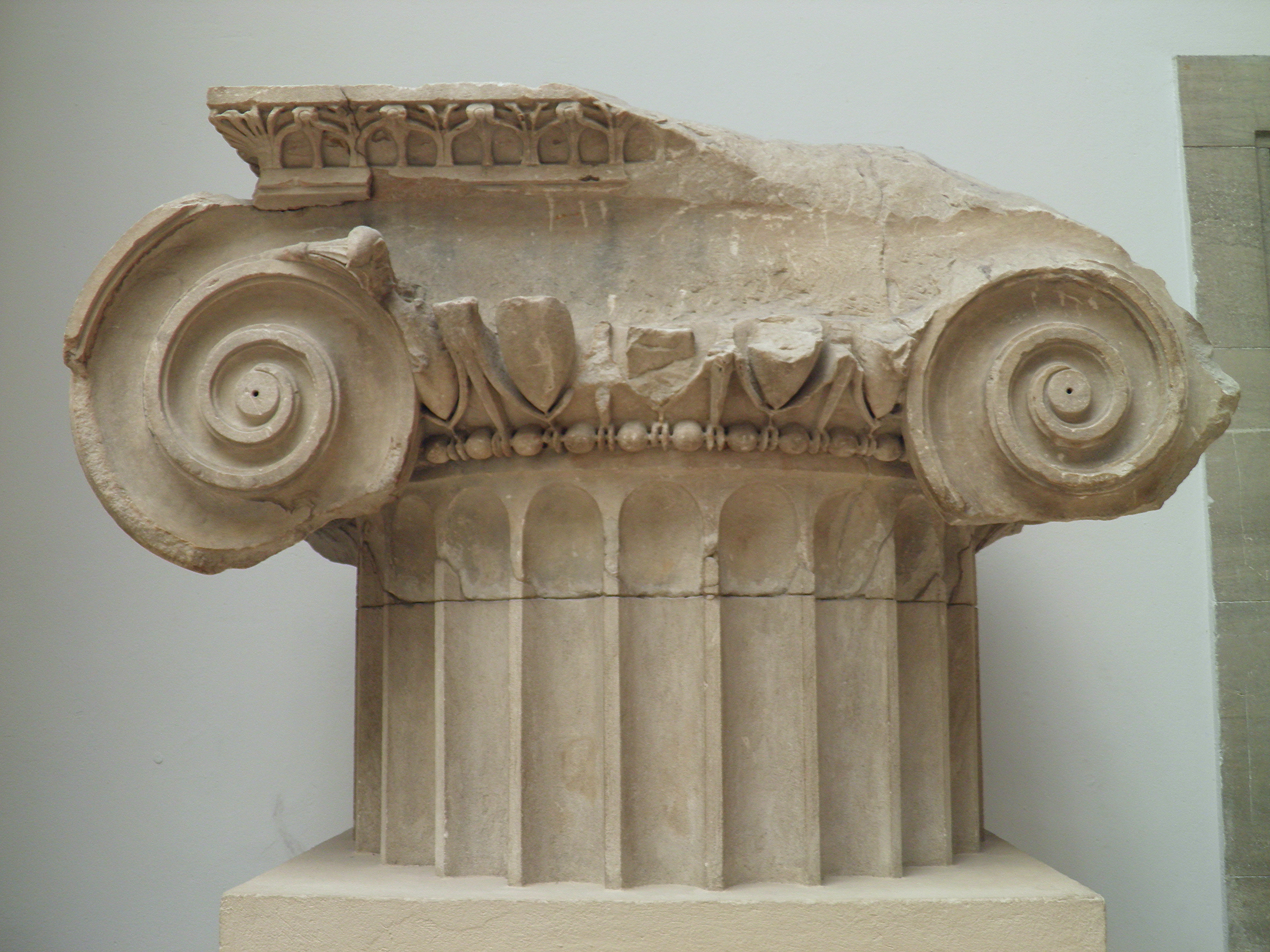
源自於门德雷斯河畔马格内西亚之月神廟的柱頭，現今珍藏在柏林的佩加蒙博物館。

各種戰鬥場景也是愛奧尼柱式神廟橫飾帶的一個共同的主題，比方說，座落於拉吉納（Lagina）赫卡忒神廟橫飾帶上面的巨人族之戰故事情節，或者是座落於門德雷斯河畔馬格內西亞（Magnesia on the Maeander）阿耳忒彌斯神廟橫飾帶上面的《亞馬遜之戰》（Amazonomachy）故事情節，兩者皆出自西元前二世紀晚期。複雜的创作构图配置為观賞者显现出戰鬥之中的來來往往場面。像這樣的場景可藉由另一個更平靜與和平的例子作出對比：諸神大會和列隊遊行的主題在被放置於帕德嫩神廟內殿的牆壁之上160米長橫飾帶中具有主要的地位。

#### 山形牆
特別要注意的是山形牆上三角形的裝飾，這不僅是因為祂們的大小和祭壇前面的位置。起初，於山形牆上布满大规模的浮雕，比方說，在西元前600年後位於克基拉島上的阿耳忒彌斯神廟，其中西邊的山形牆是採取了由戈爾貢美杜莎和她的孩子為中心主題的浮雕，兩側邊附隨著豹。較小的場景顯示在山形牆的下角，比方說，宙斯以雷霆霹靂，对决巨人。第一座配飾山形牆雕塑的圍柱式神廟是座落於雅典衛城，出自大約西元前570年，幾乎為獨立式的雕塑，然而中心場景仍然保有以獅子的搏鬥為主要的題材。

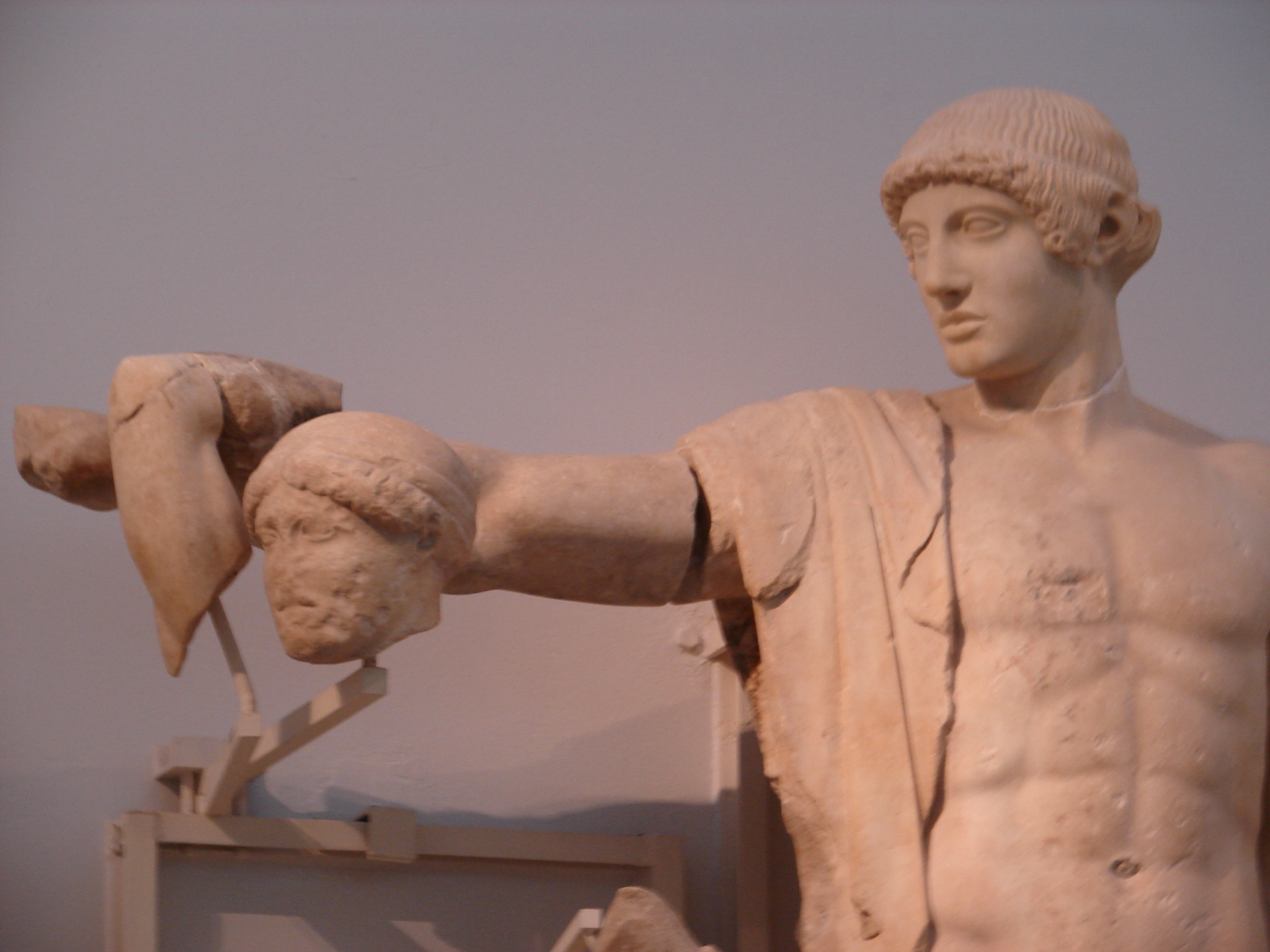
位於奧林匹亞的宙斯神廟中出自西側山形牆上的阿波羅神像。

再者，祂的邊角含有个别的場景，包括赫拉克勒斯對抗特里同。在西元前六世紀中葉之後，結構佈局配置的變化：動物場景此時被放置在角落，很快攸關牠們的設計就完全消失了。這個中央結構佈局於現下以神話故事中的战斗題材或者以人物列隊成行的模式來接替。对山形牆這方面极为器重可以從古風時代晚期位於德爾斐的阿波羅神廟裡經由雕塑的發現之中證明希臘人掌握著山形牆的雕塑工藝，於西元前373年在神廟的拆燬後其山形牆雕塑已普遍的被認定是確實地掩埋於地下了。涉及到个别性題材之山形牆場景方面，乃為藉由與地方相關連的神話主題已日益地佔有主導的地位了。因此，位於奧林匹亞東邊的山形牆上描繪了關於珀羅普斯與俄諾瑪俄斯之間的戰車競賽的準備工作，此即是關乎鄰近比薩之國王的神話故事。這是聖所本身創建的神話故事，展示在這裡最顯眼的位置上面。一個類似的直接關聯是配置於帕德嫩神廟東邊的山形牆上以雅典娜女神誕生的故事為主題的，或者是於祂西邊的山形牆上描述著雅典娜與波塞冬之間因為取得阿提卡的雅典保護神地位之角力。位於薩莫色雷斯島上後來的众卡比洛斯神廟的山形牆上，年代為西元前三世紀晚期，描述的題材多半是純粹為當地的傳說，沒有主要关心希臘總體上的山形牆雕塑主題了。

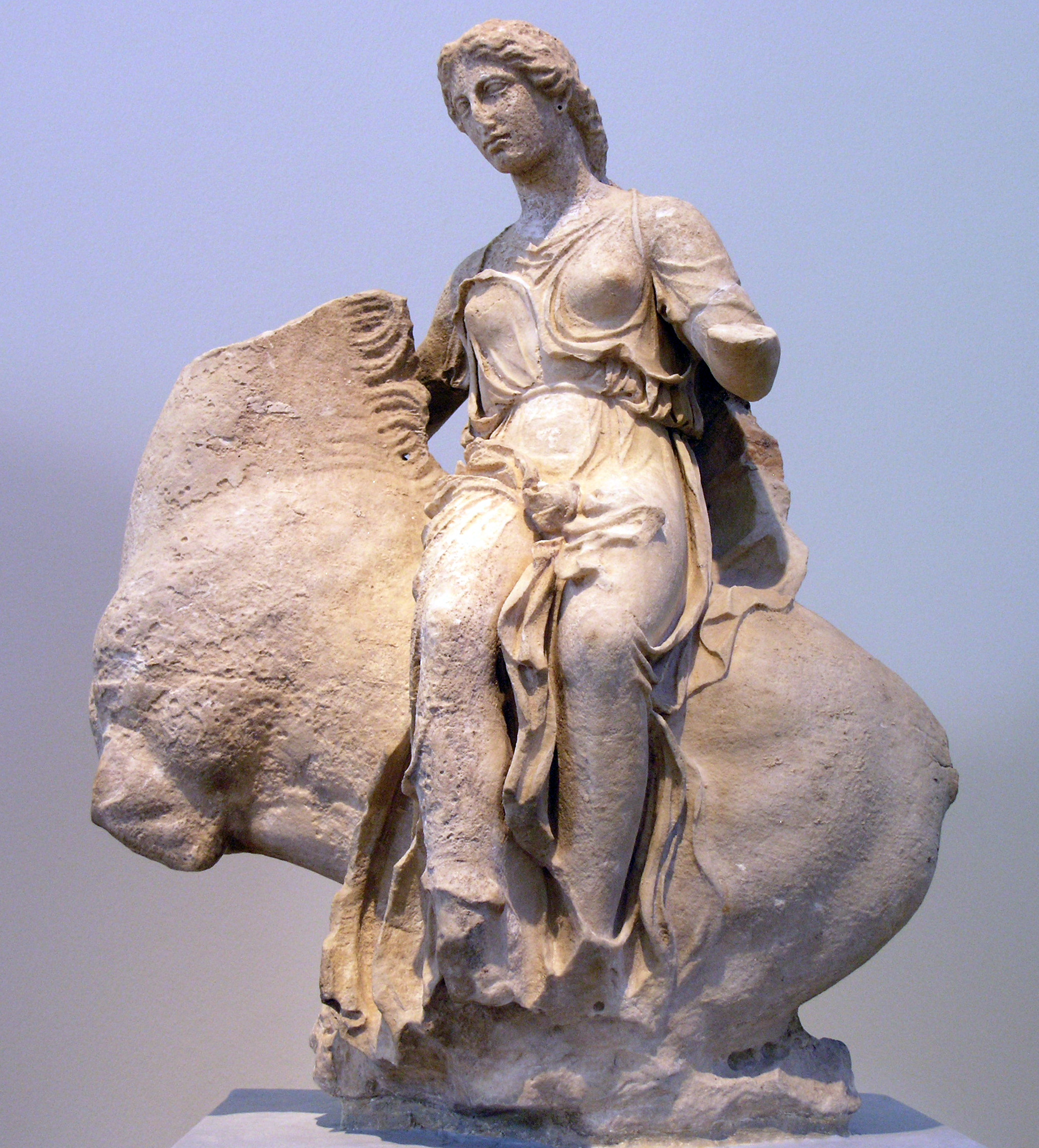
安在马上的海仙女涅瑞伊得斯（nereid）；出自位於埃皮達魯斯的阿斯克勒庇俄斯神廟山牆飾物（acroterion）的一隅。

#### 屋頂
屋頂的裝飾是以山牆飾物來加冠其上的，原本是採用以精心彩繪泥塑圓盤的形式的，從西元前六世紀開始以十分完全地人物雕刻的造型已被安放在山形牆的邊角和屋脊。希臘建築師他們能夠刻畫出合併碗狀物與三脚架的三腳祭壇造型、獅鷲、斯芬克斯，尤其是神話人物和神祇等等。舉例而言，刻畫著奔跑的勝利女神尼刻被加冠在位於德爾斐的阿波羅阿爾克馬埃翁神廟，還有安座在馬上的亞馬遜人造型樹立在位於埃皮達魯斯內的阿斯克勒庇俄斯神廟邊角的山牆飾物（akroteria）。據保薩尼亞斯（Pausanias, 5, 10, 8）描述青銅製作的三腳祭壇形式的邊角山牆飾物與尼刻女神像是由帕奧紐斯塑造好後，二者被安置在位於奧林匹亞的宙斯神廟的屋脊上面。

#### 圓柱
為了完整性的緣故，一個更進一步雕塑裝飾的承載體應該在這裡來提起的：即位於艾菲索斯以及蒂蒂瑪的愛奧尼柱式神廟之雕刻圓柱列（columnae celetae or sculptured columns）。在這兒，早已經於古風時代的神廟裡，圓柱柱身的下方部分是由突出浮雕飾所裝飾著，最初是描繪人物的排列，其後更替祂們之后续的事物是古典時代晚期與希臘化時代有關於神話場景與戰鬥的浮雕。

## 功能與設計

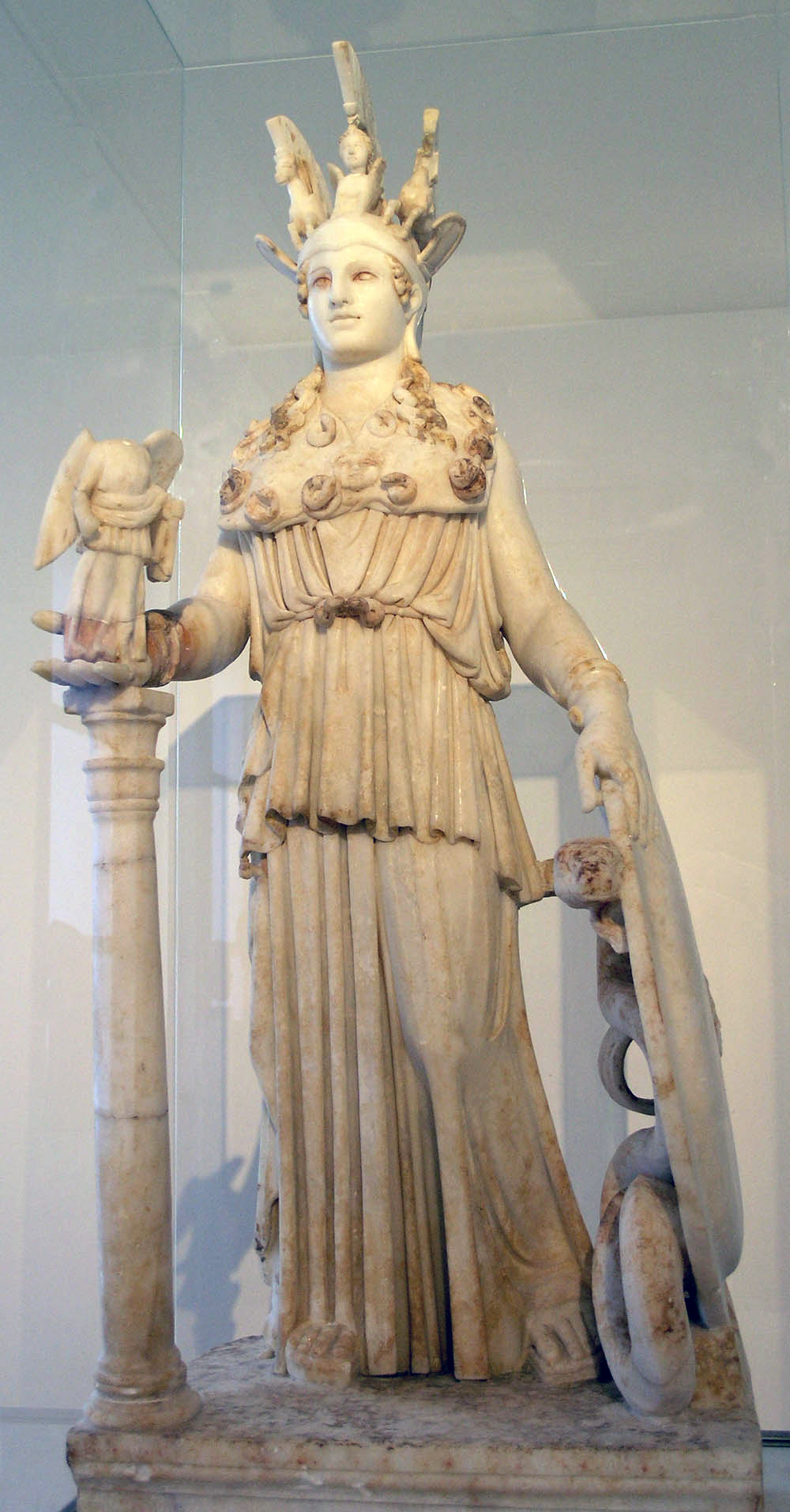
雅典娜·帕德嫩神像，現今珍藏於雅典国家考古博物馆，編號：129。

### 接受膜拜的神像與內殿
神庙的功能主要集中在內殿，乃為受膜拜神像（神尊）之“宅邸”。神廟的外部方面的精心製作有助於強調內殿高贵的身分與尊嚴。相反得，內殿本身通常則是在稍微适中的狀態下完成得。唯一提供內殿以及受膜拜神像照明來源是由內殿'祭壇前方大門外的光線所照射進來。因而，室內只能接收到有限的照明量。而位於巴賽的阿波羅神廟以及位於帖該亞（Tegea）雅典娜神廟則是被發現到的例外了，在那裡的神廟內殿南邊之牆垣設有一扇門，有可能讓更多的光線進入室內。特殊情況也應用於基克拉澤斯群島上的神廟，那兒的屋頂素來是用大理石磚瓦。大理石屋頂也包括用在位於奧林匹亞的宙斯神廟以及位於雅典的帕德嫩神廟。因為大理石並非完全不透明，所以這些內殿可能已經洋溢著鮮明的漫射光。因為是祭祀性的緣故，而且還運用了初升太陽的光，事实上幾乎所有的希臘神廟面向著東方。但卻有一些例外的形式存在著，比方說，位於艾菲索斯以及位於門德雷斯河畔馬格內西亞兩地的阿耳忒彌斯神廟是朝向西方的，或者是阿卡迪亞地區的神廟是面向南北方的。這樣的例外形式可能與祭祀做法的習俗有關係。研究神廟所在地週圍的土壤，證據表明神廟所在地是選擇有關於特定的神祇的標準：舉例而言，在耕地土壤之中的神廟是選擇供奉酒神、戏剧之神──狄俄倪索斯與農產女神──得墨忒耳，還有幾乎是岩石的土壤是選擇供奉光明、醫藥、預言之神──阿波羅與月亮、森林女神──阿耳忒彌斯。

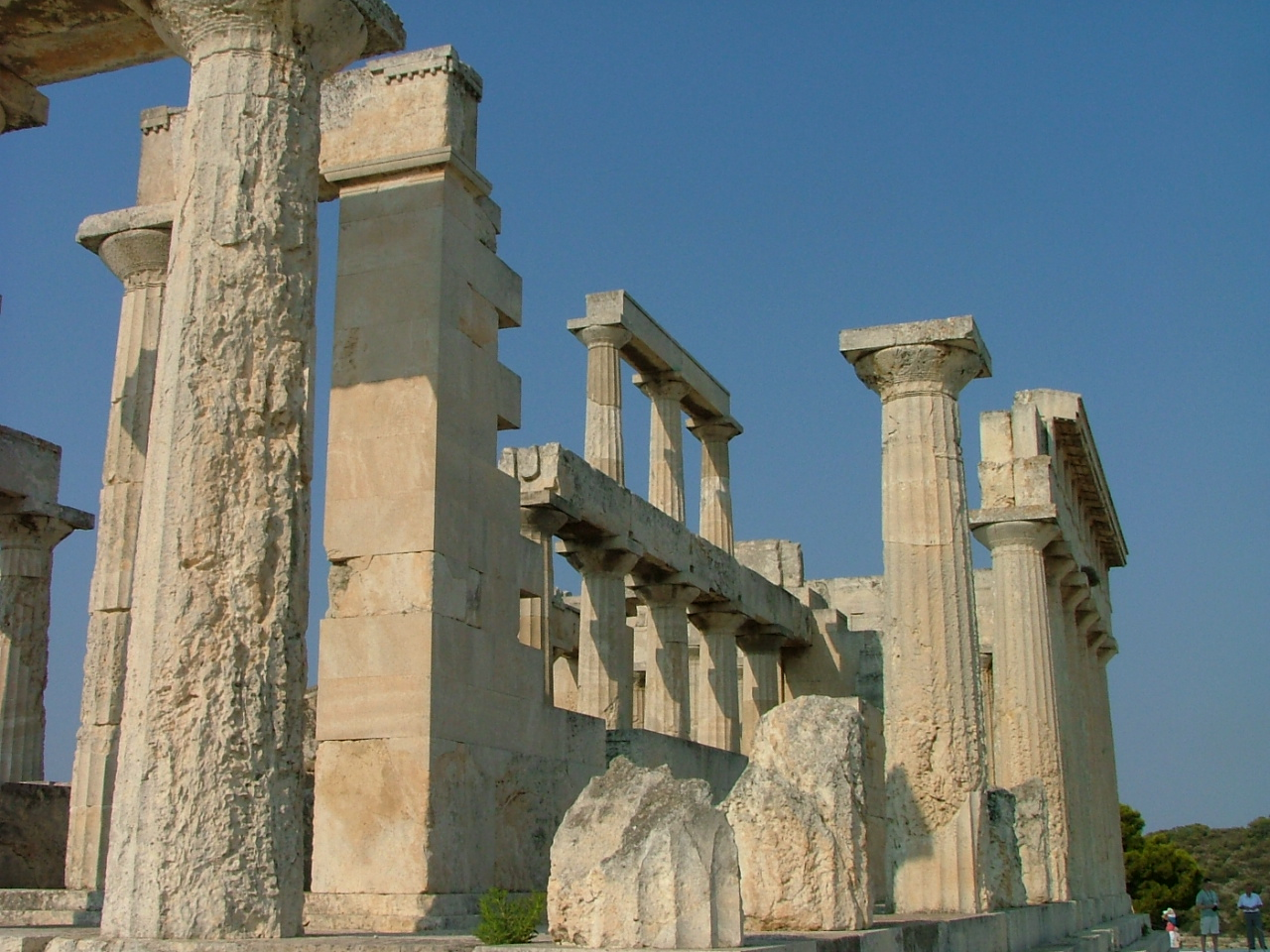
阿法埃婭（Aphaia，位於埃伊納島）的神廟：在内殿的裡邊為了美化而點綴着两层的多立克圓柱。

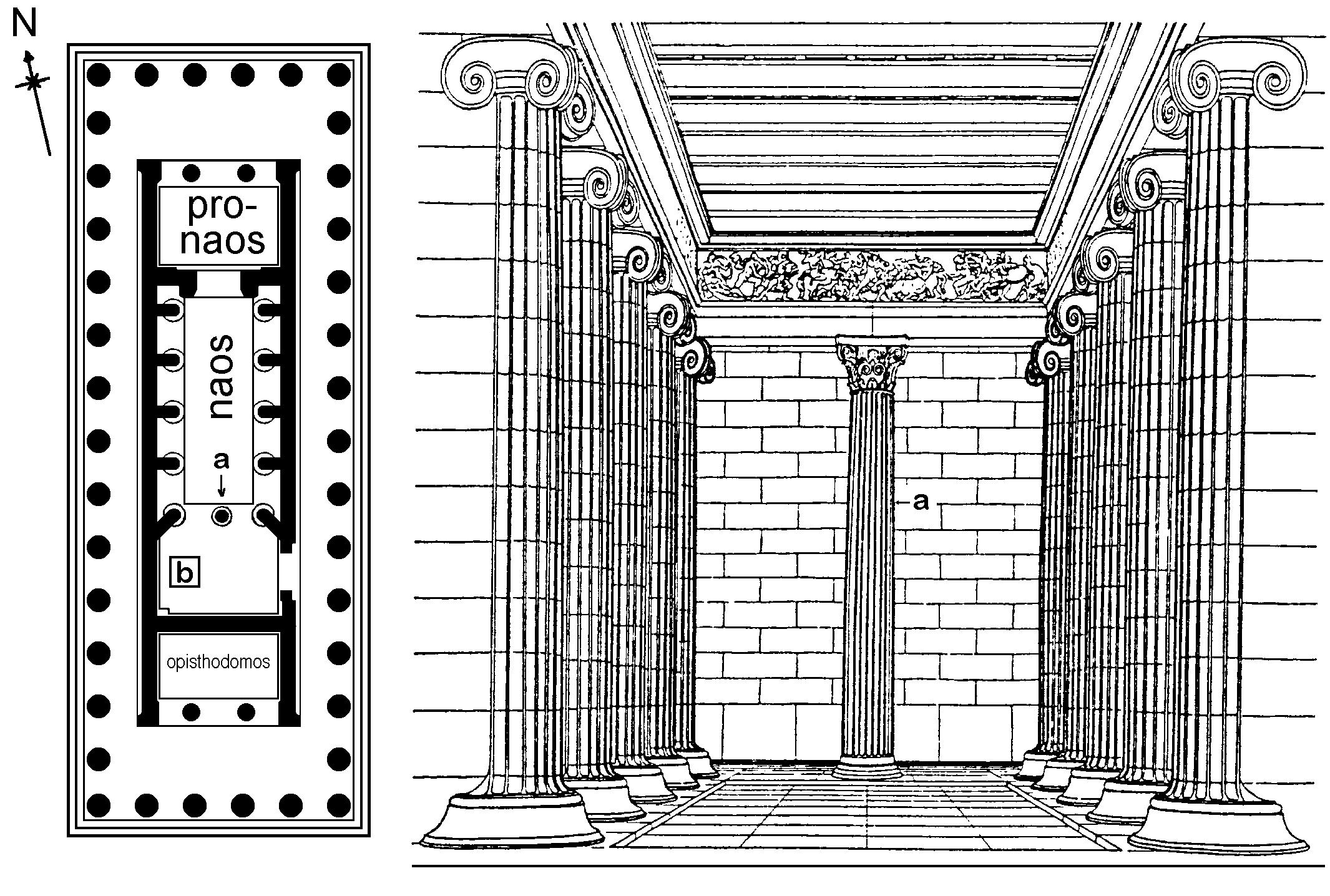
巴賽的阿波羅·伊壁鳩魯神廟（the Temple of Apollo Epikourios at Bassae）的平面圖與內部重建規模的復原圖示。請注意要到內殿的側邊入口與獨自佇立的科林斯圓柱。

#### 改良
受膜拜的神像往往面向一座祭壇，而且是在神廟前方呈軸向的設置著。為了保持這樣的關連，在早期的神廟裡，單排圓柱列通常是沿著內殿的中心軸線興建著，後來由兩排分开且朝向兩邊的圓柱列的形式所取代了。三條過道的中間一條也由此而創建了，是經常被注重的主要一條過道。內殿中央過道的莊嚴與尊貴可以藉由特殊元素的設計運用來強調之。舉例而言，已知最古老的科林斯柱頭是源自於多立克柱式神廟內殿（naoi，naos的複數形態）中間獨自佇立的圓柱，這是一個具有神秘的宗教特徵，並且考古學家們也討論過有關科林斯柱頭顯示的意義：在一些城邦中，這是一個簡單的祈願柱典範。給人深刻印象的內部過道可能藉由具有沿著後方的第三排圓柱列被更進一步地強調著，像這樣的情況可以在帕德嫩神廟以及位於尼米亞（Nemea）的宙斯神廟中發現到。帕德嫩神廟的內殿，也有另一個令人印象深刻的特徵，亦即一排圓柱列加於另一排圓柱列上方，因而形成美觀的兩層圓柱列建築藝術造型，而位在埃伊納島上的阿法埃婭神廟即是採用如此的藝術工法。位於帖該亞的雅典娜神廟則顯示出另一種藝術的變化，在那兒的兩排圓柱是藉由從兩邊側壁突出的半圓柱列並且於其上冠以科林斯柱頭以作顯示與象徵。這種早期建築形式的解答可以從巴賽的神廟裡面見到（請參考右方巴賽的阿波羅·伊壁鳩魯神廟圖示），在那兒門廊後方的中央圓柱保持著獨自佇立的形態，而沿著兩側的圓柱列實際上是半柱（semi-columns）與由呈現直角彎曲狀突出的牆壁及後方兩側掛鉤狀突出的牆壁相連接得。

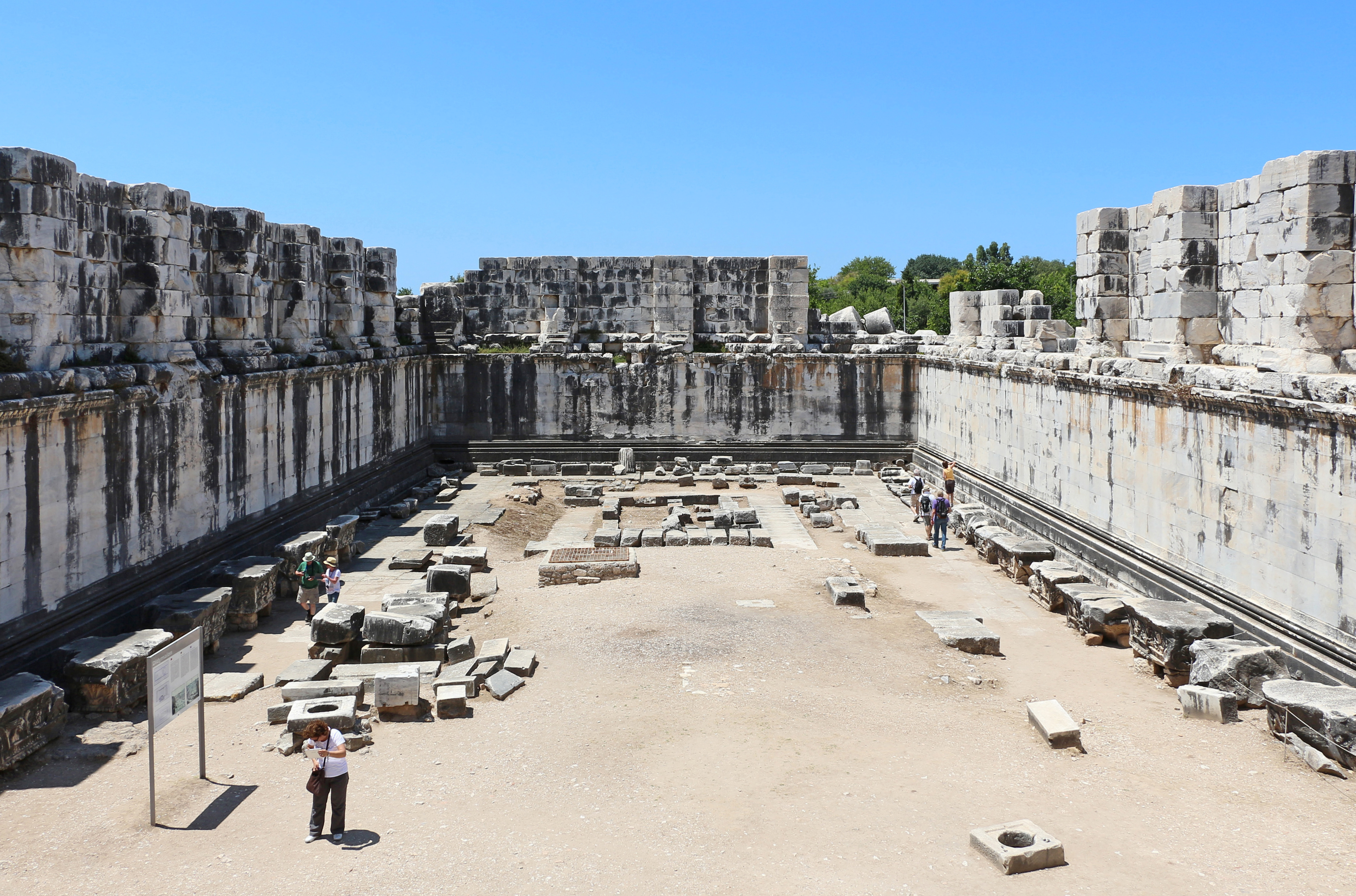
位於蒂蒂瑪的阿波羅神廟中之密室。

希臘神廟之中密室的位置。

#### 參訪限制
希臘神廟的內殿是僅有且稀少能夠進入的房間並且很少有參訪者（信眾、遊客）會經過這個神聖場合。通常而言，要進入這房間，除了在重要節慶（像是月桂節）或其他特殊時機（祈求神諭）之外，祂是僅限於祭司才能夠來這裡的。有些時候，為了強調及注重受膜拜神像的神聖性質，會將神像進一步地移駕到在內殿之中一間獨立隔開的空間，此即密室。特別是在大希臘地區，這個傳統一直延續很長的時間了。在過去的幾十年和幾個世紀期間，為數眾多的祈願物之奉獻可能被安置在內殿裡面，賜予祂一種博物館般的性質（保薩尼亞斯，5, 17）。

### 后殿
位在神廟後方的房間，即為後殿，通常是提供作為祭祀禮器的儲存空間。祂也可能被認為是神廟的金庫。有一段時間，雅典的帕德嫩神廟後殿還含有提洛同盟金庫的功能地位，因此由神祇直接庇佑及鎮守著。從四边拱廊之中來觀察，門廊以及後殿經常被木製的柵欄（barriers）或是圍牆（fences）等屏障所封閉住的。

### 四边拱廊
如同內殿一般，這四边拱廊可以作為祈願奉獻物的陳列與儲存，通常是安放在圓柱列之間。在某些情況中，祈願奉獻物也可以直接貼附在圓柱列上面，因為這是可以見的到的，比方說，位於奧林匹亞赫拉神廟。而關於四边拱廊也可能運用於宗教祭祀的遊行方面，或者簡單作為基本格局元素（門廊、內殿、密室、後殿）之間彼此互依而成的屏障處，這是經由維特魯威（III 3, 8f）來強調出祂的功能的。

### 朝向方位
根據萊斯特大學的阿倫·索尔特（Alun Salt ）在位於西西里島上的希臘神廟的研究中發現神廟方位有朝著東方初升太陽的導向。這神廟方位上的神聖宗教定制課題長期以來一直是古希臘研究中的重要議題。大多數的希臘神廟是朝著東方的方位但有許多神廟是朝向西方、南方與北方的方位，事實上今日人們關於古希臘神廟朝向方位的刻版印象並不是很重要的一個課題。

## 贊助者、構築與經費

### 公眾和私人贊助

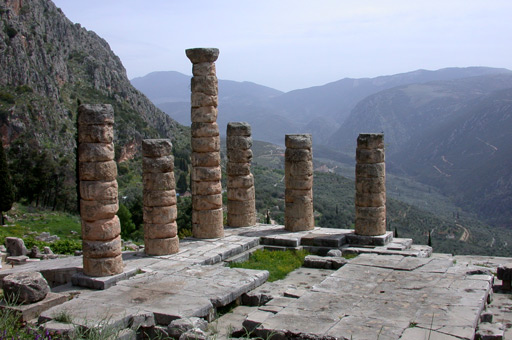
在西元前六世紀晚期中，阿爾克馬埃翁家族大力支持位於德爾斐的阿波羅神廟之重建，從而提高了他們家族在雅典進而到希臘的地位。

希臘神廟的贊助者（功德主）或發起人通常屬於下述兩個群體中的一群：一方面為公眾的贊助者，包括了管理著重要聖所的機關和機構；而另一方面則是具有影響力以及富裕的私人贊助者，尤其是希臘化王國的君主們。财政的需求是涵蓋著稅收或者特別性的課徵作收入，亦或是通過出售像是銀的原材料作為經費來源。也會發生募集捐款的情況，尤其是對於跨地區的聖所像是德爾斐或者是奧林匹亞。希臘化王國的君主們可能是在他政權勢力直轄範圍以外的城市顯示出作為私人捐助者的立場並贊助公共建築，以安條克四世的歷史上實際例證作說明，他曾下令重建位於雅典的宙斯神殿。在這樣的情況下，重建之神廟的這些錢則是來自於捐贈者的私人金庫了。

### 構築組織
在得到廣大民眾的支持或者是經由民選議會所通過的相關議案之後，建筑合同將被公佈出來招標（基於公平、公正的原則）。獲指派的委員會將會選擇所提交計劃中的勝出者。然後，而另一個委員會將監督興建過程。其職責包括公告求才和個別合同的授予、施工的實際監管、檢查與驗收完成的部分，以及工資給付。這原本的公告包含了所有必要的信息，以使得承包人為了完成委任工程而做出切實（合宜）的報價。合約通常授予給最優惠價格與最完善服務的競標者。在公共建築工程的情況下，建材通常由公眾贊助者來提供，當中有異議會在合約中闡明。承包人通常只負責整體建築的特定部分，因為大多數都是小規模行業而已。本來，工資是按個人與當日支付，但是從西元前五世紀起，論件計酬或是按施工階段付款變得普遍了。綜觀古希臘神廟會發現到祂的施工、建材都相當認真與細心，每一建築構件都是確確實實的做到，也因此祂們能夠安住數百年而屹立不搖的主要原因，值得令人讚賞。

### 興建經費
這些神廟興建的經費可能是相當龐大的。舉例而言，從留存的單據顯示出在艾菲索斯的月神廟的重建之中，一根圓柱的造價就需要40,000 德拉克馬（古希臘的銀幣名稱與重量單位），那價格是相當接近於今天的200萬歐元，約莫1,400萬多人民幣。若再考慮到一名建築工人每日的工資給付則要二德拉克馬的價位（在現代西歐的工資水平之上）。由於此設計所需的圓柱列之總數量為120根，甚至在建築這一方面會造成相當於今日那些重大工程項目之建築經費（約3.6億歐元；大概相當於25億多人民幣）一樣水平的支應。

## 不同柱式建築的神廟
本章節主旨在於介紹希臘神廟三種柱式的發展沿革，如欲詳細了解各座神廟的特色與風格請參閱古希臘神廟列表條目。
希臘神廟祂們的分類標準之一在於柱式的選擇作為他們希臘人基本審美原則重要特徵。這種選擇，其乃是很少完全自由的，但通常由傳統和當地習慣來決定，會導致广泛不同的設計規則。根據三個主要的柱式，可以在多立克柱式、愛奧尼柱式以及科林斯柱式神廟之間做出基本的區別。

### 多立克柱式神廟

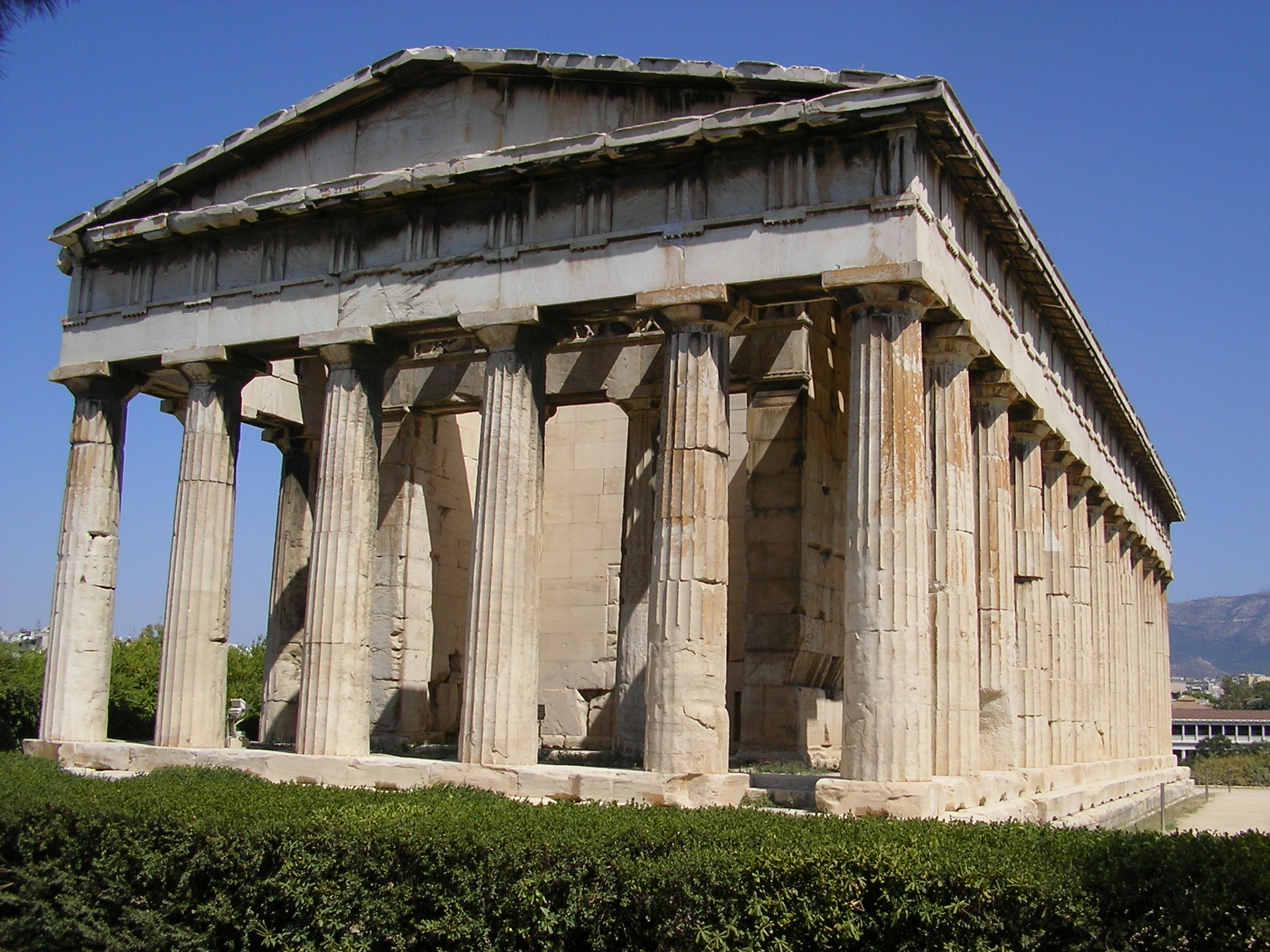
座落於雅典的赫淮斯托斯神廟，在希臘之中保存最完好的多立克柱式神廟。

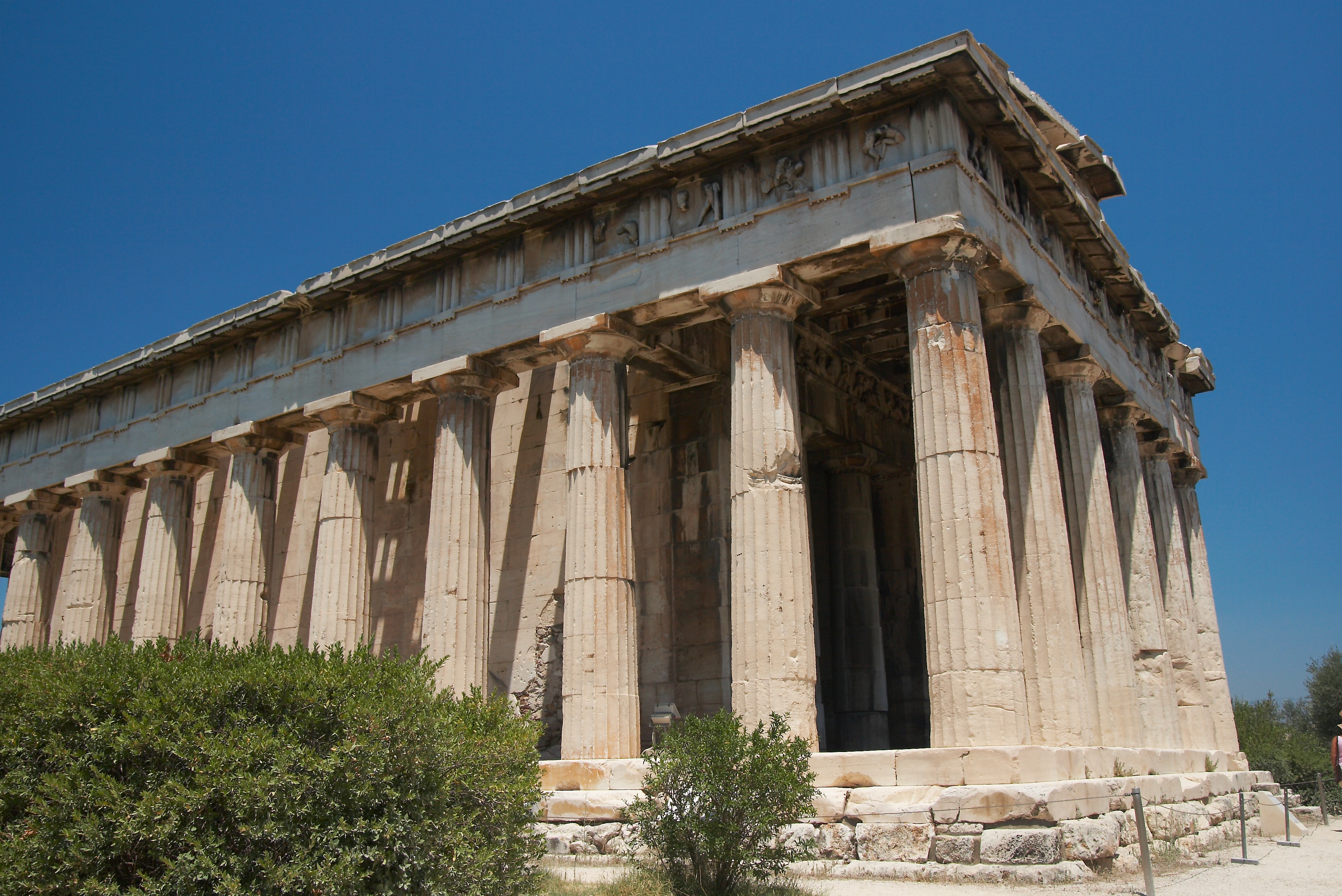
從另一個視點仰望雅典赫淮斯托斯神廟。

現代的關於希臘神廟建築結構的印象是受到眾多适度地保存良好的多立克柱式神廟之強烈影響的緣故。尤其是義大利南部與西西里島的遺址對西方遊客而言是最容易到達的景點，而於此相當早就進行古典研究的發展了，比方說，座落於帕埃斯頓、阿克拉戈斯或是塞吉斯塔的神廟，但是雅典的帕德嫩神廟以及火神廟（也名為赫淮斯托斯神廟）也影響著學術研究還有新古典主義建築，兩者（學術、建築）即從這一個早期希臘文明發展地點開始發展的。

#### 肇始
希臘神廟建築中的多立克柱式神廟建造之起源可以追溯到西元前七世紀初。隨著西元前600年左右轉變到石造建築，這樣式的柱式建築被完全的發展著；從那時起，只有細節上的變化、發展以及完善而已，主要是在解決由巨型神廟的設計與施工上所帶來的挑戰情況。

#### 最初的巨型神廟
除了早期建築的形式，偶爾還是有半圓室的後邊以及四面坡屋頂，這最初30米（100英呎）的圍柱式神廟便是發生在即，年代在西元前600年之前的階段。一個例證是座落在瑟美斯的C神廟，年代大約是西元前625年，為一座30米（100英呎）長的多列柱神廟，內在的四边拱廊是藉由 5 x 15 根圓柱列所包圍著，祂的內殿由圓柱列的中間行列劃分出兩個過道。祂完全是屬於多立克柱頂乃是由彩繪陶片、大概是早期範例的隴間壁，以及黏土製的三角槽排檔來显示表明。祂似乎呈現出這樣的情況，即在西元前七世紀裡，這所有的神廟是於科林斯以及阿爾戈斯的勢力範圍內所興建及樹立得，祂們是屬於多立克圍柱式建築（peripteroi）。這最早的石柱沒有展現出整體簡單樸實高聳且中間柱身呈粗短的狀態和古風時代晚期的範例，而是反映出過去原來木造建築細長型態。業經西元前600年左右，來自各邊的可視性要求已經被應用於多立克柱式神廟了，導致神廟中祭壇前面的門廊被借鑑而在神廟後方設置了一間後殿。這種早期的需求也繼續影響著多立克柱式神廟的設計，尤其是在希臘本土更是如此。但是關於這一點既不是愛奧尼柱式神廟、也不是位在大希臘的多立克柱式範例也遵循了這一原則。隨著石造建築的日益增加且永远纪念化（monumentalisation），並且在內殿以及四边拱廊之間移除了木製屋頂結構到檐楣的層級二者的固定關連的轉變。這樣的關連在牆垣與圓柱列的軸心之間也是一樣，幾乎是小型建築結構演變過程中所經歷的課題，且將近一個世紀仍然未下定義以及沒有固定的規則：內殿的位置是“浮動”在四边拱廊之內的。

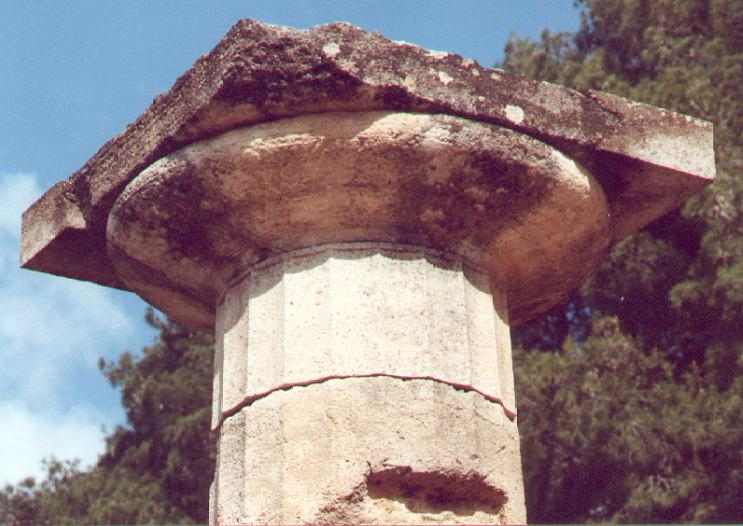
在奧林匹亞天后廟（Heraion of Olympia）之中的多立克柱頭。

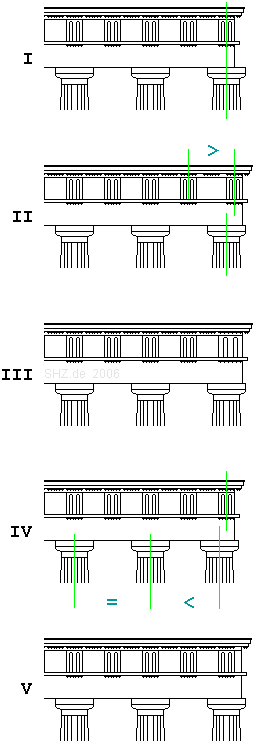
多立克角衝（Doric corner conflict）圖示。

#### 石造建築的神廟

##### 在奧林匹亞的天后庙（約西元前600年）
關於這一座奧林匹亞的天后廟（Heraion of Olympia，也名為奧林匹亞的赫拉神廟，大約西元前600年）體現了從木造建築到石造建築的轉變過程或過渡階段。這座神廟建築，初步的構建完全是採用木材與泥磚，祂所擁有的木質圓柱列隨著時間的推移那些已逐漸的更換為石造圓柱列。就像是一座多立刻圓柱與多立克柱頭的博物館，祂包含所有按照年代次序各個階段的範例，及至古羅馬時期為止。位於後殿圓柱列的其中之一根至少到西元二世紀依然還是維持木製的質材，當時的保薩尼亞斯對這座神廟是如此的描述著。這座6乘以16根圓柱列的神廟早已被視成為了解決多立克角衝這一個問題而設計的。祂是通過分柱法方面來減少角落柱子間距的方式而實現所謂的角落收縮的效果。這一座天后廟关于在內殿與四邊拱廊之間的設計連繫是最先進的，因為祂所採用的解決方案其已成為十幾年後的一項典範，一條線性軸沿著內殿牆垣的外部表面以及通過相關圓柱列的中心軸延伸。祂的區別是在寬的圓柱間距（intercolumnia）在窄側以及窄的那些位於長側這兩者之間的不同，也是一項有影響力的特徵，因為是在這內殿之中的圓柱列的定位配置，相對應于外側那些圓柱列，其不重複著一項特徵，這一直到150年之後位於巴賽神廟的興建而有所改觀。

##### 座落於克基拉島上的阿耳忒彌斯神廟（西元前六世紀初）
最古老的完全石造之多立克柱式神廟是以西元前六世紀早期座落於克基拉島（現代的科孚島）上的阿耳忒彌斯廟為代表。這座建築所有的部件都是龐大與厚重的，祂的圓柱列達到了幾乎是柱子底部直徑五倍的高度，並且分柱法採用方面是以一個單獨圓柱寬度讓柱子彼此的間隔很近。祂的多立克柱式所有的各個構件由後來的準則來觀察有很大的不同，儘管所有多立克柱式建築的必要特徵都有存在。祂為8乘以17圓柱列的底層平面圖，大概為偽圍柱式建築，是一座與眾不同的神廟。

##### 古風時代位在雅典的天帝廟
在多立克柱式神廟之中，位於雅典庇西特拉圖家族的天帝廟（也名為奥林匹亚宙斯神殿）擁有一個特殊的地位。雖然這座建築從未完成，設計祂的建築師顯然地試圖要去適應愛奧尼雙列柱廊式建築。柱筒建造於後來的地基之中的狀況表明祂當初的计划是要興建一座多立克柱式神廟。然而，祂的底层平面图遵循著薩摩斯島的愛奧尼柱式建築典範是非常地密切，這將會造成難以調和與多立克柱式建築上的三角槽排檔橫飾帶這樣設計的解決方案。在西元前510年希庇亚斯（Hippias）被驅逐之後，這座建築的工作便因此停止了：民主雅典也沒有意願去延續僭主政治之自我標榜的不朽功業。

#### 古典時期：被認定為神廟的建築聖典
除了於大希臘地區的城邦裡，在那邊的更多試驗性階段建築之中有一些少數地建築典範的這樣例外之下，古典時代的多立克柱式神廟類型依然是保持著围柱式建筑之規模。貫穿整個古典時期，祂的完美是主導了藝術創作尖端的优先权。

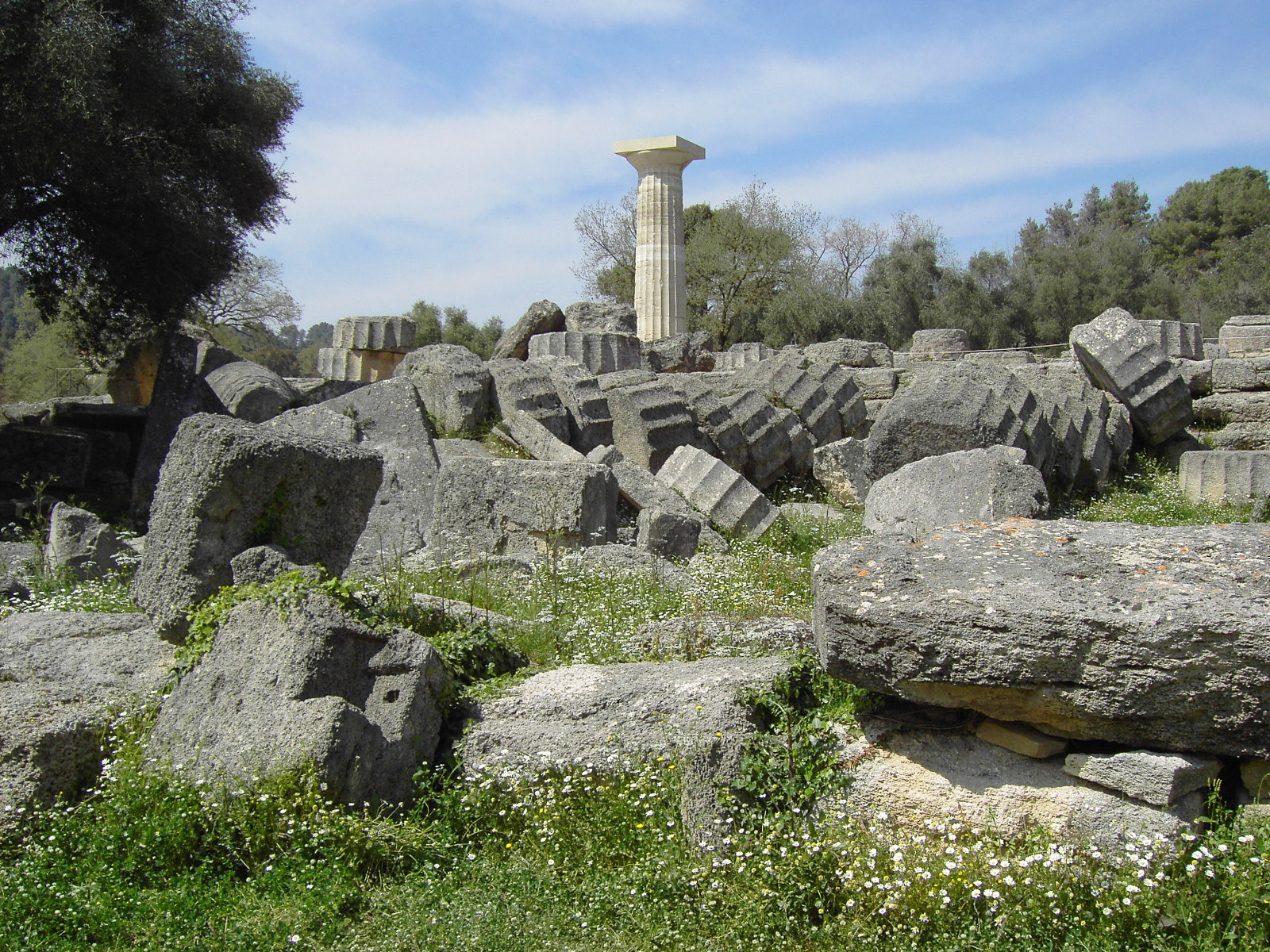
位於奧林匹亞的宙斯神廟遺址。

##### 位在奧林匹亞的宙斯神廟（西元前460年）
被認為典型的解決方案很快就被厄利斯的李班（Libon）這位建築師所發現，他於大約西元前460年左右興建了位在奧林匹亞的宙斯神廟。憑藉著祂的 6 x 13 根圓柱列或者是 5 x 12 分柱法，這座神廟是設計的完全合乎原理。祂的圓柱之間的架間（軸對軸）經過測量為4.9米（16英呎），一組三角槽排檔 + 陇间壁是2.4米（8英呎），一個飞檐托块加上相鄰的空間（通過）是1.2米（4英呎），大理石屋頂的瓦片寬度為0.61米（2英呎）。他的圓柱列是雄厚粗壮的，只有伴隨著輕微的卷殺；柱頭的鐘形圓飾已經近似线性地在45°的角度。所有的上層建築受到曲率的影響。這內殿的測量正好是 3 x 9 圓柱間距（軸對軸），祂的外牆面是對齊鄰近圓柱列的軸線。

##### 其他典範的古典神廟
6 x 13 根圓柱列，這是古典比例的範式，是由眾多神廟採取了這項定制，比方說，座落於提洛岛（大約西元前470年）的阿波羅神廟，位於雅典的赫淮斯托斯神廟以及這一座位於苏尼恩岬（Cape Sounion）的波塞冬神廟。其中有一項細微的變化，以 6 x 12 根圓柱列或是 5 x 11 分柱法經常地被發現。

##### 帕德嫩神廟（西元前450年）

帕德嫩神廟平面圖，請注意位在內殿有一重三面圍繞的柱廊以及在後方有一間柱室（pillared room）。

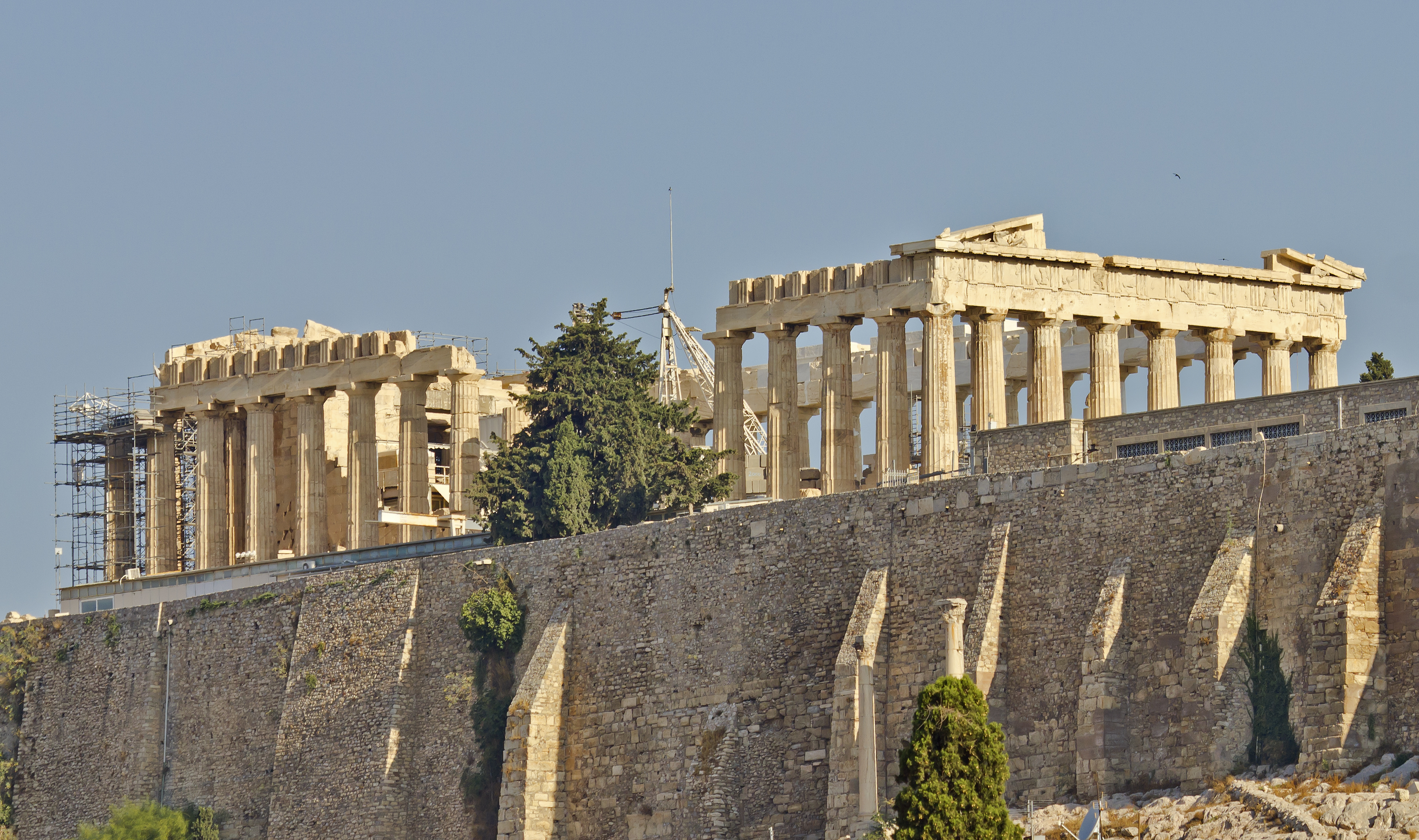
從遠處眺望帕德嫩神廟。

這一座著名的帕德嫩神廟保持在一個為 8 x 17 根圓柱列相同比例的大型建築規模，但也遵循相同的建築原則。儘管有八根圓柱位在祂的前端，這神廟是一座純粹的圍柱式建築，祂的內殿兩側縱向外牆對準了第二根和第七根圓柱的軸線。在其他方面，這座帕德嫩神廟是傑出的宗教建築，在多數的希臘圍柱式建築之中作為一個優秀的典範，是於細節之處裡由許多美學上獨特的解決方案所成就的。舉例而言，像是這門廊的壁角柱以及後殿是被縮短了，以便形成簡單的支柱。代替了更長的壁角柱，那兒是在前柱式建築柱廊內部位於四边拱廊的前端與後端處，體現出愛奧尼柱式建築的習慣。而這間內殿的建造完成，是連同著一間含有四根圓柱的西側房間，也是這座神廟特別優秀的一點。這座帕德嫩神廟的古風時代前身已經包含這樣的房間了。所有在帕德嫩神廟中的測量是以比例為4:9的比值來確定的。它（4:9比值）確定了圓柱寬度到圓柱之間的距離、柱基平台的寬度到長度，以及內殿沒有關於壁角柱的設置。這座神廟的寬度到高度是取決於檐楣，以相反比例為9:4的比值來確定著，這相同比例的平方值，是為81:16，它（81:16比值）確定了神廟的長度到高度。由上面視差矯正的章節中已經有論及到，所有這些數學的嚴謹性是被放寬與放鬆的，其因而影響到了整體建築，從一個階層到一個階層，以及建築構件到建築構件都有受到影響。92面雕刻的隴間壁裝飾著祂的三角槽排檔橫飾帶：半人馬之戰（centauromachy）、亞馬遜之戰以及巨人族之戰是祂的主題。這間內殿的外牆是冠以一面人物形象的橫飾帶（figural frieze）圍繞著整個內殿並且上面是描繪著有關泛雅典娜節的遊行以及眾神大會的主題。大規格的人物形象裝飾是位於山形牆兩側的窄邊。這種嚴謹的原則與雕飾精緻優雅的結合使得帕德嫩神廟成就了極具模範的古典式神廟。位於雅典的赫淮斯托斯神廟（Temple of Hephaistos），在帕德嫩神廟豎立之後不久，也采用相同的美學方案與比例原則，但沒有固守著同样地密切到4:9的比例。

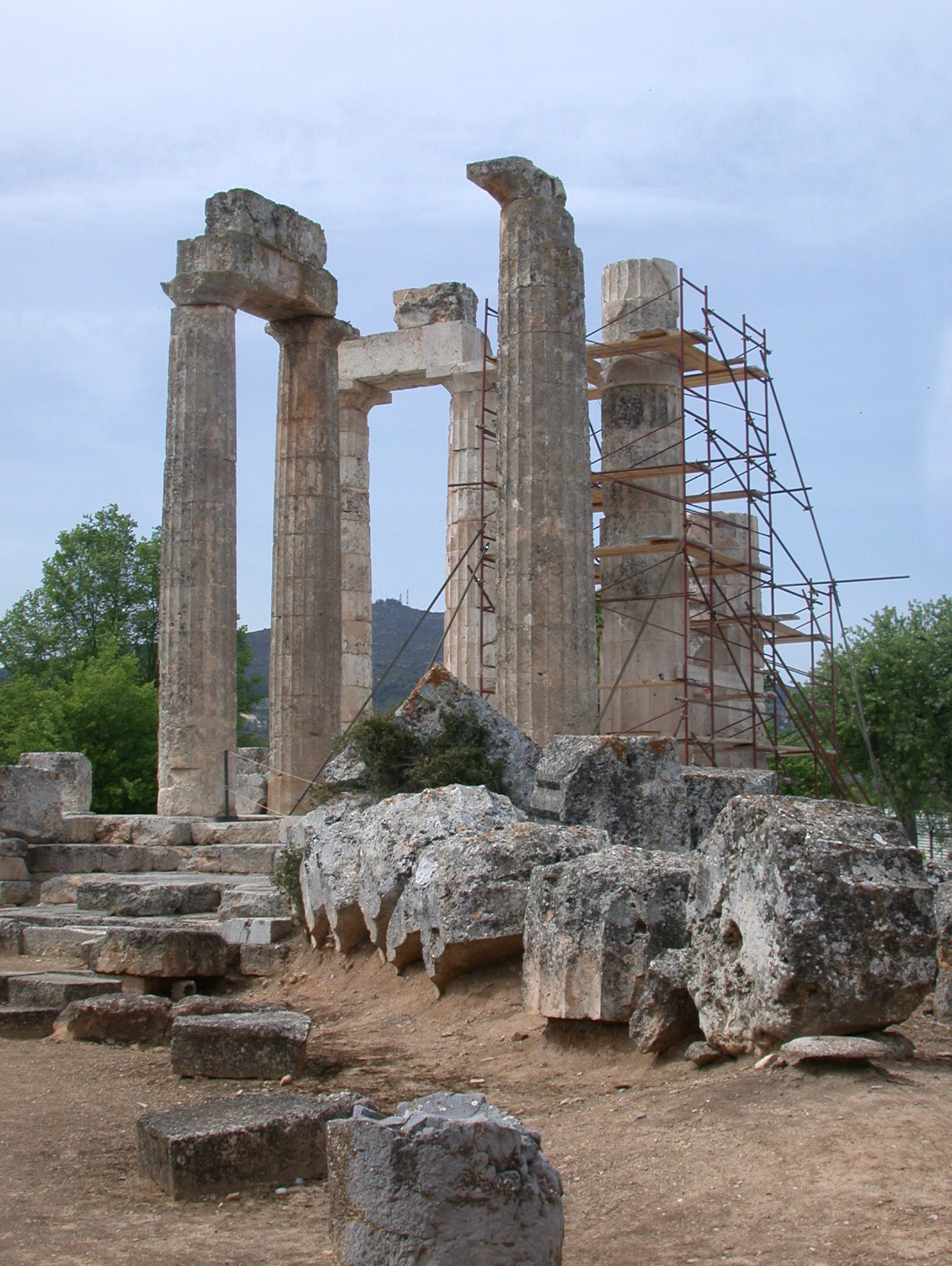
位於尼米亞（Nemea）的宙斯神廟。

#### 古典時代晚期和希臘化時代：改變比例
在西元前四世紀裡，一些少數的多立克柱式神廟被豎立了 6 x 15 或者是 6 x 14 根圓柱列，大概指的是關於當地古風時代原本的建築，比方說，在尼米亞裡的宙斯神廟以及在帖該亞裡的雅典娜神廟。通常地，多立克柱式神廟遵循著一個導向是在祂們的上層結構變成較輕的趨勢。圓柱列的寬度變得更窄，於分柱法上之圓柱間距變得更寬。這是顯示出一種多立克柱式神廟發展上以調整為往愛奧尼柱式神廟的比例與重量規模的傾向，同时也經由一個漸進發展的趨勢來反映出在愛奧尼柱式神廟之中整座建築變得有些沉重的一個相互影響的情形。在這種建築規模輕盈上的互相影響的情況這並不令人意外，著名的代表是在西元前四世紀晚期中位於尼米亞的宙斯神廟，藉由一間分柱法上具有二個圓柱間距深的門廊來強調以及注重神廟前端，而有關於後殿的設置則是被取消了。正視性（Frontality）法则是愛奧尼柱式神廟的關鍵特徵。這在門廊上的注重業已出現在位於帖該亞年代較古老的雅典娜神廟之中了，但是在那兒祂是在後殿之中重複強調相同的建築工藝。兩座神廟延續著朝向更豐富的室內設備之趨勢，在這兩種情況下伴隨著科林斯柱式的嵌牆柱或是完整的圓柱列在一起。
沿著兩側長邊的圓柱列數目之逐漸減少，這在愛奧尼柱式神廟是清晰可見的，其也反映在多立克柱式建築裡面。位於高也諾（Kournó）的一座小型神廟擁有一個僅僅 6 x 7 根圓柱列的四边拱廊、一座只有 8 x 10 米的柱基平台以及角落被作成了壁柱朝向著神廟前端。位於這裡的巨型多立克柱式神廟之四边拱廊僅僅是做暗示而已；該功能很明確是用作為受膜拜神像神龕的一個簡單天篷。

#### 位於大希臘的多立克柱式神廟

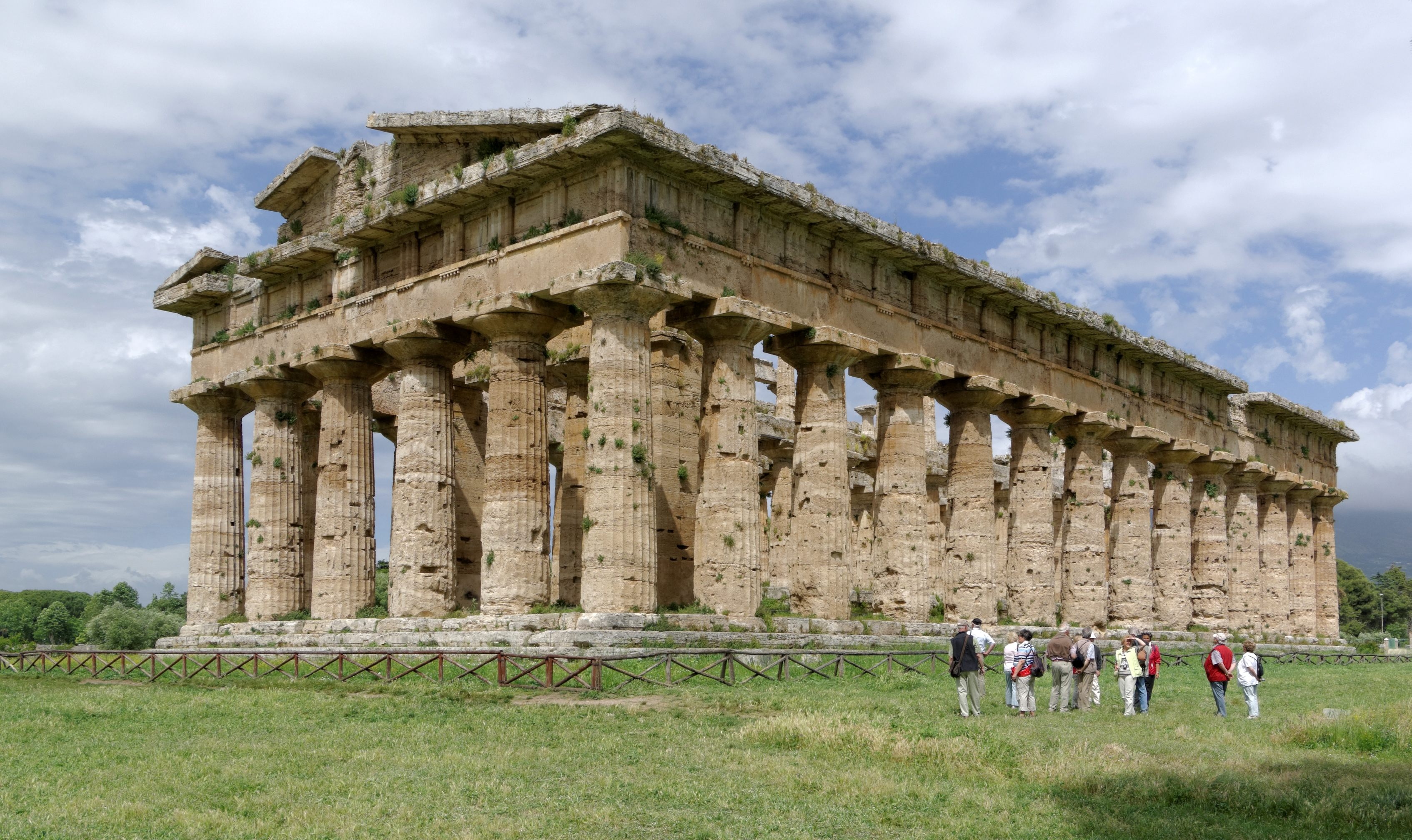
位於帕埃斯頓的阿波羅神廟。

西西里島和義大利南部幾乎沒有參與過這些多立克柱式神廟建築的發展。這裡，許多座神廟建造是在西元前六世紀到西元前五世紀這段期間進行的。後來，這些位居西部的（義大利南部與西西里島）希臘人便表現了明顯的趨勢，他們發展出不尋常的建築學上之解決方案，對於這些殖民地他們的母邦而言是或多或少想像不到的一件事。舉例而言，在那兒有兩座神廟的範例伴隨著位在神廟前端不平均的圓柱數目在一起，位於帕埃斯頓的赫拉一世神廟以及位於麥特蓬托姆的阿波羅A神廟。兩座神廟在祂的前端佇立有九根圓柱。

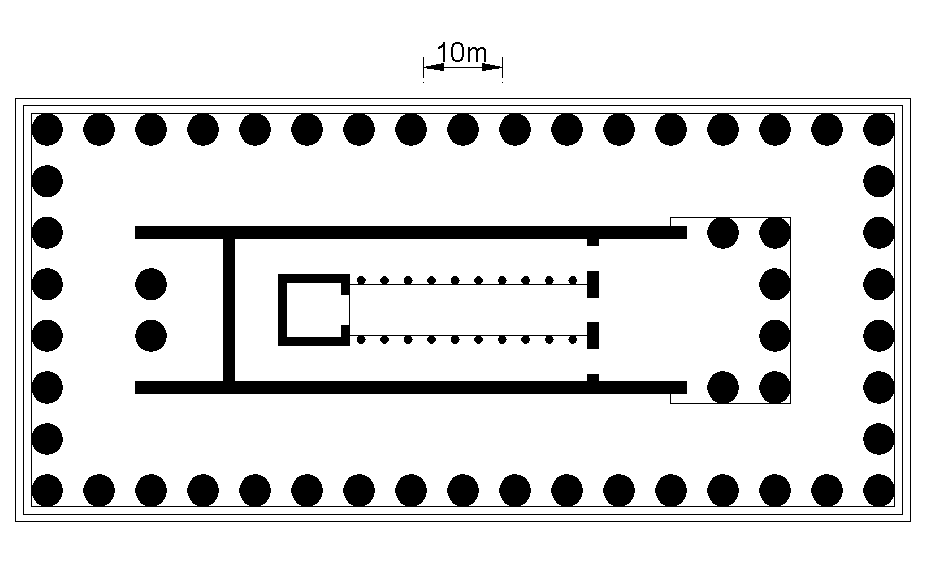
位於塞利努斯的G神廟平面圖，與具有一間定义明確的密室。

這些位居西部希臘人的建築技術上發展之可能性，此方面已漸漸超越他們那些在希臘本土的母邦，准許建築規模上許多的背离。舉例而言，有關於柱頂結構發展的革新在西部之中允許比以前的建築規範有更廣泛空間上的跨越，導致一些縱深非常深的四边拱廊以及廣闊的內殿。而這四边拱廊通常會有兩根圓柱距離的深度，比方說，位於帕埃斯頓的赫拉一世神廟，以及位於塞利努斯的C、F與G神廟，祂們是歸類為仿双重周柱式（pseudodipteroi，pseudodipteros的複數形態）建築。而關於這後殿只是起著輔助作用不一定要設置，然而有些時候還是有後殿存在的設置，比方說，位於帕埃斯頓裡的波塞冬神廟。更加頻繁出現的，乃是在這神廟中還包含著一間位在內殿後端之單獨被隔開的房間，這間房間通常是禁止進入的，此即為密室。在某些情況下，這間密室是一間在內殿之中為獨立式的格局結構，比方說，位於塞利努斯的G神廟。如果可能的話，位於內殿內部的圓柱列會被移除掉，容許讓長達13米寬敞的露明屋顶（open roof）結構以加蓋其上。

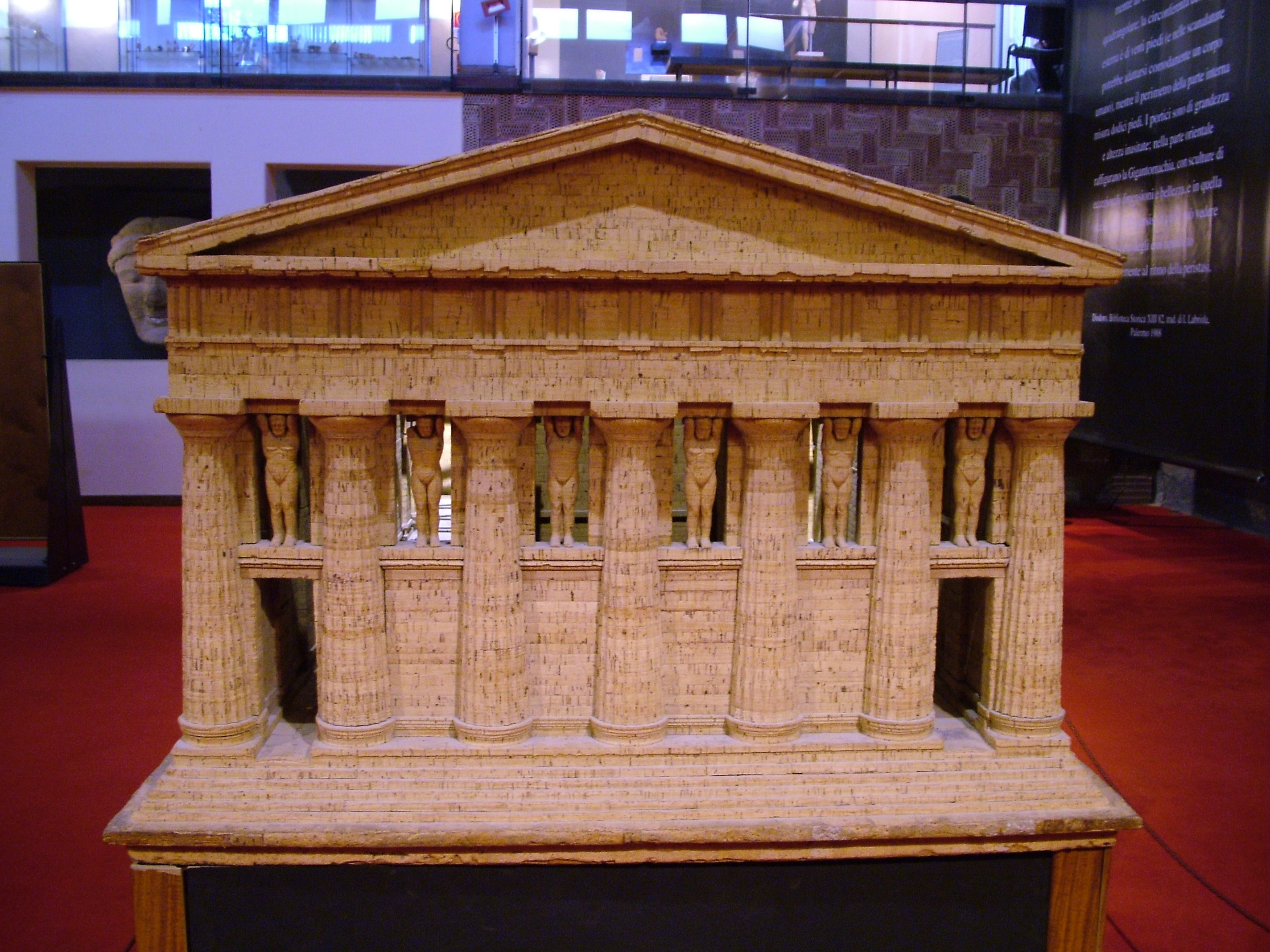
復刻位於阿克拉戈斯的天帝廟模型。

論及偌大的神廟建築是阿克拉戈斯的天帝廟，一座 8 x 17 根圓柱的圍柱式建築，但是在很多方面被視為完全“非希臘式”建築結構，配備著各种细节像是嵌牆柱、人物形象的支柱（男像柱〔Telamon〕的柱列），以及一排以牆壁部分封閉的四边拱廊。連同 56 x 113 米的外部尺寸規模，祂是一座上古時代曾經完工過的最大型多立克柱式建築。假使這些殖民地的建築師在基本的建築項目方面顯示出卓越的獨創性以及將之進行實踐，在詳細的建築項目中他們更是這麼執行著。舉例而言，像是這個整排多立克檐楣（geisa，為geison的複數形態）的底面可能被裝飾以镶板（coffers）而不是飛檐托塊（mutuli，為mutule的複數形態）。

雖然有一個強烈傾向在強調著神廟的前端，比方說，透過添加多達八階的坡道或階梯（座落在塞利努斯之中的C神廟），或者是一間深度為3.5圓柱間距的門廊（座落在锡拉库萨的阿波羅神廟）已經成為神廟建築設計的一個重要性的關鍵原則，這是藉由把在神廟面積長邊的圓柱間距加寬作為相對性處理的解決方案，比方說，座落於帕埃斯頓的赫拉一世神廟。只有在殖民地之中的神廟建築之多立克角衝問題可以被忽視掉。如果義大利南部的建築師們試圖去解決祂這個問題的話，他們則采用了多種解決方案：角落的隴間壁或三角槽排檔的加寬、圓柱間距或隴間壁的變動。在某些情況下，不同的解決方案是使用在相同建築的寬邊與窄邊這兩處。

典型地愛奧尼柱式的圓柱比例。

### 愛奧尼柱式神廟

#### 淵源
對於初期，在西元前六世紀之前，關於這愛奧尼柱式神廟的術語可能頂多在指稱著位於愛奧尼亞的殖民地區域之一座神廟。從這段時間已被發現的任何建築結構上之碎片沒有一件是屬於這愛奧尼柱式建築的。然而，一些早期的神廟在該地區已經顯示出合理建築體制的象徵了，這就是後來的愛奧尼柱式建築體制的特色，比方說，薩摩斯島的天后廟二世（Heraion II of Samos）。因而，甚至在早期的特點上，這內殿牆壁的軸線是對準著圓柱的軸線的，但是在多立克柱式建築學之中，內殿外部牆壁面同樣也是這麼設計的。早期的愛奧尼柱式神廟也顯示出祂們對於典型之多立克柱式建築從各側邊的可視性特徵是毫不關心的，祂們經常缺少一間後殿的設置；在西元前四世紀裡，這種圍柱式建築唯一地在這地區成為廣泛的建築。與之相比，從一項早期的特點來看，愛奧尼柱式神廟強調注重神廟前端採用雙門廊的設計。延伸加長的四边拱廊成為了決定性因素。與此同時，這款愛奧尼柱式神廟系統的特點是祂們傾向於使用多樣化和豐富地裝飾著建築的表面，以及明暗对比的廣泛運用。

#### 巨型的愛奧尼柱式神廟

##### 薩摩斯島的天后廟
於神廟建築學中，當這款愛奧尼柱式建築放大升級到巨型規模時，祂即立刻成為可辨識的希臘神殿。這座巨型神廟是位於薩摩斯島的天后廟（Heraion of Samos），由罗伊科斯（Rhoikos）大約在西元前560年所興建的，是首座眾所周知的雙列柱廊式建築，伴隨著 52 x 105 米的外部尺寸。一間 8 x 21 根圓柱列的雙門廊圍住著內殿，神廟的後端甚至擁有十根圓柱列。神廟前端採用了不同的圓柱間距，伴隨著具有較寬距離的中央開口。與圓柱的底部直徑成比例的，這些圓柱達到了與多立克相對應圓柱三倍的高度。40條凹槽豐富了這圓柱柱身的複雜表面結構。薩摩斯島的圓柱柱礎上是裝飾以水平橫向的凹槽序列，但是儘管這樣的活潑性質，而祂們的重量卻是一塊為1,500公斤重。這種結構的柱頭很可能仍然完全採用木造質材，因為是這柱頂的關係導致。愛奧尼盤蝸飾柱頭是從後來由波利克拉特斯所重建的四边拱廊外邊倖存著。四边拱廊內邊的圓柱列則擁有葉子或者是花瓣造型的裝飾並且沒有盤蝸飾。

##### 基克拉澤斯群岛爱奥尼柱式神廟
位於基克拉澤斯群岛之中，那裡早期的神廟完全是以大理石建成的。那裡沒有發現到相關連的盤蝸飾柱頭，然而祂們的大理石柱頂卻屬於愛奧尼柱式建築的風格。

##### 艾菲索斯的月神廟

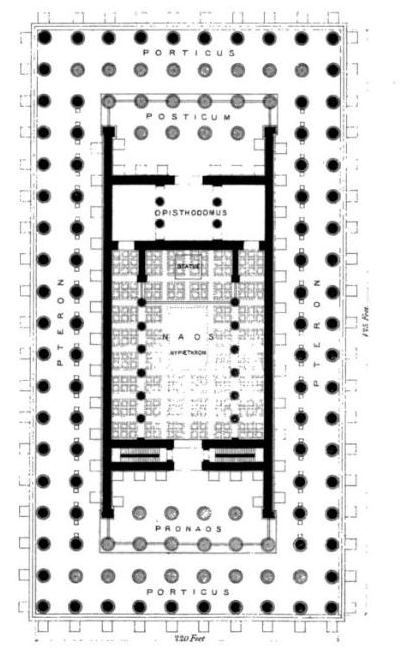
位於艾菲索斯的月神廟之平面圖。

古老的艾菲索斯之月神廟的大概的起源與建造的年代是在西元前550年左右，愛奧尼柱式系統神廟在考古學上遺址的數量的增加即是在這個時期所留下來的建築。這座月神廟是被規劃為一座雙列柱廊式建築，祂的建築師是泰奧多勒斯（Theodoros） 曾經也是位於萨摩斯岛上天后廟的建設者之一。伴隨著一個 55 x 115 米的底部构造，這座月神廟對於所有先例而言是超出規模（outscaled）的偉大建築。祂的內殿是被施行作為無屋頂的內部的繞柱式（peristyle）庭院，此即所謂的古希腊神坛（sekos）。這座建築完全是以大理石建造而成的。這座神廟是被認為列入古代世界七大奇迹之一，這可能是被證明為合理正當的史實，因為考慮到了有關於在祂的結構之中的建築成就。

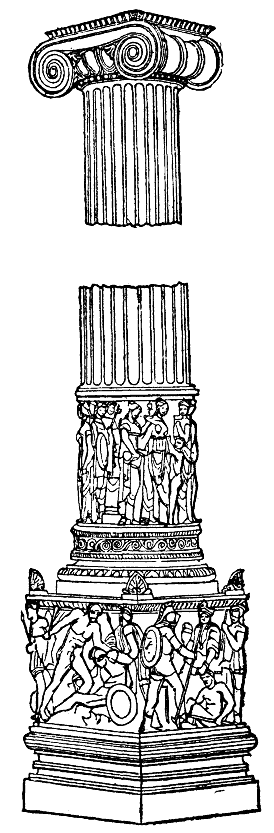
源自於月神廟的柱筒（Columna caelata or Column drum）。

這些圓柱是矗立在艾菲索斯柱礎（ephesian bases）上方，祂們其中的36根圓柱是在這柱身的底部則裝飾以等身大小（life-sized）的人類形象之帶狀雕刻，此即所謂的柱筒（columnae caelatae）。這些圓柱刻有40條與48條之間的凹槽，祂們其中有些凹槽的切鑿方式是在一條寬的凹槽以及一條窄的凹槽之間輪流交互排列著。而這希臘建築中最早的大理石楣樑，是在月神廟所發現的，而這也曾經實現了純石造楣樑跨度達到最寬闊距離的建築工藝。位在中間段落的楣樑8.74米長並且重達24公噸；祂也必須抬升到祂最終的位置，所以使用一組滑輪系統，將之升離地面20米之上的位置固定好。如同祂的先例，這座神廟於前端採用了不同的圓柱寬度的間距，並且位於後端則有較高數量的圓柱陳列著。根據古老的資料來源，克罗伊索斯是這座神廟的贊助者之一。在這圓柱列中的一根柱子上面確實有被發現到提及关于祂的建築贊助方所題之一段獻詞。這座神廟於西元前356年被黑若斯達特斯所焚燬並且在此後不久重新建造。關於這重新復座的神廟，有著一座十級或更多級台階的梯狀基座被興建了。而較古老的愛奧尼柱式神廟系統通常地是缺乏了一個具體可見的底部构造。這是強調了地基必須對一個已提高的柱頂做出平衡的結構設置，創造出不僅是一種視覺對比的效果，而且主要重量是在這細長的圓柱列上面。

##### 在蒂蒂瑪阿波羅神廟

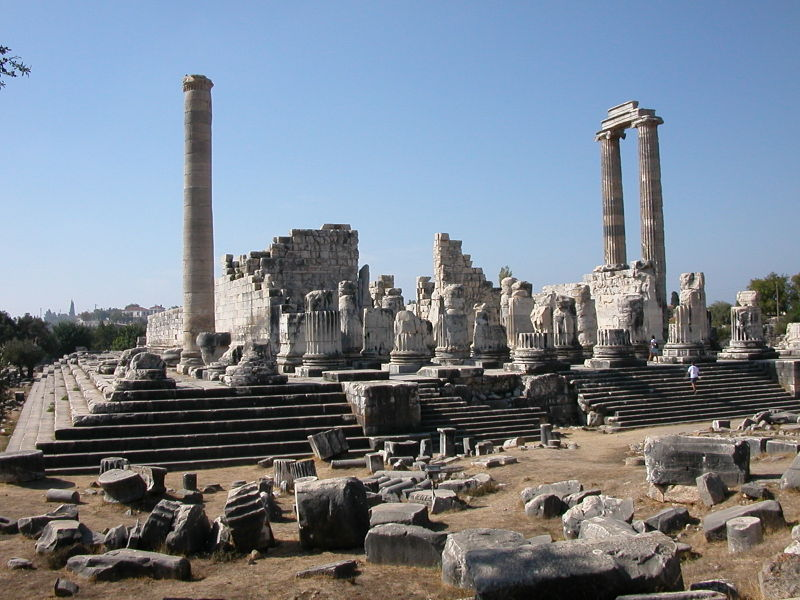
位於蒂蒂瑪的阿波羅神廟遗址。

這一座位於蒂蒂瑪比鄰米利都的阿波羅神廟，大約始於西元前540年，是另一型的双列柱廊式建筑與開放式內部庭院建造在一起。這座建築內部是建構以強大的壁柱，祂們的勻稱已由四边拱廊外部反映出來了。這座神廟的圓柱列，伴隨著36條凹槽，是以作為柱筒連同人物形象裝飾的方法辦理，像那些在艾菲索斯都可以見到。建築施工的輟止大約在西元前500年，但是於西元前331年重新開始動工營造並且最終於西元前二世紀竣工。這巨額的成本花費可能是牽涉到有關於施工時期之所以冗長到跨世紀的原因之一。這一座建築是首座遵循著統一圓柱間距的阿提卡（Attic）傳統之愛奧尼柱式神廟，祭壇前方的圓柱間距區別不再實行了。

##### 普里埃内的雅典娜·波麗亞斯神廟

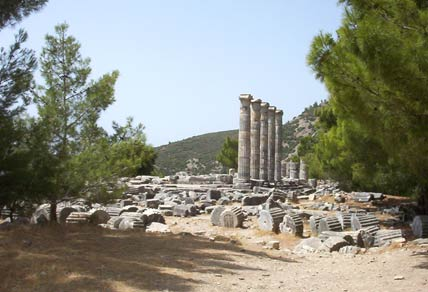
位於普里耶涅（Priene）的雅典娜神廟遺址。

愛奧尼围柱式建筑通常的規模是有些小型並且比起多立克柱式那些建築而言祂們的尺寸是屬於較短的情形。比方說，位於拉布朗达（Labraunda）的宙斯神廟只擁有 6 × 8 根圓柱列，位於薩莫色雷斯島裡的阿芙洛狄忒神廟僅僅只有 6 × 9 根圓柱列。這一座位於普里耶涅（Priene）雅典娜·波麗亞斯神廟，在古代已經被尊作為一座愛奧尼柱式神廟的古典範例，有一定程度的部分仍然保存著。祂乃為首座巨型的愛奧尼亞的圍柱式建筑，在西元前350年與西元前330年之間是由皮修斯所興建。祂是立基於一片1.8乘以1.8米（6乘以6英呎）的建築用石造地面方格（祂的方形底座的精確尺寸）組成的平面上。這座神廟擁有 6 × 11 根圓柱列，也就是說為一組 5:10 或是 1:2 圓柱間距的比例。牆垣與圓柱列是軸向排列的，這是按照愛奧尼柱式建築的傳統。而這四邊拱廊在四邊都是同等的深度，通常重點是位於前端部分，而被汰除掉的一些格局像是一間後殿，祂則被總結合併到內殿的背面了，乃是於愛奧尼柱式建築學裡為首座正式的典範。這是以顯而易見的數學方面上之有理數到設計成適合希臘愛奧尼柱式建築文化，也連同祂強烈的自然哲學之傳統在一起的建築學問。披忒欧是成為在建築學之中的重大影響力遠遠超越其一輩子的建築師了。赫莫傑尼斯，他可能是來自於普里埃內的建築師，是一位該受到建築學上成就光榮的繼任者並且在大約西元前200年實現了愛奧尼柱式建築學上的最終興盛時期。

##### 马格内西亚的月神廟
位於门德雷斯河畔马格内西亚的月神廟（亦名门德雷斯河畔马格内西亚的阿耳忒彌斯神廟）是經由赫莫傑尼斯（設計）的建築工程之一，同時為最初的仿双重周柱式神廟建築之一。其他早期的仿双重周柱式神廟建築還包含這座在萊斯沃斯島上位於米莎（Messa）的阿芙洛狄忒神廟，然而屬於赫莫傑尼斯時期或者是更早的年代的神廟，則為這座落於克里斯（Chryse）的阿波羅·斯明狄也斯（Apollo Sminthaios）神廟以及這位於艾拉班达（Alabanda，也譯為阿拉邦达）的阿波羅神廟。這仿双重周柱式建築的佈局安排，省略去內部的圓柱列之排列同時也維持著一個四边拱廊與兩根圓柱距離的寬度的安排，創造出一間巨大且加寬的門廊，堪比同時期的建築學上之門廳結構。這座馬格內西亞的神廟之建築用石造地面方格是立基於一片3.7乘以3.7米（12乘以12英呎）的廣場上。而這四边拱廊則是由 8 × 15 根圓柱列或是 7 × 14 圓柱間距所圍繞著，換句話說是一組 1:2 的比例。這間內殿由一間四根圓柱深度的門廊所構成的，一間四根圓柱列的內殿，以及一間2根圓柱列的後殿。位在四边拱廊上方的楣樑，在那兒是一面137米長的人物形象橫飾帶，描繪有關亞馬遜之戰的故事。位於橫飾帶上方則是鋪設著齒狀飾、愛奧尼柱式檐楣以及斜簷等建築元件。

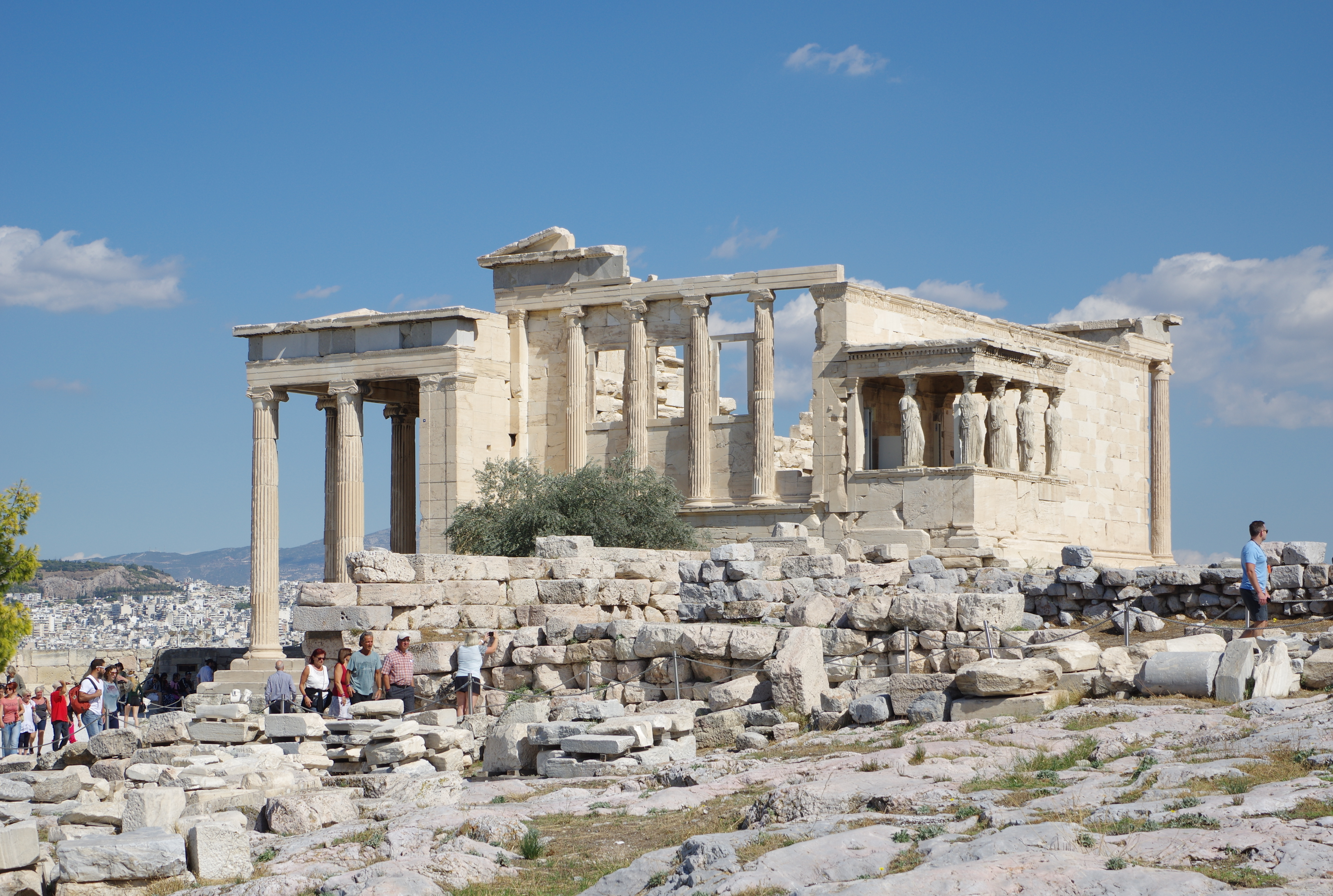
位於雅典的厄瑞克忒翁神廟。

##### 阿提卡的愛奧尼柱式建築

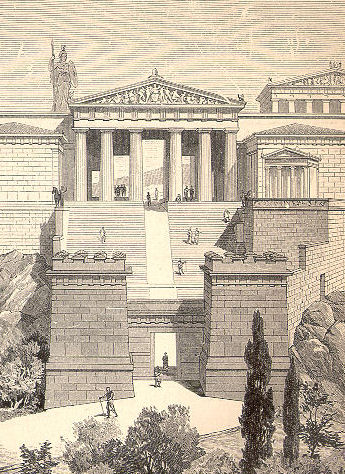
從雅典衛城中山門的右方即可看到雅典娜·尼刻神廟座落的位址。

雖然雅典和阿提卡在民族上來源也同屬愛奧尼亞人，但是愛奧尼柱式建築在這個地區並不是那麼具重要性。在雅典衛城中的尼刻·阿普特拉神廟（Temple of Nike Aptera，亦曰勝利女神殿），是一座小型兩向拜式神廟，大約在西元前420年左右竣工，將愛奧尼圓柱豎立於阿提卡柱礎（Attic bases = Ionic bases）的方形底座（plinthless）上面，圓柱列柱頭支撐著一條三層楣樑與一面人物形象構成的橫飾帶，但沒有典型愛奧尼的齒狀飾，這是值得注意的特徵。而關於厄瑞克忒翁神廟（Erechtheion）東邊與北邊的門廳，是在西元前406年完成，祂也遵循相同建築元素的繼承屬性。

##### 埃皮達魯斯
一座創新的愛奧尼柱式神廟是位於埃皮達魯斯的阿斯克勒庇俄斯（Asklepios）神廟，是最初的偽圍柱式建築 類型之一。這是一座小型愛奧尼前柱式神廟擁有嵌牆柱沿著兩側與背面排列著，而這四邊拱廊也因此淪為僅僅作為一個完整門廊正面的暗示了。

##### 大希臘
在大希臘這個地區中很少有愛奧尼柱式神廟明顯的建築蹤跡的證據。為數不多的例外之一是古典時代早期的D神廟，為一座 8 x 20 圓柱列的圍柱式建築，位於麦特蓬托姆。祂的建築師結合了齒狀飾，是小亞細亞的典型風格，伴隨著一面阿提卡橫飾帶（Attic frieze），由此證明希臘殖民地是完全有能力參與希臘本土神廟建築風格的發展。一座希臘化時代的小型愛奧尼前柱式神廟被發現在位於阿格里真托的波杰托·圣尼古拉（Poggetto San Nicola）。

##### 希臘化時代的印度

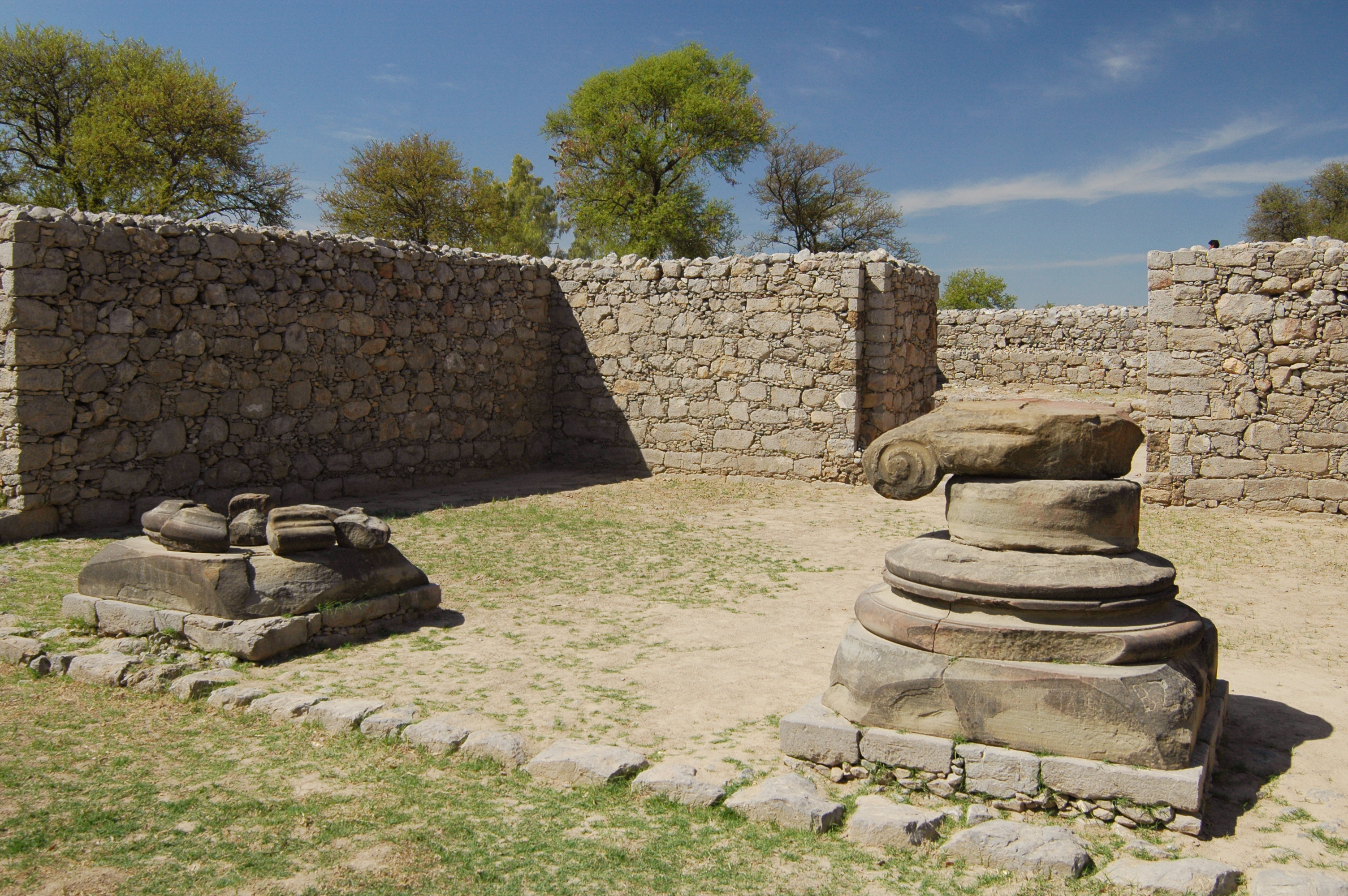
希臘化時代的神廟連同著愛奧尼圓柱列，該神廟是位於今日巴基斯坦塔克西拉城市附近的犍底（Jandial）。

目前已知有一座與希臘神廟的設計非常相似的愛奧尼柱式神廟是來自於犍底（Jandial），該地位在印度次大陸的西北部，就是在今日的巴基斯坦境內。這座寺廟／神廟被認為是一座半古典式寺廟／神廟。祂的設計實質上就是一座希臘神廟的規格，連同一間內殿、門廊以及位在背面的一間後殿在一起。位在前面的兩根愛奧尼圓柱是由兩面側壁牆垣所構成的，就同一座希臘雙柱式門廊（distyle in antis）佈局設計一樣。看起來這座寺廟／神廟具有一面外牆並設有窗戶或者是出入口（doorways），在佈局上類似於希臘的圓柱列的行列圍繞（圍柱式建築設計）。祂已被稱為“在印度的土壤上所發現最古希臘的建築結構（the most Hellenic structure yet found on Indian soil）”。

### 科林斯柱式神廟

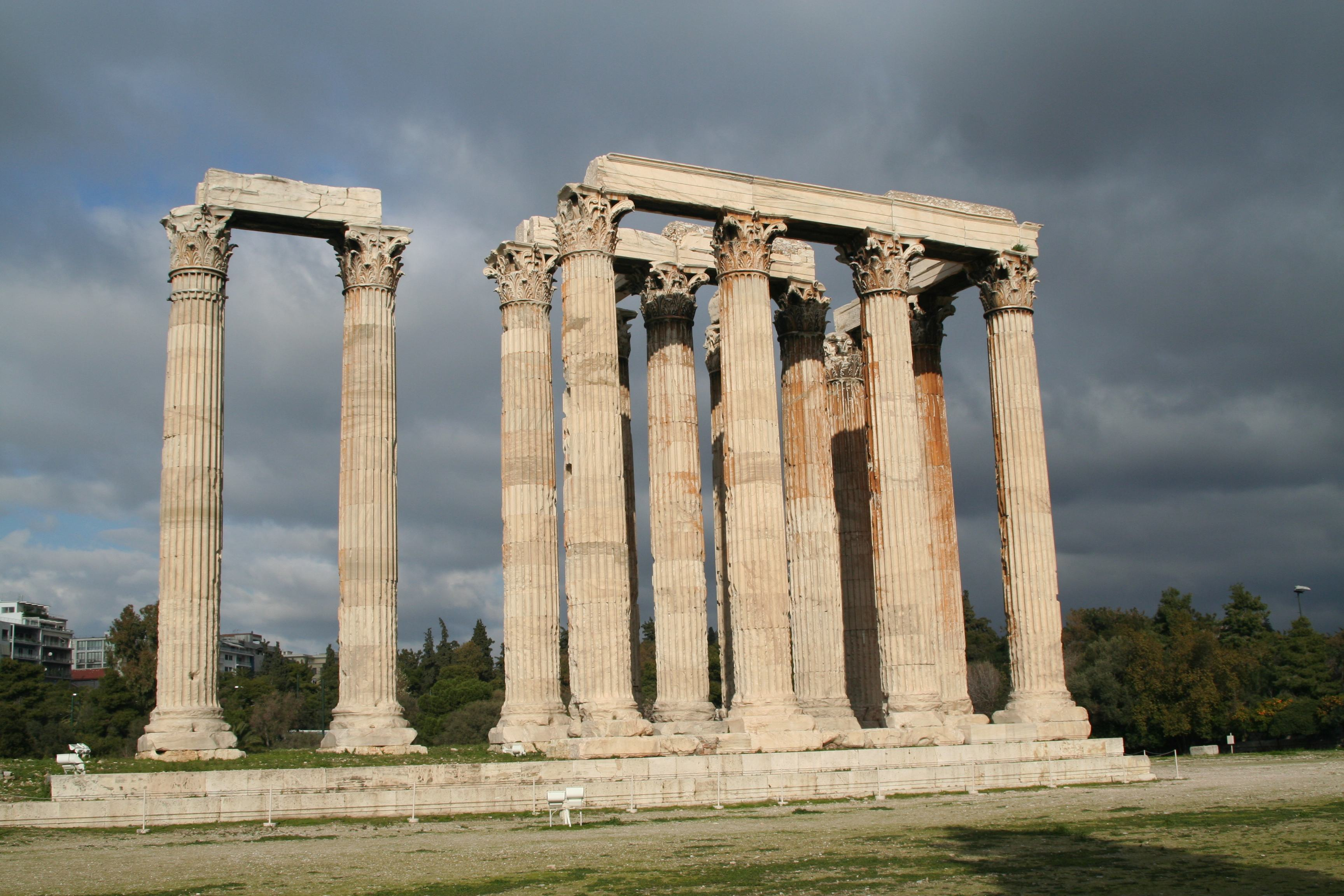
位於雅典的天帝廟。

#### 肇始
三款古典希臘柱式之中最年輕的一款，這科林斯柱式後來成為被用於關於希臘神廟的外觀設計之時期是比較晚的。在祂已證明了祂的設計足夠成為用於神廟外的柱廊設置之後，比方說，在今日於比利維（Belevi，鄰近艾菲索斯）的一座陵寢，在西元前第三世紀之中第二個年代的一半階段裡，祂的設立似乎已經日益普及。早期的典範可能包括了在亞歷山卓的塞拉比尤姆神庙（Serapeum or Temple of Serapeum）以及一座位於大赫尔莫波利斯（Hermopolis Magna）的神廟，兩座神廟皆由托勒邁厄斯三世所興建的。位於美西尼（Messene）的一座小型雅典娜·琳納蒂絲（temple of Athena Limnastis）神廟，毫無疑問地就是科林斯柱式神廟，是唯有透過由早期的遊客所繪畫的圖稿和非常稀缺、珍貴的片段而來被證實著。祂的年代大概可以追溯到西元前第三世紀晚期。

#### 典範

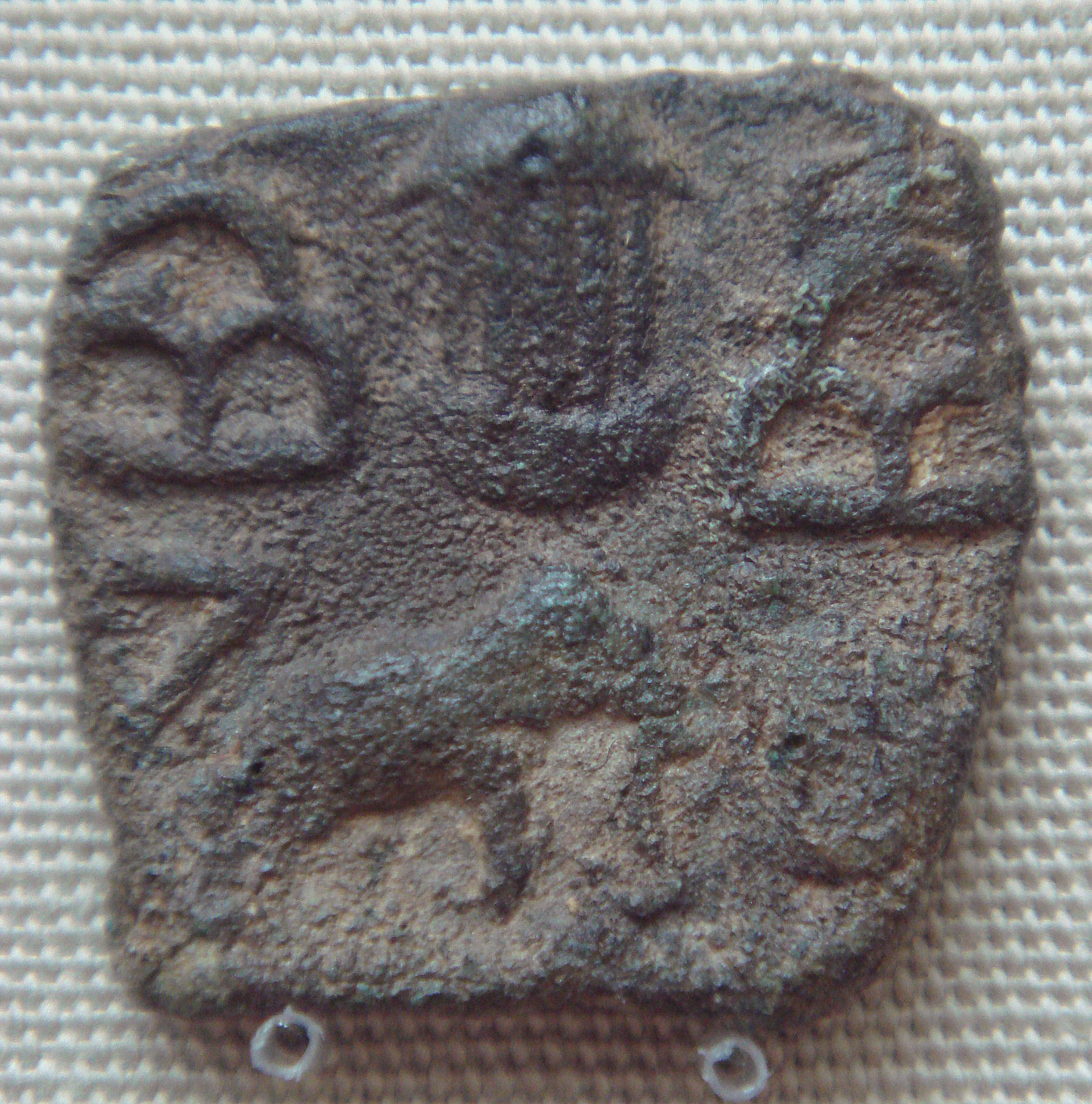
潘地亞王國發行的硬幣描繪著一座神廟位在兩側的丘陵符號與下方的一頭大象之間，出自西元一世紀斯里蘭卡的古代潘地亞（Pandya or Pandyas）領土。

##### 希臘化時代中雅典的奧林匹亞宙斯神廟
第一座可以確定年代以及保存良好而存在的科林斯柱式神廟是希臘化時代所重建的雅典天帝廟，設計規劃與開始動工是在西元前175年和西元前146年之間。這是一座偉大的雙列柱廊式建築連同祂的 110 × 44 米底部构造基礎工事以及 8 × 20 根圓柱列是曾經成為了最大的科林斯柱式神廟之一。祂是由安条克四世·神顯者（Epiphanes，音譯為伊皮法尼斯）捐贈的，祂結合了亞洲的／愛奧尼的柱式連同科林斯柱頭的所有建築元素。作為一座雙列柱廊式建築裡面，祂的亞洲元素和祂的概念在雅典所創建的神廟中是一項例外。

##### 奧爾巴
大約在西元前二世紀中葉，一座 6 × 12 根圓柱列的科林斯圍柱式建築是建造於崎嶇的奇里乞亞（Rugged Cilicia）之中的奧爾巴─狄歐凱瑟瑞（Olba-Diokaisarea）。祂的圓柱列，主要還是筆直地，矗立在阿提卡柱礎上但底層沒有方形底座，為這個時期之中最優秀的神廟建築。每一根圓柱上有24條凹槽飾紋這是僅在底部居中的小平面顯示出來的。每個科林斯的柱頭是由三部分組成，是一個特殊且優秀的形式。這座神廟的柱頂大概是屬於多立克柱式的，由散落在遺址中的飛檐托塊碎片的一項線索中所得到之启示。而建築上所有的這些細節都在暗示著出自亞歷山卓工作坊（Alexandrian workshop），因為自從亞歷山卓展現出最大的建築趨勢後即為多立克柱頂結合科林斯柱頭，並且在阿提卡柱礎之下不設置方形底座。

##### 在拉吉納的赫卡忒神廟

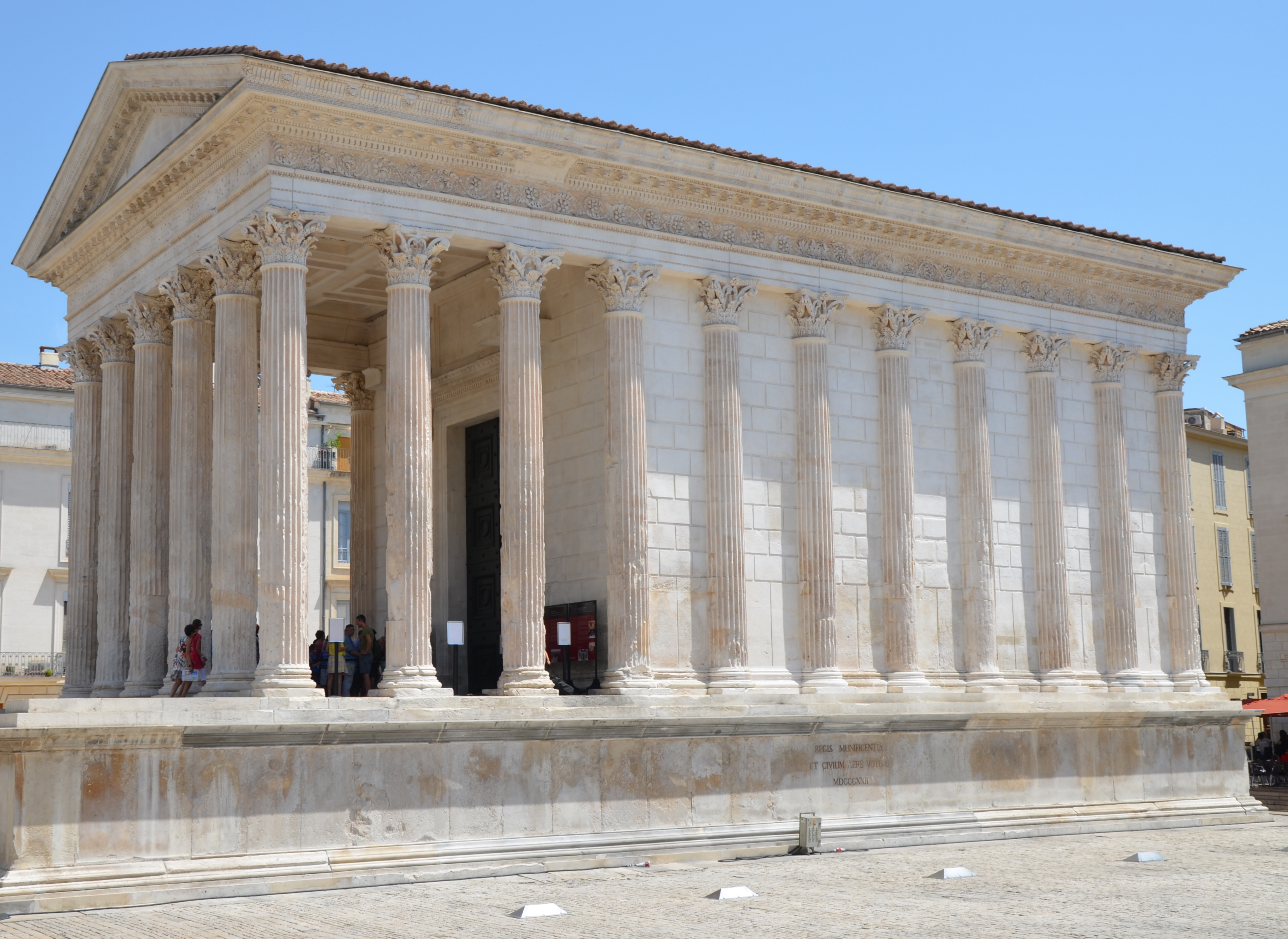
位於尼姆（為法文辭彙）的方形神殿，源自西元前16年，是一座典型的羅馬神廟，屬於一座科林斯六柱偽圍柱式的建築。

此外更进一步地設計選項是由位於拉吉納（Lagina）的赫卡忒神廟所顯露出來，是一座小型 8 × 11 根圓柱列的伪围柱式建筑。祂的建築構件是完全符合了亞洲式／愛奧尼式建築的準则。祂的顯著特徵，是豐富的人物形象橫飾帶，造就了這座宗教建築，大約在西元前100年興建，是一座建築界的瑰寶。此外在晚期發展且眾所周知的科林斯柱式的希臘神廟之中，比方說，位於米拉薩，以及位於佩加蒙的中央体育馆露台。

#### 科林斯柱式神廟獨特的用途與影響
在為數不多且屬於科林斯柱式的希臘神廟於建築樣式或者是底层平面图裡幾乎總是表現的優秀兼出色，並且最初通常是一個王室赞助者的身分對神廟建造所表达的建築樣式。因為科林斯柱式神廟准許材料與技術上工藝成就二方面去大量增加或增益到投資於這一樣式的建築中，為了王室自我擴張的目的這使得祂的運用有優美且吸引人注意之處了。希臘化時代君主政治的滅亡加上羅馬與其盟邦的國勢增強，於是在宗教建築贊助者的位置中，其地位便被安放在商業精英還有聖所的行政管理部門的階層了。科林斯柱式神廟的建造成為了自信和獨立的典型表現了。作為羅馬建築的一項元素，這科林斯柱式神廟後來成為廣泛分布在整個希臘羅馬世界的一項宗教建築，尤其是在小亞細亞地區，一直到帝國晚期為止。

## 留存的神廟遺址

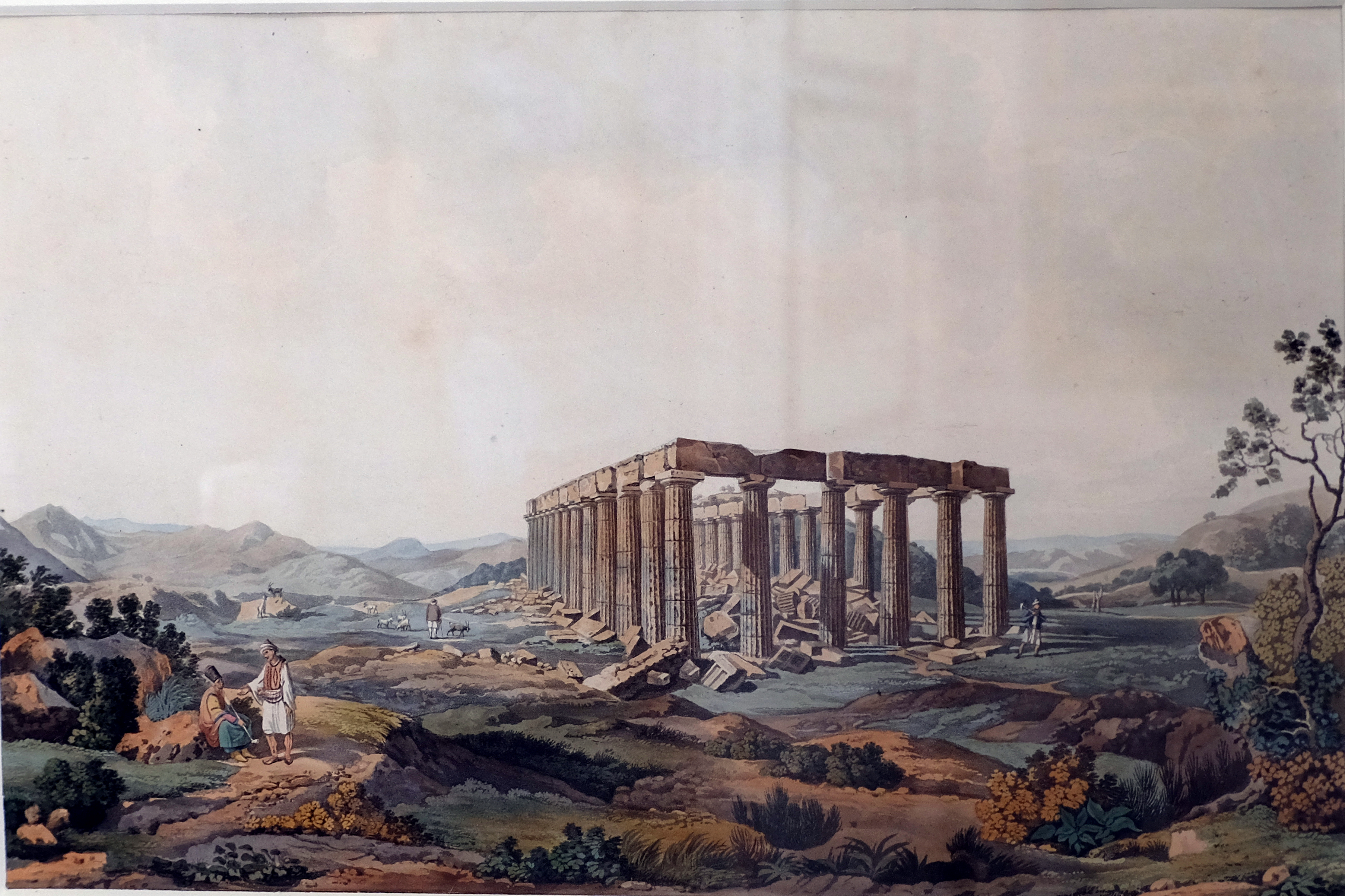
位於巴賽的阿波羅·伊比鳩魯神廟，由爱尔兰画家、旅行家、作家以及考古学家的爱德华·多德威尔（Edward Dodwell）所畫，1821年。

雖說建造的極其紮實堅固，除了屋頂之外，相對較少的希臘神廟則留下了具非常重要意義的遺址；這些神廟通常是轉換為其他用途的那些重新奉為神聖的建築，如教堂或清真寺。平台結構有很多合理完整的地方，以及一些環繞圓柱的柱筒組成元件，這對後來的建設者來說更難以重複使用。一些有爭議的原物歸位（anastylosis）的做法，或是重新架設倒下的材料，有時候有被採用過。矩形牆塊通常被帶走以便重複使用，並且一些建築物被毀壞或是弱化，其目的僅僅只是為了取得連接塊的銅銷子。大理石雕塑經常被移除，為砂漿製作石灰，而且任何倖存下來的文物通常都會被移到博物館，但不是移往當地的博物館。
最完整的遺址集中在雅典和義大利南部；在他們的順序之下，上面的章節已經更加詳細地描述了幾個了。雅典有帕德嫩神廟以及保存最完好的多立克柱式赫淮斯托斯神廟，兩座神廟都曾經成為教堂，同样地兩座小型的神廟在雅典衛城與大型科林斯柱式雅典的奧林匹亞宙斯神廟的一隅。位於巴賽的小型阿波羅·伊比鳩魯神廟在一個鄉村地區保存下來連同大部分圓柱和主要的門頭線墩子（architrave block）都在原地，這些都攙雜在清落的石塊當中。在1812年的時候，這個從英國的古文物收藏者提取出來的巴賽橫飾帶（Bassae Frieze），這件文物很快地就被珍藏在大英博物館的館內了。
在義大利境內的帕埃斯頓，在那不勒斯南部的某個地方附近，曾經是大希臘（希臘人的義大利殖民地）北方界線，擁有三座接連的早期多立克柱式神廟，大部分都在城市的羅馬遺址之中了。在西西里島境內，阿格里真托附近的神殿之谷具有一處更大的神廟群，以孔科耳狄亞神廟的主體結構保存的特別完好。沿著海岸，塞利農特大約於西元前250年被迦太基人所摧毀並且留有五座神廟塌落的遺址，其中一座已被重建的神廟是來自於原始材料的。就在不遠處，塞傑斯塔具有一座個別的多立克柱式神廟 ，這座神廟的主要結構大致上是完好的。

## 外部連結
- University of Chicago: Gallery with images of Greek Temples